# 田原市
田原市（たはらし）は、愛知県の南端部に位置する市。東三河地方に位置し、東側で豊橋市と接している。太平洋に面する渥美半島の大部分を占めている。

## 地名の由来
平安時代中期頃に熊野修験者たちが当地に流入し、紀伊国の地名にちなんで集落の名をつけたものという。地名の故地は和歌山県東牟婁郡串本町にあり、近在する蔵王山も同様の由来をもつ。「田原」という地名自体の「原」は、丘陵地の樹木の育たない土地を指すという。

## 地理

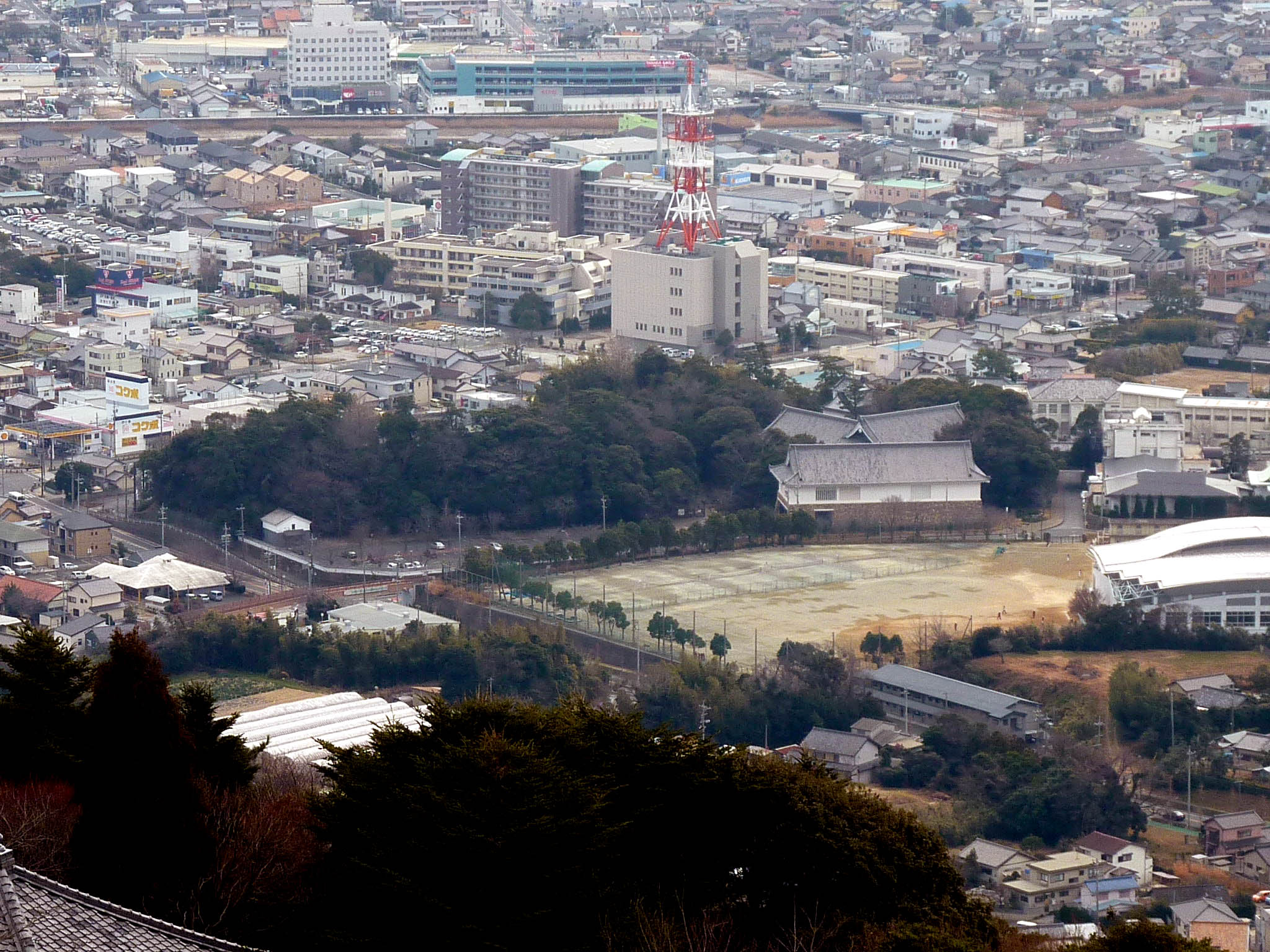
蔵王山頂から望む田原市街地

田原市中心部周辺の空中写真。
2020年9月28日撮影の49枚を合成作成。。

### 地形
田原市は渥美半島の大部分を占める自治体である。渥美半島は東西50km・南北5-8kmと東西に長く、標高200-300mの山地塊、洪積台地、沖積低地からなる。全体的に洪積台地である太平洋側が高く、三河湾に向かって徐々に低くなる。渥美半島の南西端には伊良湖岬がある。
渥美半島の北側は三河湾の渥美湾に面しており、渥美湾には田原市街地北東の田原湾と福江市街地北の福江湾という支湾がある。渥美半島の南側は太平洋に面しており、日出の石門から静岡県浜松市まで、約50㎞にわたって片浜十三里と呼ばれる砂浜海岸が続いている。片浜十三里は伊良湖岬に近い恋路ヶ浜や赤羽根市街地の赤羽根海岸などに細分化される。
渥美半島の南西は伊良湖水道を挟んで志摩半島がある。伊良湖岬の沖には三島由紀夫の小説『潮騒』で有名な神島（三重県鳥羽市）があり、神島には伊良湖港より定期船が運航されている。神島までは鳥羽港からよりも伊良湖港からの方が若干近い。

#### 山地
渥美半島に約7ある山地塊は、赤石山脈や弓張山地から続く秩父帯の一部である。弓張山地に近い東側から順に、田原市街地北側の蔵王山（250m）、田原市街地西側の衣笠山（278m）、赤羽根市街地西側の大山（320m）、伊良湖岬東側の宮山（139m）、伊良湖岬の古山（91m）などがある。秩父帯は神島や答志島に続き、さらには紀伊山地へと続いている。
主な山
- 大山（320m、渥美半島最高峰）
- 蔵王山（250m）
- 雨乞山（233m）
- 衣笠山（278m）
- 滝頭山（258m）
- 藤尾山（207m）

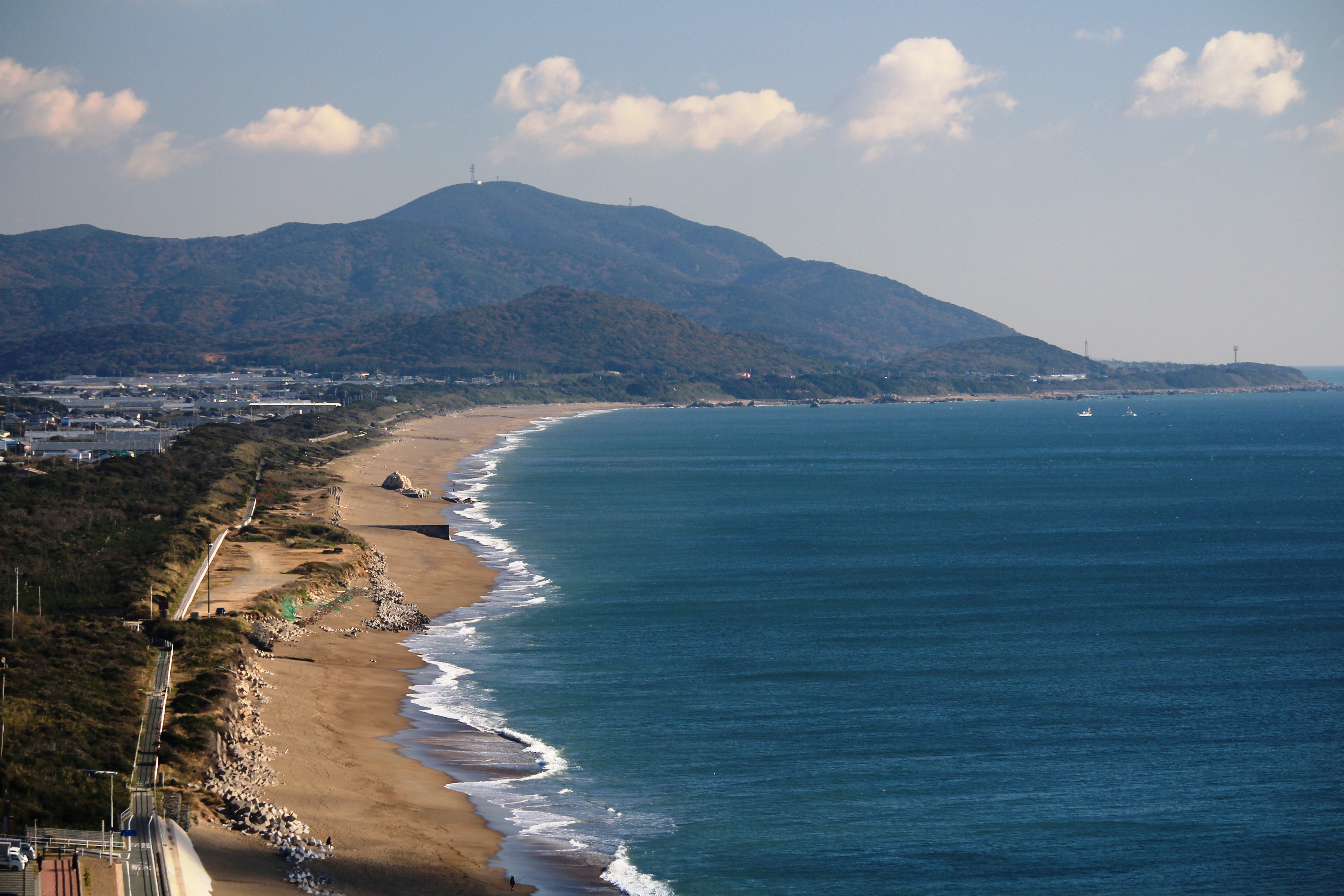
大山と遠州灘
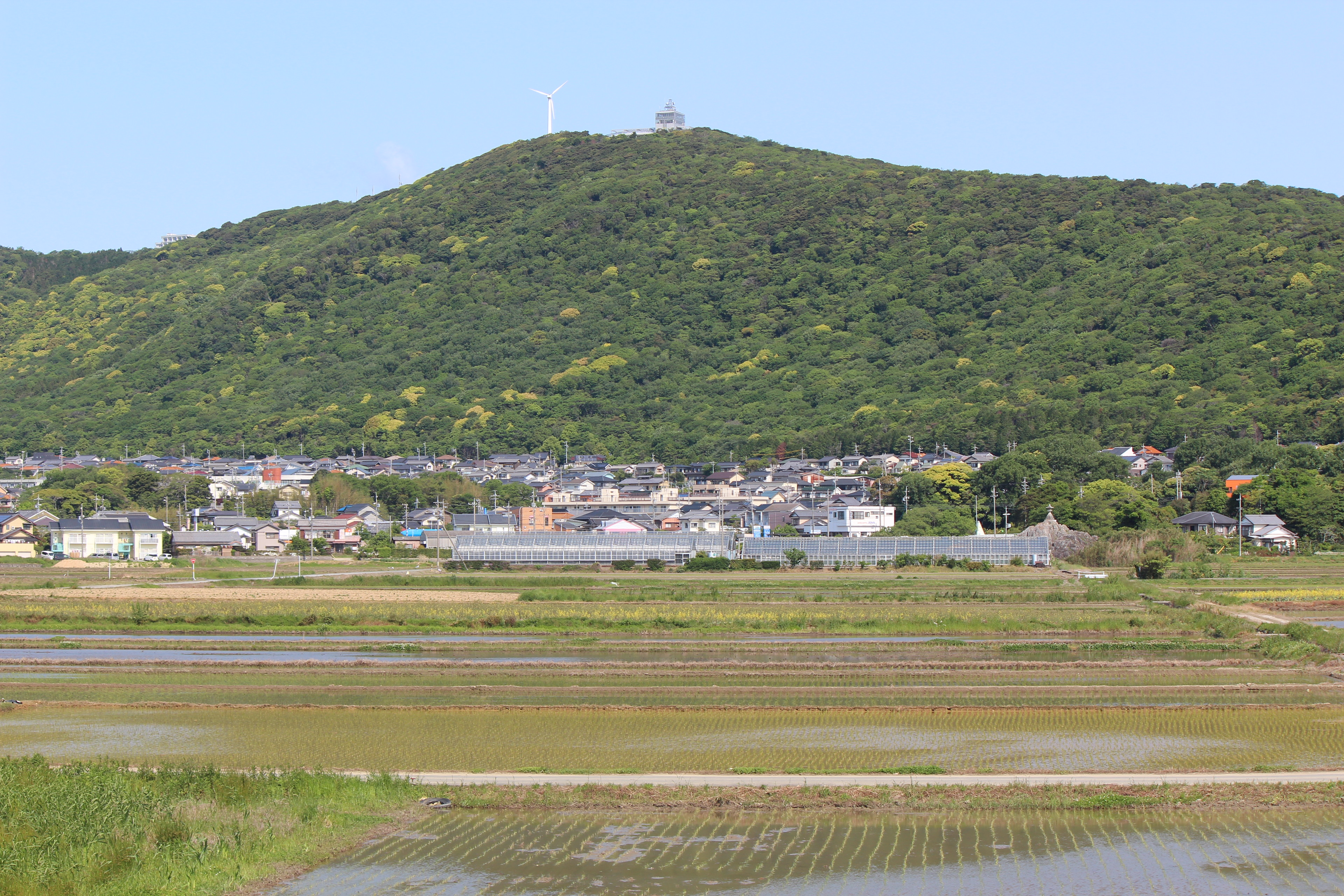
蔵王山
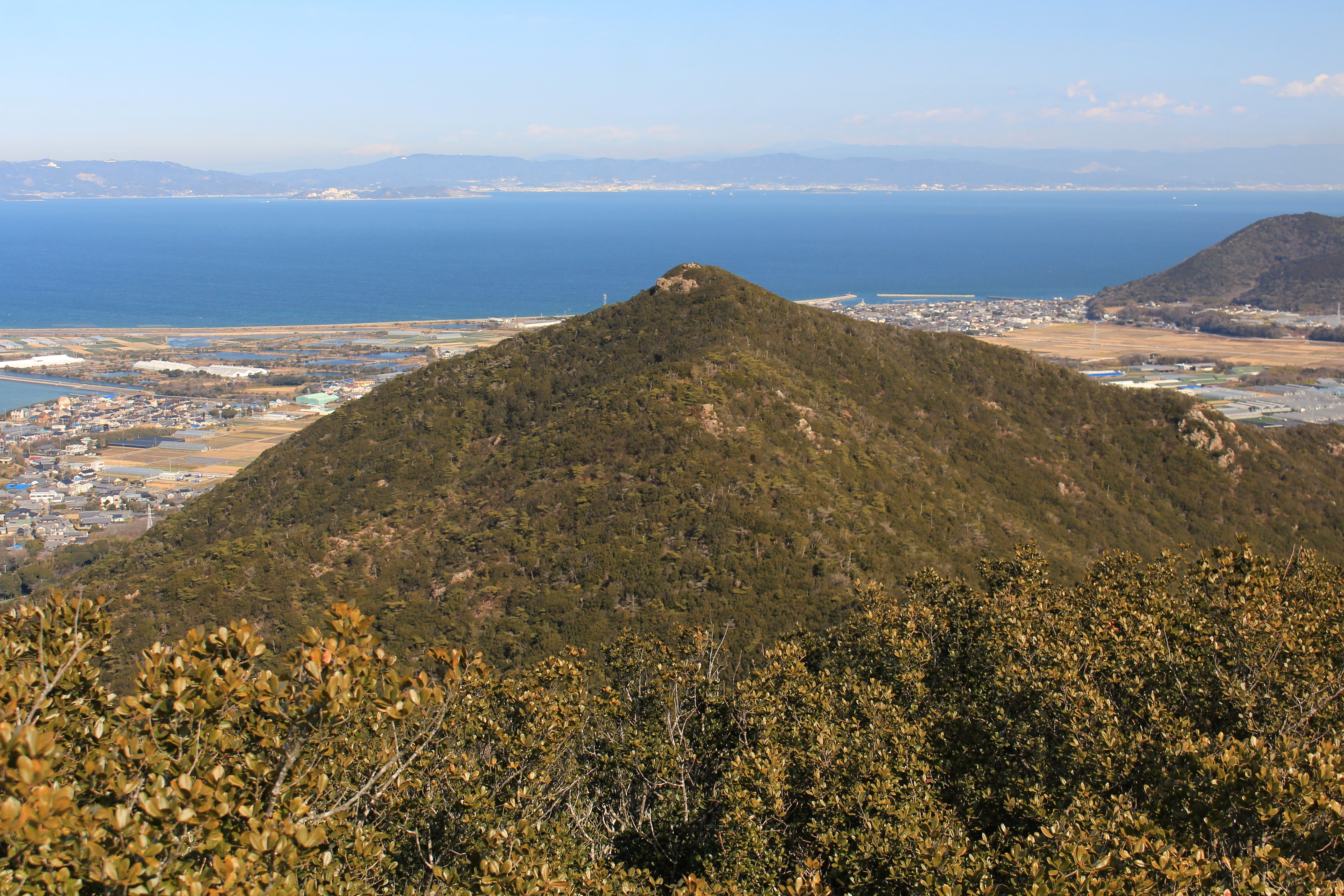
雨乞山
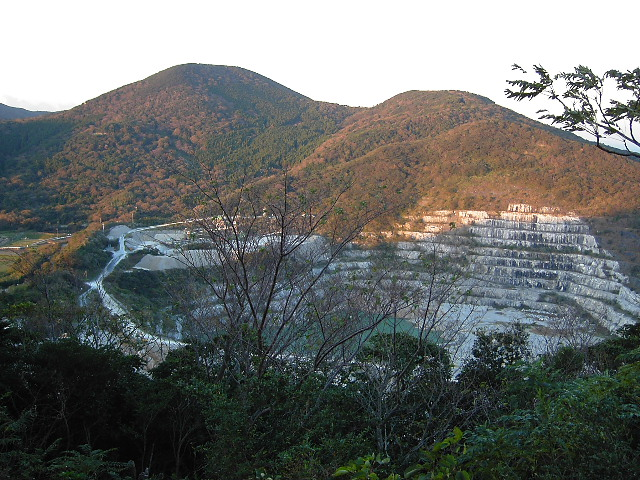
衣笠山
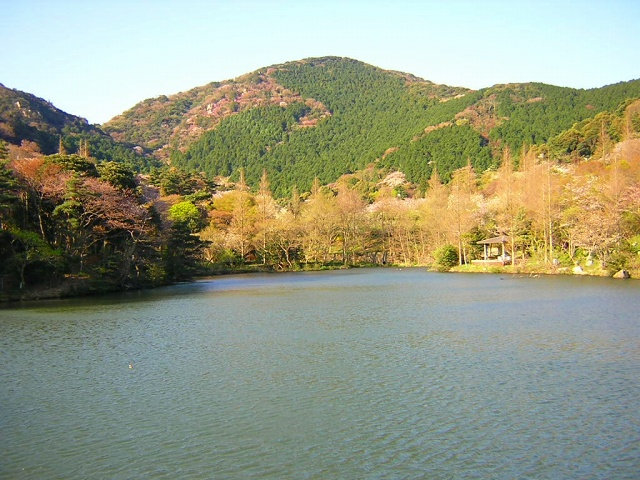
滝頭山

#### 河川
田原市街地を流れる汐川や、福江市街地を流れる免々田川は、標高5m以下の沖積低地を形成している。太平洋岸には高い海食崖が連続していることから、渥美半島に降った雨水の大半は三河湾に向かって北に流れる。このため太平洋岸には、赤羽根市街地を流れる池尻川流域以外には沖積低地が見られない。
主な川

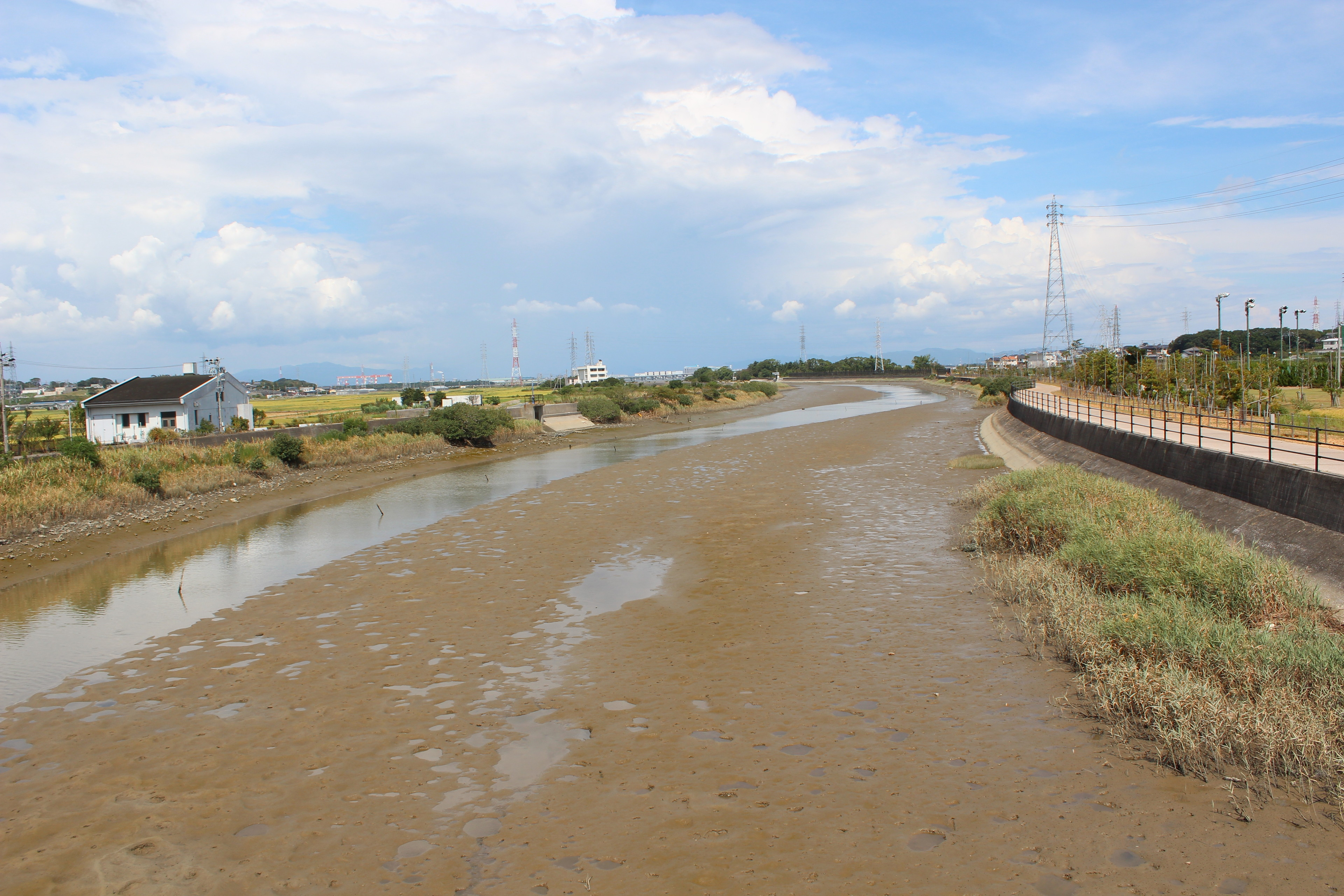
汐川
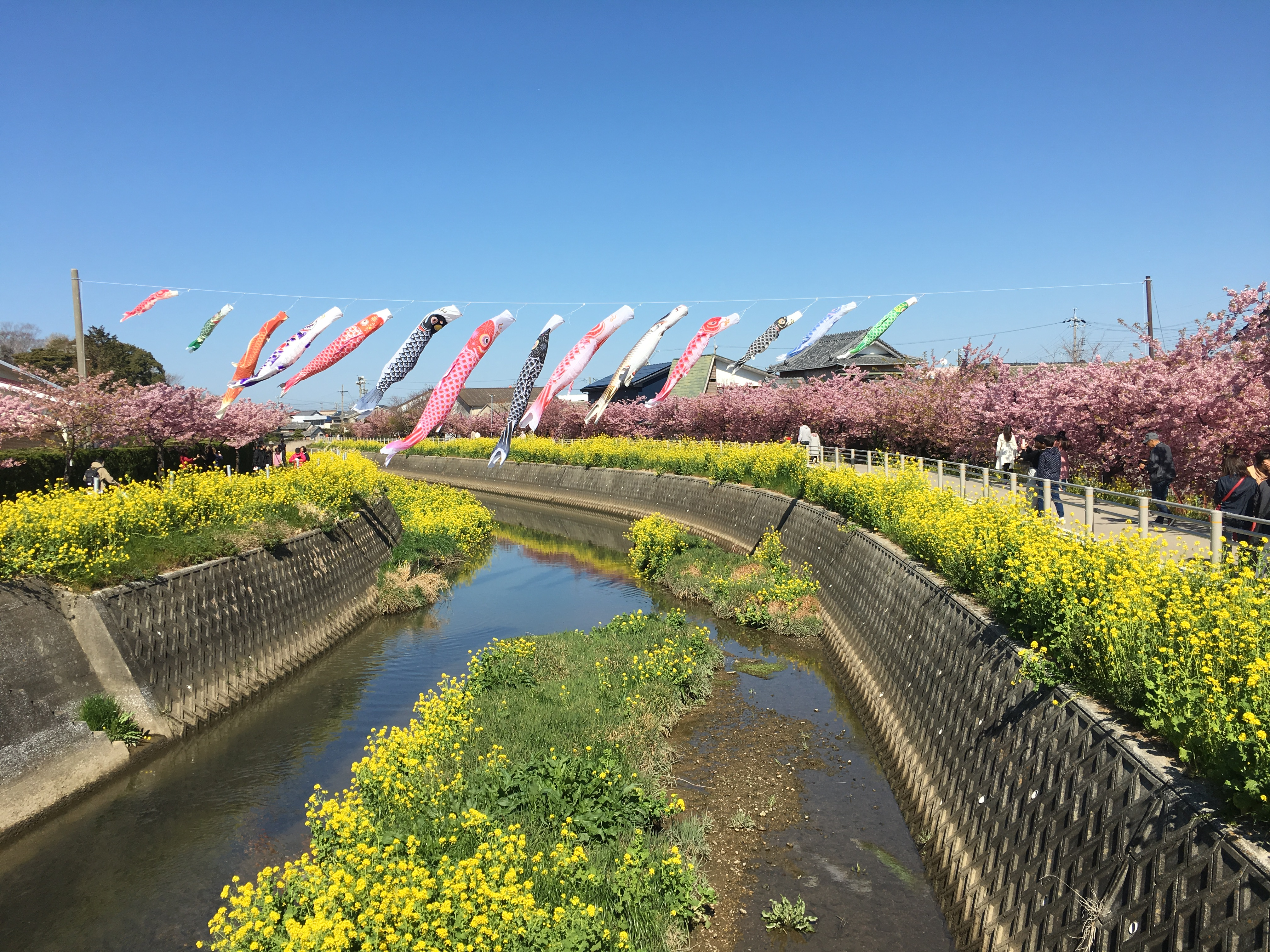
免々田川
- 池尻川
- 天白川

- 汐川
- 免々田川

#### 湖沼
主な池

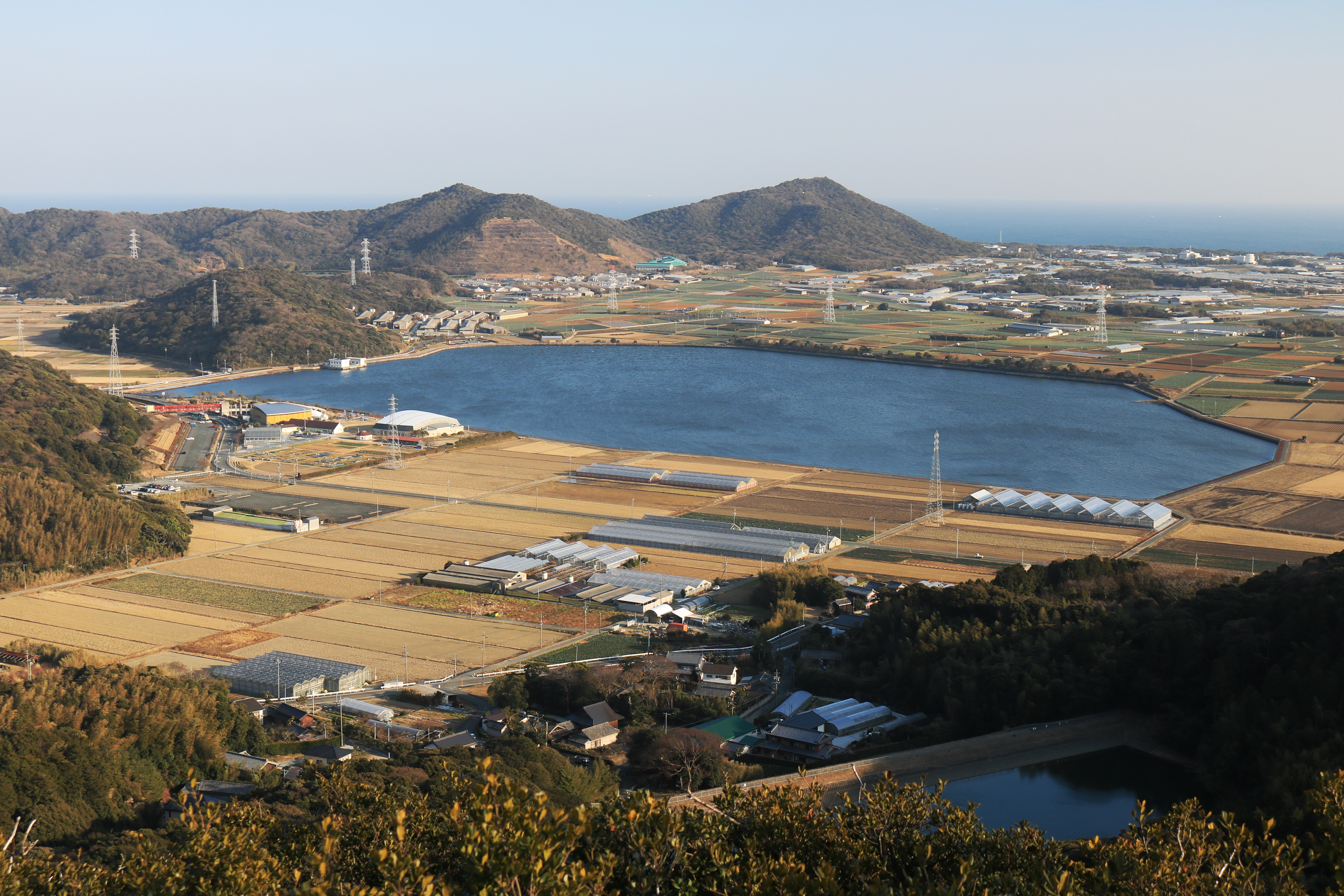
芦ヶ池
- 小塩津池
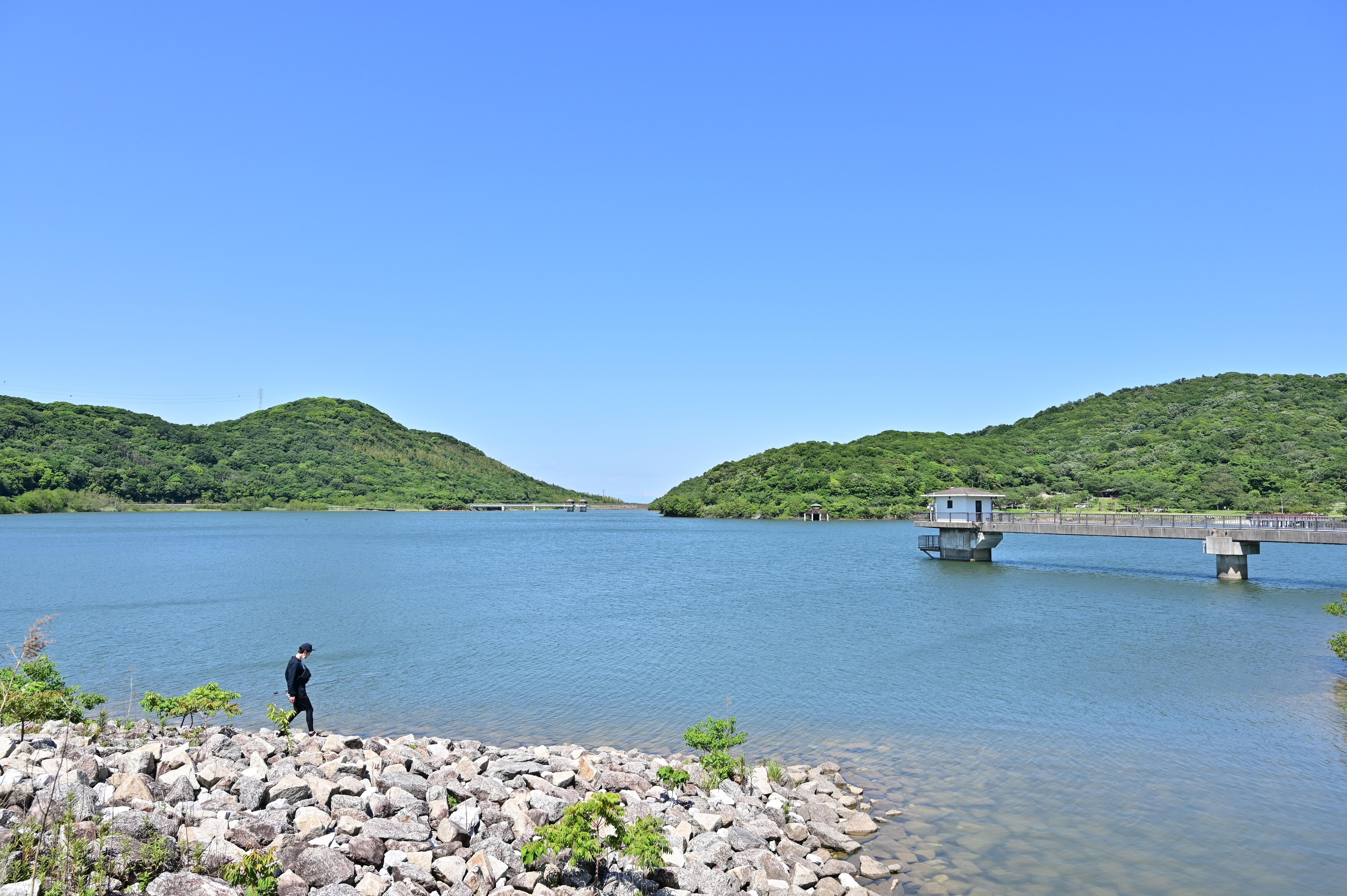
初立池

- 芦ヶ池
- 初立池

#### 海岸
渥美半島の先端から三河湾側には西山砂丘があり、その先の福江湾には砂州が発達している。田原市北東部には汐川干潟があり、渡り鳥の飛来地となっている。汐川干潟の先は埋め立て地であり、トヨタ自動車等が操業する工業用地となっている。田原市の市域は三河湾国定公園や渥美半島県立自然公園に指定されている。
将来、発生が予想されている南海トラフ巨大地震では、最大7mの津波が到達することが予想されている。これは愛知県下の市町村で豊橋市と並び最も高い値である。
- 片浜十三里
  - 恋路ヶ浜
  - 赤羽根海岸
- 西山砂丘
- 汐川干潟

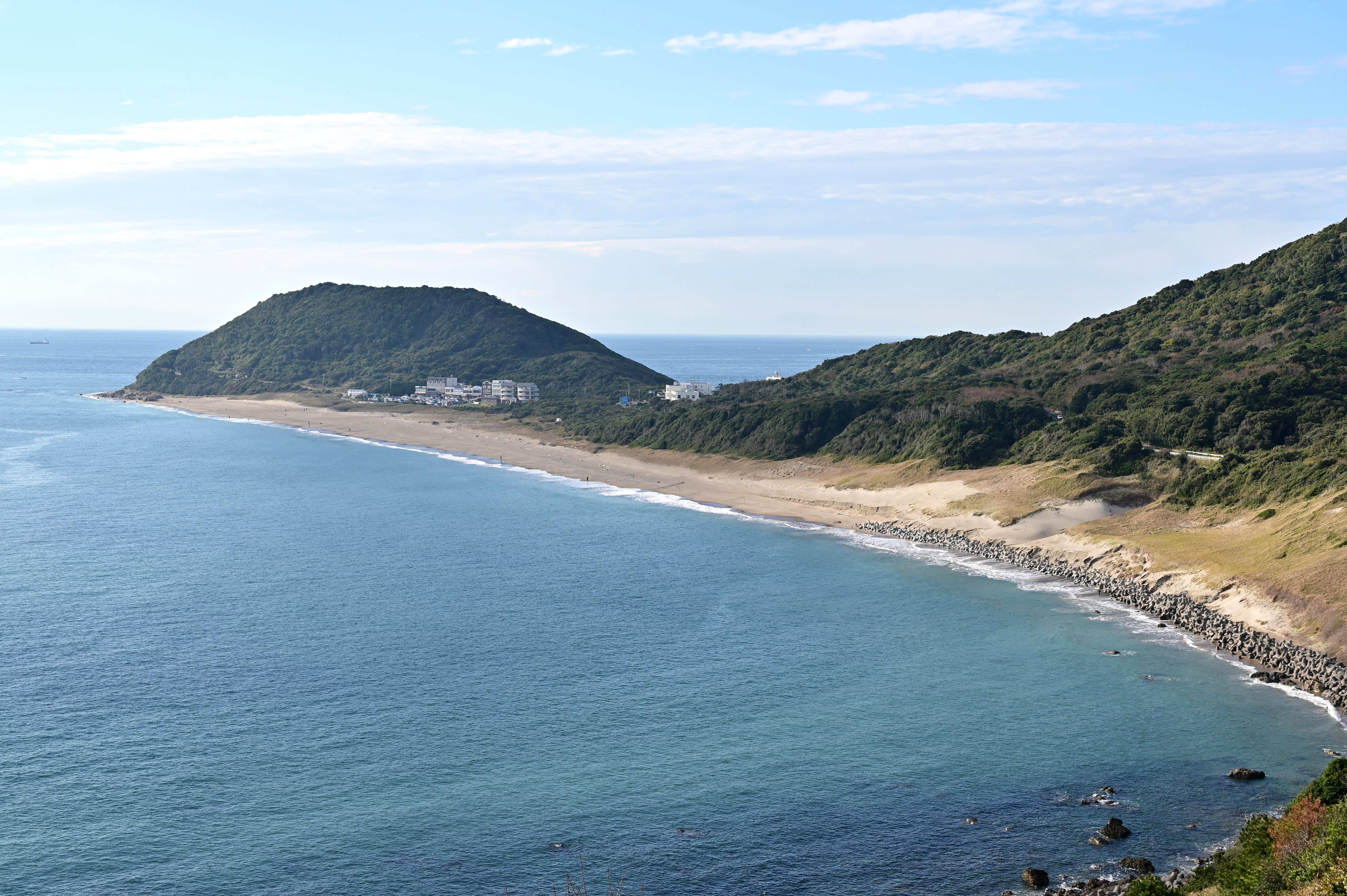
恋路ヶ浜
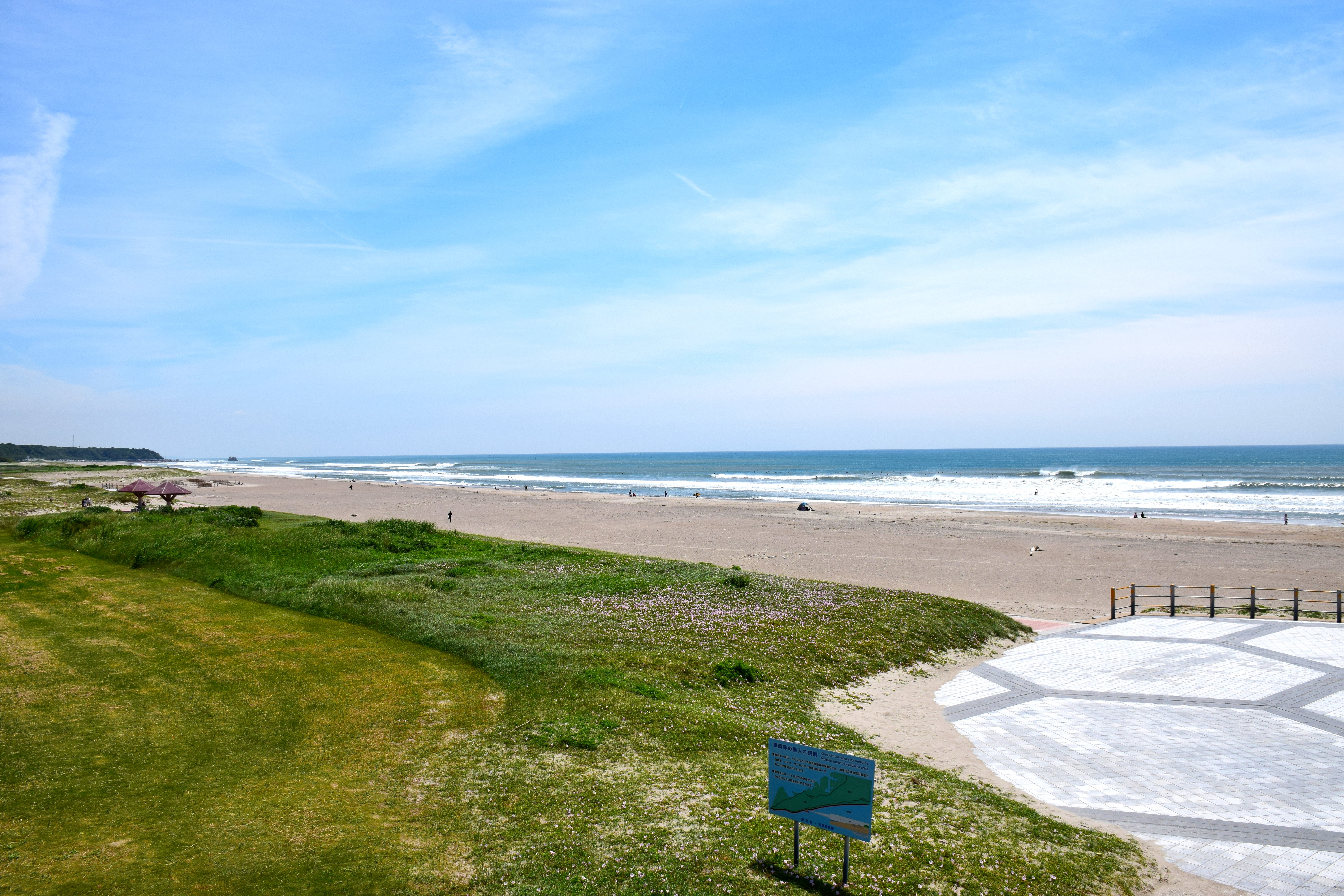
赤羽根海岸
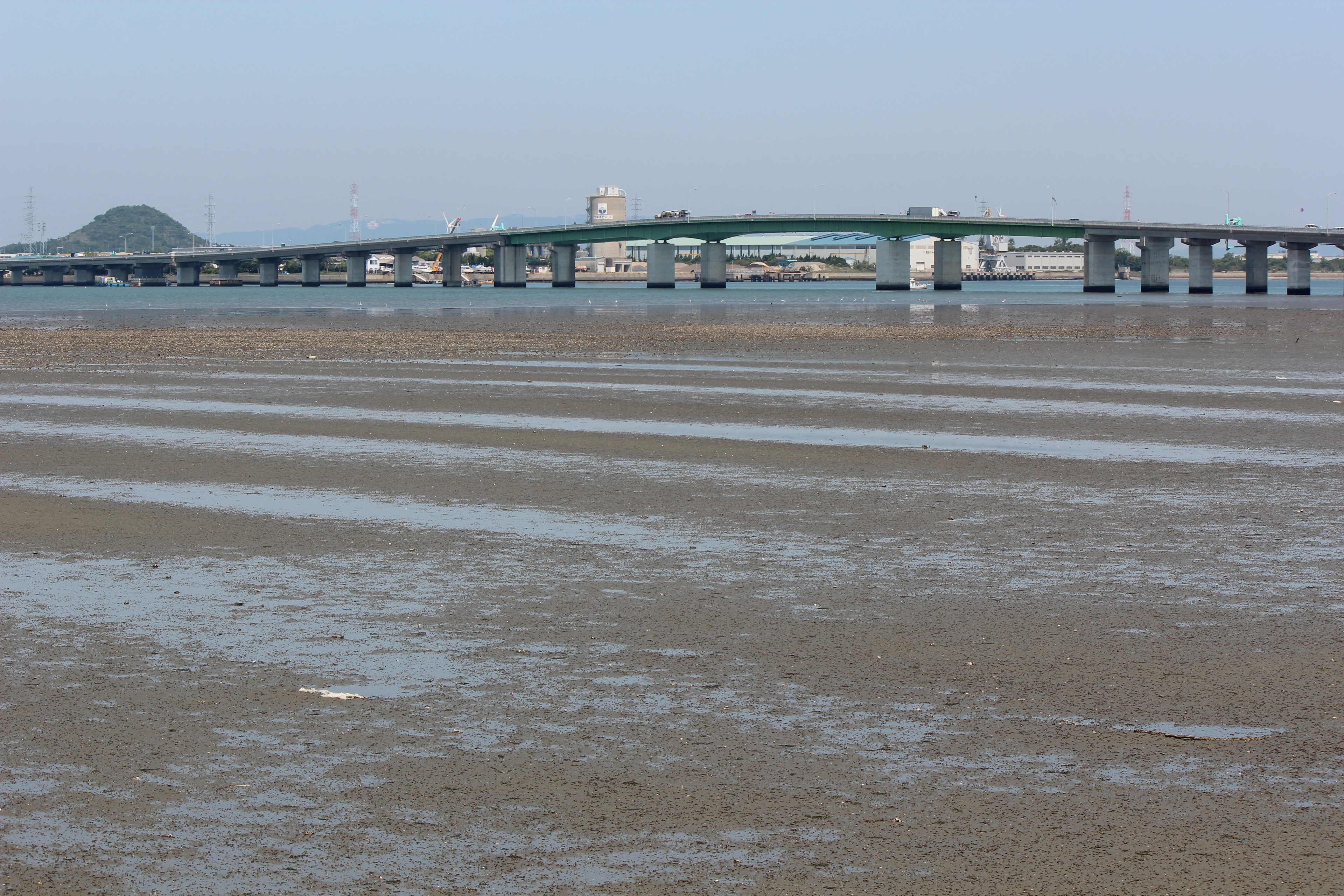
汐川干潟と三河港大橋

#### 島嶼
主な島

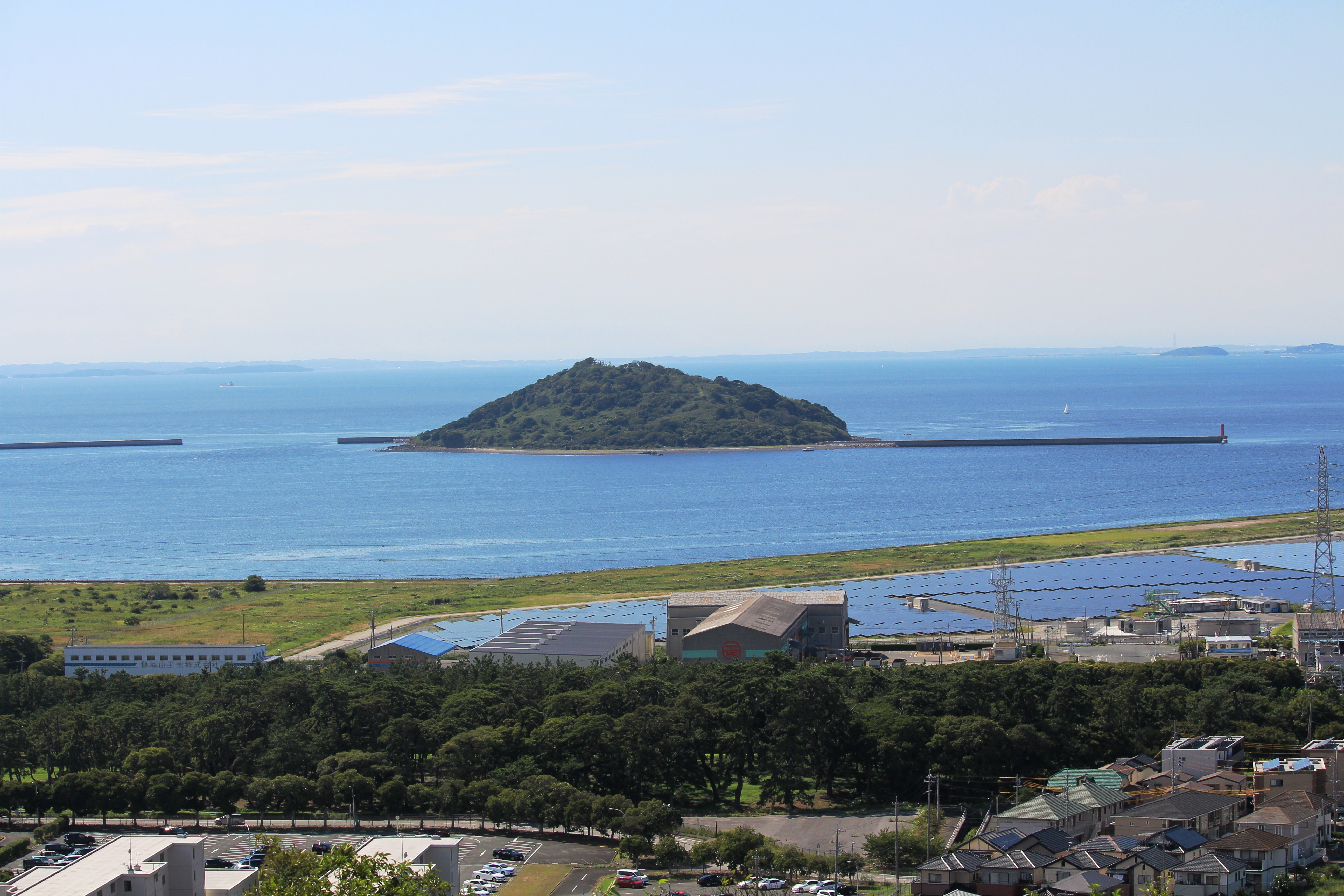
姫島

- 姫島

### 気候

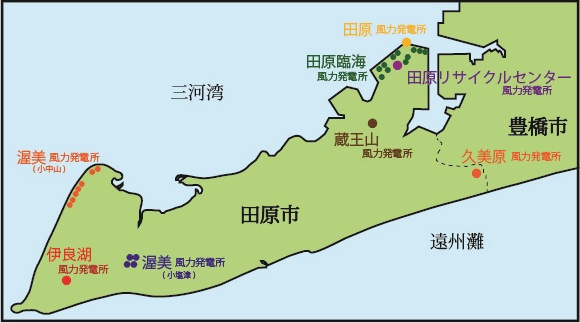
田原市の風力発電施設

太平洋を流れる黒潮の影響を受けるため、渥美半島は年間を通じて温暖な海洋性気候であり、年平均気温は摂氏16.9度である。伊良湖特別地域観測所の年間降水量は1,603mmであり、周辺地域と比較するとやや少ないため、豊川用水の通水以前は慢性的な渇水が農業などに大きな影響を与えた。降雪日数は10日以内の年が多く、積雪を記録することはほとんどない。太平洋に突き出した半島にあるため日照時間が比較的長い。このことは田原市で電照菊の栽培が盛んなこととも関係している。
渥美半島は風が強いという特徴があり、月ごとの平均風速は年間を通じて3mを超えている。特に冬季は北西の伊吹山方面から季節風が吹き、気温の割に体感温度は低い。かつてはこの強風を利用して干した大根が冬の風物詩であった。2004年（平成16年）以降にはこの強風を利用するために、西端部の西の浜や北東端部の臨海工業地帯などに風力発電施設が建設されている。
| 伊良湖特別地域気象観測所（田原市福江町字金五郎坂、標高6m）の気候 | 伊良湖特別地域気象観測所（田原市福江町字金五郎坂、標高6m）の気候 | 伊良湖特別地域気象観測所（田原市福江町字金五郎坂、標高6m）の気候 | 伊良湖特別地域気象観測所（田原市福江町字金五郎坂、標高6m）の気候 | 伊良湖特別地域気象観測所（田原市福江町字金五郎坂、標高6m）の気候 | 伊良湖特別地域気象観測所（田原市福江町字金五郎坂、標高6m）の気候 | 伊良湖特別地域気象観測所（田原市福江町字金五郎坂、標高6m）の気候 | 伊良湖特別地域気象観測所（田原市福江町字金五郎坂、標高6m）の気候 | 伊良湖特別地域気象観測所（田原市福江町字金五郎坂、標高6m）の気候 | 伊良湖特別地域気象観測所（田原市福江町字金五郎坂、標高6m）の気候 | 伊良湖特別地域気象観測所（田原市福江町字金五郎坂、標高6m）の気候 | 伊良湖特別地域気象観測所（田原市福江町字金五郎坂、標高6m）の気候 | 伊良湖特別地域気象観測所（田原市福江町字金五郎坂、標高6m）の気候 | 伊良湖特別地域気象観測所（田原市福江町字金五郎坂、標高6m）の気候 |
| 月                                                               | 1月                                                              | 2月                                                              | 3月                                                              | 4月                                                              | 5月                                                              | 6月                                                              | 7月                                                              | 8月                                                              | 9月                                                              | 10月                                                             | 11月                                                             | 12月                                                             | 年                                                               |
| ---------------------------------------------------------------- | ---------------------------------------------------------------- | ---------------------------------------------------------------- | ---------------------------------------------------------------- | ---------------------------------------------------------------- | ---------------------------------------------------------------- | ---------------------------------------------------------------- | ---------------------------------------------------------------- | ---------------------------------------------------------------- | ---------------------------------------------------------------- | ---------------------------------------------------------------- | ---------------------------------------------------------------- | ---------------------------------------------------------------- | ---------------------------------------------------------------- |
| 最高気温記録 °C （°F）                                           | 17.5 (63.5)                                                      | 21.4 (70.5)                                                      | 24.0 (75.2)                                                      | 28.2 (82.8)                                                      | 31.3 (88.3)                                                      | 36.3 (97.3)                                                      | 37.6 (99.7)                                                      | 38.4 (101.1)                                                     | 35.9 (96.6)                                                      | 30.8 (87.4)                                                      | 25.5 (77.9)                                                      | 23.4 (74.1)                                                      | 38.4 (101.1)                                                     |
| 平均最高気温 °C （°F）                                           | 9.4 (48.9)                                                       | 10.2 (50.4)                                                      | 13.7 (56.7)                                                      | 18.8 (65.8)                                                      | 23.1 (73.6)                                                      | 26.0 (78.8)                                                      | 30.0 (86)                                                        | 31.6 (88.9)                                                      | 28.1 (82.6)                                                      | 22.7 (72.9)                                                      | 17.2 (63)                                                        | 11.9 (53.4)                                                      | 20.2 (68.4)                                                      |
| 日平均気温 °C （°F）                                             | 6.0 (42.8)                                                       | 6.3 (43.3)                                                       | 9.4 (48.9)                                                       | 14.3 (57.7)                                                      | 18.8 (65.8)                                                      | 22.2 (72)                                                        | 26.1 (79)                                                        | 27.4 (81.3)                                                      | 24.4 (75.9)                                                      | 19.1 (66.4)                                                      | 13.6 (56.5)                                                      | 8.6 (47.5)                                                       | 16.4 (61.5)                                                      |
| 平均最低気温 °C （°F）                                           | 2.9 (37.2)                                                       | 2.9 (37.2)                                                       | 5.4 (41.7)                                                       | 10.1 (50.2)                                                      | 15.0 (59)                                                        | 19.2 (66.6)                                                      | 23.3 (73.9)                                                      | 24.5 (76.1)                                                      | 21.5 (70.7)                                                      | 16.0 (60.8)                                                      | 10.1 (50.2)                                                      | 5.2 (41.4)                                                       | 13.0 (55.4)                                                      |
| 最低気温記録 °C （°F）                                           | −4.4 (24.1)                                                      | −4.0 (24.8)                                                      | −3.0 (26.6)                                                      | 1.2 (34.2)                                                       | 6.2 (43.2)                                                       | 12.1 (53.8)                                                      | 15.3 (59.5)                                                      | 16.8 (62.2)                                                      | 12.3 (54.1)                                                      | 6.4 (43.5)                                                       | 2.1 (35.8)                                                       | −3.6 (25.5)                                                      | −4.4 (24.1)                                                      |
| 降水量 mm （inch）                                               | 61.9 (2.437)                                                     | 68.3 (2.689)                                                     | 121.5 (4.783)                                                    | 138.8 (5.465)                                                    | 163.5 (6.437)                                                    | 179.6 (7.071)                                                    | 159.6 (6.283)                                                    | 115.5 (4.547)                                                    | 240.6 (9.472)                                                    | 223.9 (8.815)                                                    | 106.0 (4.173)                                                    | 63.1 (2.484)                                                     | 1,642.1 (64.65)                                                  |
| 平均降水日数 （≥0.5 mm）                                         | 5.8                                                              | 6.9                                                              | 9.6                                                              | 10.0                                                             | 10.7                                                             | 13.1                                                             | 11.0                                                             | 7.5                                                              | 11.7                                                             | 10.9                                                             | 7.3                                                              | 6.5                                                              | 111.0                                                            |
| % 湿度                                                           | 63                                                               | 63                                                               | 65                                                               | 68                                                               | 73                                                               | 80                                                               | 82                                                               | 79                                                               | 77                                                               | 72                                                               | 69                                                               | 66                                                               | 71                                                               |
| 平均月間日照時間                                                 | 180.1                                                            | 176.1                                                            | 201.3                                                            | 201.3                                                            | 205.1                                                            | 155.5                                                            | 194.4                                                            | 234.2                                                            | 169.0                                                            | 164.1                                                            | 166.0                                                            | 174.9                                                            | 2,222                                                            |
| 出典：気象庁 (平均値：1991年-2020年、極値：1947年-現在)          |                                                                  |                                                                  |                                                                  |                                                                  |                                                                  |                                                                  |                                                                  |                                                                  |                                                                  |                                                                  |                                                                  |                                                                  |                                                                  |

### 地域

#### 地名
各町ともに田原市への合併と同時に町名が設置されている。
旧田原町
- 田原町(田原)
- 加治町(加治)
- 谷熊町(旧相川村谷熊)
- 豊島町(旧相川村豊島)
- 六連町(旧相川村六連・杉山村六連)
- 吉胡町(旧童浦村吉胡)
- 浦町(旧童浦村浦)
- 波瀬町(旧童浦村波瀬)
- 片浜町(旧童浦村片浜)
- 白谷町(旧童浦村白谷)
- 大久保町(旧大久保村)
- 野田町(旧野田村野田)
- 仁崎町(旧野田村仁崎)
- 芦町(2005年芦村町より改称、旧野田村芦村)
- 神戸町(旧神戸村神戸)
- 西神戸町(旧神戸村西神戸)
- 東神戸町(旧神戸村東神戸)
- 南神戸町(旧神戸村南神戸)
- 大草町(旧神戸村大草)
- 緑が浜(1972年、埋立地より成立)
- 白浜(1980年、埋立地より成立)
- 相川町(2005年、六連町の一部より成立)
- 御殿山(2008年、豊島町の一部より成立)
- 赤石(成立年不明、田原町の一部より成立)
- 吉胡台(成立年不明、吉胡町の一部より成立)
- 片西1～3丁目(成立年不明、片浜の一部より成立)
- 姫見台(成立年不明、浦などの一部より成立)
- 光崎1～3丁目(成立年不明、波瀬などの一部より成立)
- 白磯(成立年不明、埋立地より成立)
- ほると台(成立年不明、野田の一部より成立)
- 東赤石(成立年不明、神戸町の一部より成立)

旧赤羽根町
- 赤羽根町(赤羽根)
- 高松町(旧高松村)
- 若見町(旧若戸村若見)
- 池尻町(旧若戸村若見)
- 越戸町(旧若戸村越戸)

旧渥美町
- 福江町(旧福江町畠(渥美町合併時に福江と改称))
- 向山町(旧福江町向山)
- 亀山町(旧福江町亀山)
- 保美町(旧福江町保美)
- 中山町(旧福江町中山)
- 小中山町(旧福江町中山)
- 西山町(旧福江町中山)
- 高木町(旧福江町高木)
- 古田町(旧福江町古田)
- 折立町(旧福江町古田)
- 長沢町(旧福江町古田)
- 山田町(旧福江町山田)
- 宇津江町 (旧泉村宇津江)
- 江比間町 (旧泉村江比間)
- 八王子町 (旧泉村八王子)
- 村松町 (旧泉村村松)
- 馬伏町 (旧泉村馬伏)
- 伊川津町 (旧泉村伊川津)
- 石神町 (旧泉村石神)
- 和地町 (旧伊良湖岬村和地)
- 小塩津町 (旧伊良湖岬村小塩津)
- 堀切町 (旧伊良湖岬村堀切)
- 日出町 (旧伊良湖岬村日出)
- 伊良湖町 (旧伊良湖岬村伊良湖)
- 夕陽が浜 (成立年不明、石神・伊川津の各一部より成立)

### 人口
| |                                        |  |
| 田原市と全国の年齢別人口分布（2005年） | 田原市の年齢・男女別人口分布（2005年） |  |
| ■紫色 ― 田原市 ■緑色 ― 日本全国 | ■青色 ― 男性 ■赤色 ― 女性              |  |
| 田原市（に相当する地域）の人口の推移 \| 1970年（昭和45年） \| 56,248人 \| \| \| 1975年（昭和50年） \| 56,633人 \| \| \| 1980年（昭和55年） \| 60,581人 \| \| \| 1985年（昭和60年） \| 63,769人 \| \| \| 1990年（平成2年） \| 64,978人 \| \| \| 1995年（平成7年） \| 65,243人 \| \| \| 2000年（平成12年） \| 65,534人 \| \| \| 2005年（平成17年） \| 66,390人 \| \| \| 2010年（平成22年） \| 64,119人 \| \| \| 2015年（平成27年） \| 62,364人 \| \| \| 2020年（令和2年） \| 59,360人 \| \| |                                        |  |
| 総務省統計局 国勢調査より |                                        |  |
| 1970年（昭和45年） | 56,248人                               |  |
| 1975年（昭和50年） | 56,633人                               |  |
| 1980年（昭和55年） | 60,581人                               |  |
| 1985年（昭和60年） | 63,769人                               |  |
| 1990年（平成2年） | 64,978人                               |  |
| 1995年（平成7年） | 65,243人                               |  |
| 2000年（平成12年） | 65,534人                               |  |
| 2005年（平成17年） | 66,390人                               |  |
| 2010年（平成22年） | 64,119人                               |  |
| 2015年（平成27年） | 62,364人                               |  |
| 2020年（令和2年） | 59,360人                               |  |

### 隣接自治体
愛知県
- 豊橋市
- 知多郡南知多町（海上で隣接）

三重県
- 鳥羽市（海上で隣接）

## 歴史

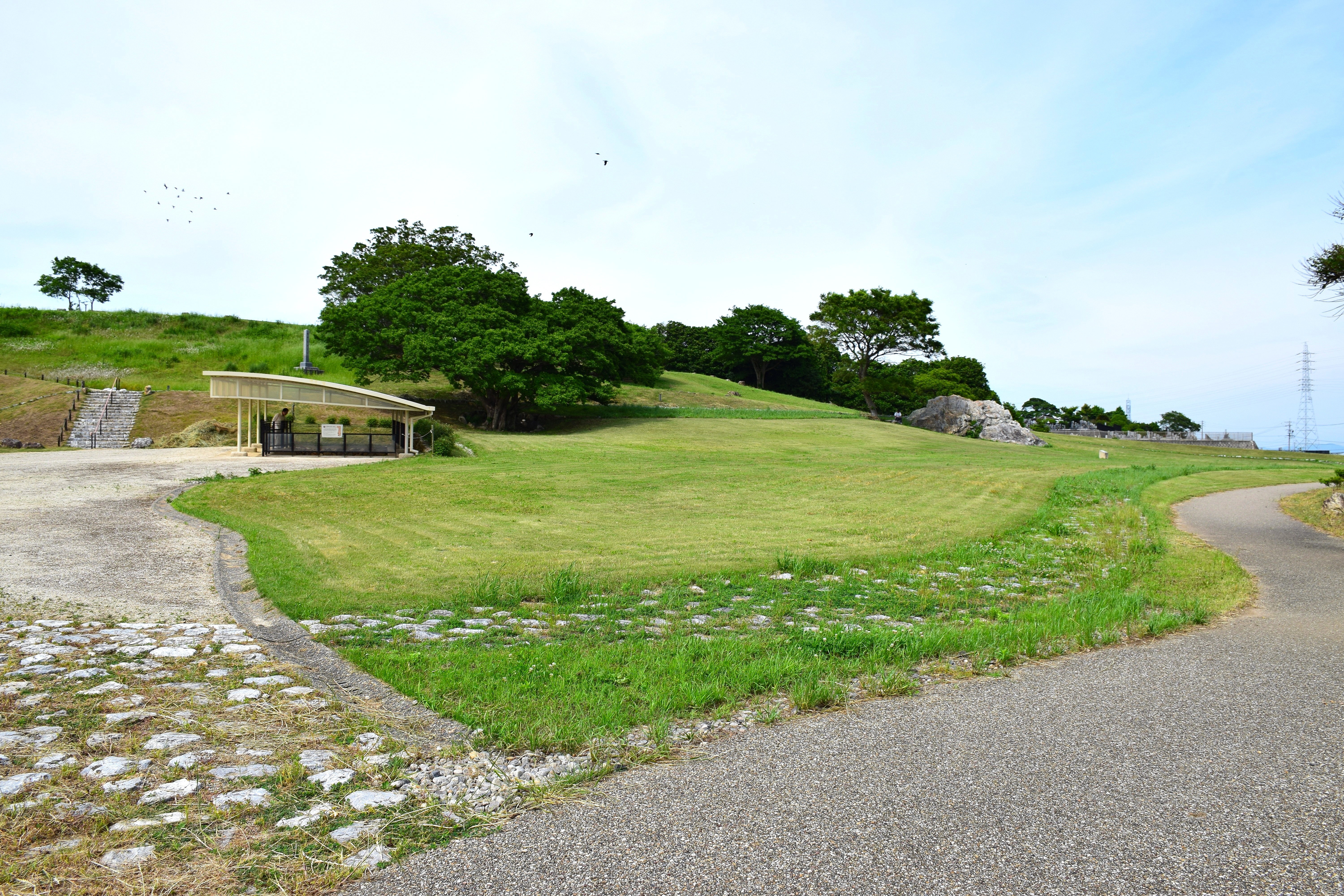
吉胡貝塚

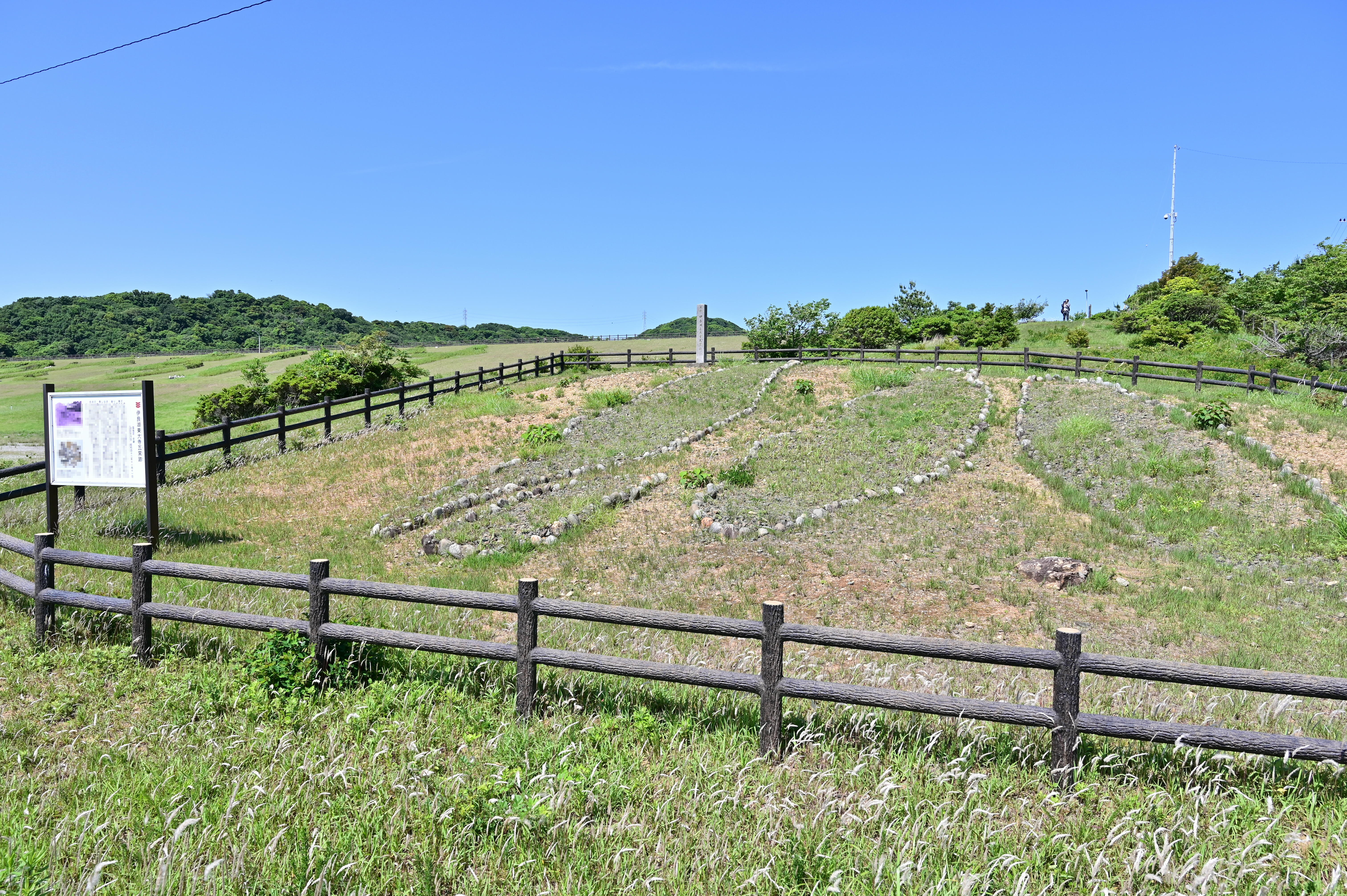
伊良湖東大寺瓦窯跡

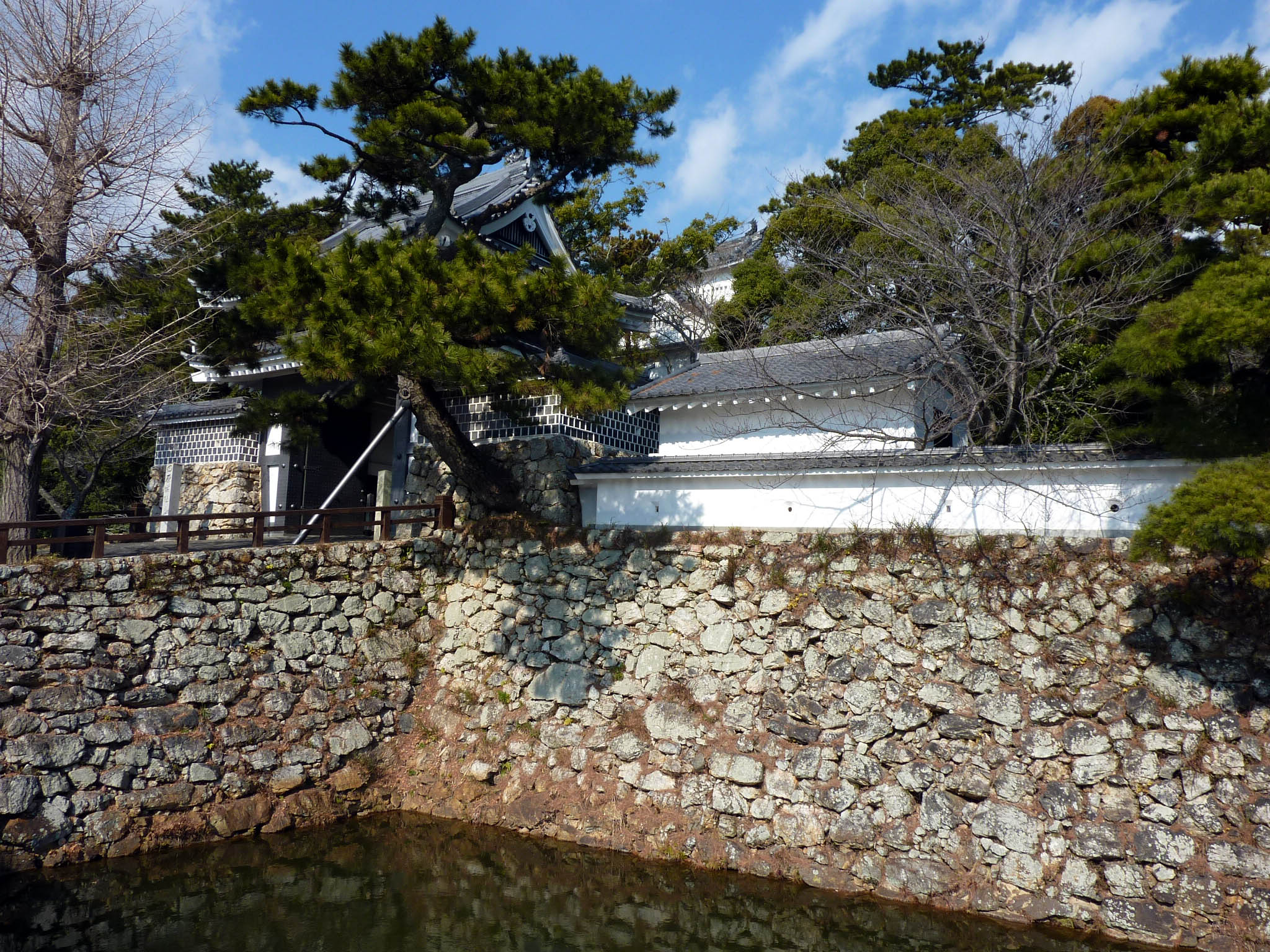
復元された田原城の桜門と二の丸櫓（現在は田原市博物館）

### 古代
田原市域には縄文時代には人々が住んでいたことが知られ、縄文晩期の遺跡吉胡貝塚・伊川津貝塚からは多数の人骨が出土している。11世紀末～13世紀には窯業が栄えた。後世渥美焼と呼ばれることとなった陶器は、現在平泉など各所で発掘されている。渥美焼の窯跡であった大アラコ古窯跡や百々陶器窯跡などは国の史跡に指定されている。
また、12世紀末の東大寺再建の際には、建築物の屋根瓦の調達元となった（伊良湖町に窯跡が残る）。ただし渥美半島の陶器生産は14世紀ににわかに途絶えてしまっており、その原因も諸説あるものの不明である。
田原市の神戸地区は、伊勢神宮荘園であった。（飽海本神戸・新神戸・大津神戸・伊良湖御厨）

### 中世～近世
市の中心部である田原は、戦国時代には戸田氏、江戸時代には三宅氏の城下町として栄えた。三宅氏の田原藩は1万2000石の小藩ながら譜代大名・城持の家格であり、最高裁判所のある東京の三宅坂は三宅氏の田原藩邸があったことから名付けられた。ただし、半島ということもあり慢性的に水不足に苦しみ、さらに強風と地味の悪いこともあって農業は振るわず、田原藩は経済的には困窮し続けることとなった。
田原藩から出た人物としては、江戸時代後期の代表的画家で、文人でもある渡辺崋山が有名である。田原藩の家老として政務をとった渡辺崋山は優れた政治家でもあり、農学者大蔵永常を招いて農政改革を行い、天保の大飢饉の際には藩内から1人も餓死者を出さないなど優れた行政手腕を発揮し、田原の一部の人々に今もなお慕われている。江戸時代の福江地区には、大垣系の戸田氏による陣屋が置かれ、畑村藩の領地であった場所もある。

### 近現代
明治以降は養蚕業が盛んとなり、戦前には小さいながら芸者街が出来るほどであった。田原町時代には豊橋電気 (1921-1939)が電気事業を行っていた。戦後は、唯一の産業であった農業が振るわず経済的に衰えた。この時期の田原を支えたのは市北部で産出する石灰岩の採掘であった。しかし1968年に豊川用水が開通、同時に土地改良と耕地整理を実施し、さらに商品作物や花卉園芸を集中的に行うことにより、全国有数の大規模近郊農業地帯として発展を遂げた。

### 現代
1953年（昭和28年）以後には愛知県が町村合併を推進しており、1954年（昭和29年）には人口8,000人を超える町村をつくることを目的とする愛知県町村合併計画試案を策定している。1954年10月1日には田原町外二ヶ村合併促進協議会が設置され、1955年（昭和30年）1月1日に田原町・神戸村・野田村の1町2村が合併して新・田原町が発足した。合併促進協議会は杉山村も加えた1町3村での合併を念頭に置いていたが、杉山村は豊橋市との合併か田原町との合併かで揺れたが、遠州灘に面した六連地区は田原町、三河湾に面した杉山地区は豊橋市に分村合併することで合意に達し、1955年4月1日に田原町に編入された。
1962年（昭和37年）には三河港が愛知県3番目の重要港湾に指定され、その後は工業用地の整備が進んだ。その後は企業誘致を目的とする土地造成が行われ、1969年（昭和44年）から埋立地に企業が進出、1979年（昭和54年）にはトヨタ自動車田原工場が操業を開始した。第二次産業従事者の流入とともに人口も増え、田原町の財政は豊かになったことで、公共施設の建て替えや区画整理などの大型事業の実施が可能となった。田原町は普通交付税不交付団体であった。
2000年（平成12年）12月の合併特例法改正後には渥美郡の合併論議が加速し、2001年（平成13年）10月2日には田原町・赤羽根町・渥美町の渥美郡三町合併協議会の初会合が行われた。しかし、合併協議会は新自治体の名称や議員定数・議員任期をめぐって揺れ、2002年（平成14年）7月25日の第13回合併協議会をもって休止された。3町での合併協議の破綻後には、赤羽根町と渥美町の町民から住民発議がなされ、2003年2月5日には田原町と赤羽根町の2町による第1回合併協議会が開催された。2町の合併議論は順調に進み、2003年（平成15年）8月20日には田原町が赤羽根町を編入、同時に市制施行して田原市が発足した。愛知県32番目の市である。
2003年5月には渥美町の山本道雄町長が病気を理由に辞任した。渥美町長選挙で当選した原功一町長は田原市への編入合併を模索し、2004年（平成16年）5月23日に渥美町で行われた住民投票でも63%が編入合併に賛成した。同年8月16日には田原市・渥美町による第1回合併協議会が開催され、2005年（平成17年）10月1日に田原市が渥美町を編入した。これにより、渥美郡が消滅した。
2005年度（平成17年度）までは東三河地方で唯一の普通交付税不交付団体だったが、渥美町編入後の2006年度の財政力指数は1.20であり、普通交付税交付団体となった。

### 市域の変遷
| 郡       | 明治22年以前 | 明治22年以前    | 明治22年以前 | 明治22年10月1日 | 明治22年 - 明治45年           | 明治22年 - 明治45年                  | 大正元年 - 大正15年 | 昭和元年 - 昭和64年        | 昭和元年 - 昭和64年           | 平成元年 - 平成31年                          | 平成元年 - 平成31年          | 令和元年 - 現在 |
| -------- | ------------ | --------------- | ------------ | --------------- | ----------------------------- | ------------------------------------ | ------------------- | -------------------------- | ----------------------------- | -------------------------------------------- | ---------------------------- | --------------- |
| 渥 美 郡 | 田原村       | 田原村          | 田原村       | 田原村          | 明治25年10月3日 町制 田原町   | 明治39年7月16日 合併 田原町          | 田原町              | 昭和30年1月1日 合併 田原町 | 昭和30年1月1日 合併 田原町    | 平成15年8月20日 市制 田原市                  | 田原市                       | 田原市          |
| 渥 美 郡 | 加治村       |                 |              | 田原村          | 明治25年10月3日 町制 田原町   | 明治39年7月16日 合併 田原町          | 田原町              | 昭和30年1月1日 合併 田原町 | 昭和30年1月1日 合併 田原町    | 平成15年8月20日 市制 田原市                  | 田原市                       | 田原市          |
| 渥 美 郡 | 谷熊村       | 杉谷村 （一部） | 谷熊村       | 相川村          | 相川村                        | 明治39年7月16日 合併 田原町          | 田原町              | 昭和30年1月1日 合併 田原町 | 昭和30年1月1日 合併 田原町    | 平成15年8月20日 市制 田原市                  | 田原市                       | 田原市          |
| 渥 美 郡 | 今田村       | 豊島村          | 豊島村       | 相川村          | 相川村                        | 明治39年7月16日 合併 田原町          | 田原町              | 昭和30年1月1日 合併 田原町 | 昭和30年1月1日 合併 田原町    | 平成15年8月20日 市制 田原市                  | 田原市                       | 田原市          |
| 渥 美 郡 | 院内村       | 豊島村          | 豊島村       | 相川村          | 相川村                        | 明治39年7月16日 合併 田原町          | 田原町              | 昭和30年1月1日 合併 田原町 | 昭和30年1月1日 合併 田原町    | 平成15年8月20日 市制 田原市                  | 田原市                       | 田原市          |
| 渥 美 郡 | 浦村         | 浦村            | 浦村         | 童浦村          | 童浦村                        | 明治39年7月16日 合併 田原町          | 田原町              | 昭和30年1月1日 合併 田原町 | 昭和30年1月1日 合併 田原町    | 平成15年8月20日 市制 田原市                  | 田原市                       | 田原市          |
| 渥 美 郡 | 吉胡村       |                 |              | 童浦村          | 童浦村                        | 明治39年7月16日 合併 田原町          | 田原町              | 昭和30年1月1日 合併 田原町 | 昭和30年1月1日 合併 田原町    | 平成15年8月20日 市制 田原市                  | 田原市                       | 田原市          |
| 渥 美 郡 | 波瀬村       |                 |              | 童浦村          | 童浦村                        | 明治39年7月16日 合併 田原町          | 田原町              | 昭和30年1月1日 合併 田原町 | 昭和30年1月1日 合併 田原町    | 平成15年8月20日 市制 田原市                  | 田原市                       | 田原市          |
| 渥 美 郡 | 片浜村       |                 |              | 童浦村          | 童浦村                        | 明治39年7月16日 合併 田原町          | 田原町              | 昭和30年1月1日 合併 田原町 | 昭和30年1月1日 合併 田原町    | 平成15年8月20日 市制 田原市                  | 田原市                       | 田原市          |
| 渥 美 郡 | 白谷村       |                 |              | 童浦村          | 童浦村                        | 明治39年7月16日 合併 田原町          | 田原町              | 昭和30年1月1日 合併 田原町 | 昭和30年1月1日 合併 田原町    | 平成15年8月20日 市制 田原市                  | 田原市                       | 田原市          |
| 渥 美 郡 | 大久保村     | 大久保村        | 大久保村     | 野田村          | 明治24年4月15日 分立 大久保村 | 明治39年7月16日 合併 田原町          | 田原町              | 昭和30年1月1日 合併 田原町 | 昭和30年1月1日 合併 田原町    | 平成15年8月20日 市制 田原市                  | 田原市                       | 田原市          |
| 渥 美 郡 | 上野田村     | 野田村          | 野田村       | 野田村          | 野田村                        | 野田村                               | 野田村              | 昭和30年1月1日 合併 田原町 | 昭和30年1月1日 合併 田原町    | 平成15年8月20日 市制 田原市                  | 田原市                       | 田原市          |
| 渥 美 郡 | 下野田村     | 野田村          | 野田村       | 野田村          | 野田村                        | 野田村                               | 野田村              | 昭和30年1月1日 合併 田原町 | 昭和30年1月1日 合併 田原町    | 平成15年8月20日 市制 田原市                  | 田原市                       | 田原市          |
| 渥 美 郡 | 芦村         |                 |              | 野田村          | 野田村                        | 野田村                               | 野田村              | 昭和30年1月1日 合併 田原町 | 昭和30年1月1日 合併 田原町    | 平成15年8月20日 市制 田原市                  | 田原市                       | 田原市          |
| 渥 美 郡 | 仁崎村       |                 |              | 野田村          | 野田村                        | 野田村                               | 野田村              | 昭和30年1月1日 合併 田原町 | 昭和30年1月1日 合併 田原町    | 平成15年8月20日 市制 田原市                  | 田原市                       | 田原市          |
| 渥 美 郡 | 青津村       | 神戸村          | 神戸村       | 神戸村          | 神戸村                        | 神戸村                               | 神戸村              | 昭和30年1月1日 合併 田原町 | 昭和30年1月1日 合併 田原町    | 平成15年8月20日 市制 田原市                  | 田原市                       | 田原市          |
| 渥 美 郡 | 漆田村       | 神戸村          | 神戸村       | 神戸村          | 神戸村                        | 神戸村                               | 神戸村              | 昭和30年1月1日 合併 田原町 | 昭和30年1月1日 合併 田原町    | 平成15年8月20日 市制 田原市                  | 田原市                       | 田原市          |
| 渥 美 郡 | 市場村       | 神戸村          | 神戸村       | 神戸村          | 神戸村                        | 神戸村                               | 神戸村              | 昭和30年1月1日 合併 田原町 | 昭和30年1月1日 合併 田原町    | 平成15年8月20日 市制 田原市                  | 田原市                       | 田原市          |
| 渥 美 郡 | 水川村       | 神戸村          | 神戸村       | 神戸村          | 神戸村                        | 神戸村                               | 神戸村              | 昭和30年1月1日 合併 田原町 | 昭和30年1月1日 合併 田原町    | 平成15年8月20日 市制 田原市                  | 田原市                       | 田原市          |
| 渥 美 郡 | 赤松村       | 神戸村          | 西神戸村     | 神戸村          | 神戸村                        | 神戸村                               | 神戸村              | 昭和30年1月1日 合併 田原町 | 昭和30年1月1日 合併 田原町    | 平成15年8月20日 市制 田原市                  | 田原市                       | 田原市          |
| 渥 美 郡 | 新美村       | 神戸村          | 西神戸村     | 神戸村          | 神戸村                        | 神戸村                               | 神戸村              | 昭和30年1月1日 合併 田原町 | 昭和30年1月1日 合併 田原町    | 平成15年8月20日 市制 田原市                  | 田原市                       | 田原市          |
| 渥 美 郡 | 志田村       | 神戸村          | 西神戸村     | 神戸村          | 神戸村                        | 神戸村                               | 神戸村              | 昭和30年1月1日 合併 田原町 | 昭和30年1月1日 合併 田原町    | 平成15年8月20日 市制 田原市                  | 田原市                       | 田原市          |
| 渥 美 郡 | 東ケ谷村     | 神戸村          | 東神戸村     | 神戸村          | 神戸村                        | 神戸村                               | 神戸村              | 昭和30年1月1日 合併 田原町 | 昭和30年1月1日 合併 田原町    | 平成15年8月20日 市制 田原市                  | 田原市                       | 田原市          |
| 渥 美 郡 | 谷ノ口村     | 神戸村          | 南神戸村     | 神戸村          | 神戸村                        | 神戸村                               | 神戸村              | 昭和30年1月1日 合併 田原町 | 昭和30年1月1日 合併 田原町    | 平成15年8月20日 市制 田原市                  | 田原市                       | 田原市          |
| 渥 美 郡 | 本前村       | 神戸村          | 南神戸村     | 神戸村          | 神戸村                        | 神戸村                               | 神戸村              | 昭和30年1月1日 合併 田原町 | 昭和30年1月1日 合併 田原町    | 平成15年8月20日 市制 田原市                  | 田原市                       | 田原市          |
| 渥 美 郡 | 大草村       |                 |              | 神戸村          | 神戸村                        | 神戸村                               | 神戸村              | 昭和30年1月1日 合併 田原町 | 昭和30年1月1日 合併 田原町    | 平成15年8月20日 市制 田原市                  | 田原市                       | 田原市          |
| 渥 美 郡 | 百々村       | 六連村          | 六連村       | 六連村          | 六連村                        | 明治39年9月10日 合併 杉山村 （一部） | 杉山村（一部）      | 杉山村（一部）             | 昭和30年4月1日 田原町に編入   | 平成15年8月20日 市制 田原市                  | 田原市                       | 田原市          |
| 渥 美 郡 | 片神戸村     | 六連村          | 六連村       | 六連村          | 六連村                        | 明治39年9月10日 合併 杉山村 （一部） | 杉山村（一部）      | 杉山村（一部）             | 昭和30年4月1日 田原町に編入   | 平成15年8月20日 市制 田原市                  | 田原市                       | 田原市          |
| 渥 美 郡 | 浜田村       | 六連村          | 六連村       | 六連村          | 六連村                        | 明治39年9月10日 合併 杉山村 （一部） | 杉山村（一部）      | 杉山村（一部）             | 昭和30年4月1日 田原町に編入   | 平成15年8月20日 市制 田原市                  | 田原市                       | 田原市          |
| 渥 美 郡 | 久美原村     | 六連村          | 六連村       | 六連村          | 六連村                        | 明治39年9月10日 合併 杉山村 （一部） | 杉山村（一部）      | 杉山村（一部）             | 昭和30年4月1日 田原町に編入   | 平成15年8月20日 市制 田原市                  | 田原市                       | 田原市          |
| 渥 美 郡 | 長仙寺村     | 六連村          | 六連村       | 六連村          | 六連村                        | 明治39年9月10日 合併 杉山村 （一部） | 杉山村（一部）      | 杉山村（一部）             | 昭和30年4月1日 田原町に編入   | 平成15年8月20日 市制 田原市                  | 田原市                       | 田原市          |
| 渥 美 郡 | 数原新田     | 六連村          | 六連村       | 六連村          | 六連村                        | 明治39年9月10日 合併 杉山村 （一部） | 杉山村（一部）      | 杉山村（一部）             | 昭和30年4月1日 田原町に編入   | 平成15年8月20日 市制 田原市                  | 田原市                       | 田原市          |
| 渥 美 郡 | 赤羽根村     | 赤羽根村        | 赤羽根村     | 赤羽根村        | 赤羽根村                      | 明治39年7月16日 合併 赤羽根村        | 赤羽根村            | 赤羽根村                   | 昭和33年11月1日 町制 赤羽根町 | 平成15年8月20日 田原町に編入 即日市制 田原市 | 田原市                       | 田原市          |
| 渥 美 郡 | 高松村       | 高松村          | 高松村       | 高松村          | 高松村                        | 明治39年7月16日 合併 赤羽根村        | 赤羽根村            | 赤羽根村                   | 昭和33年11月1日 町制 赤羽根町 | 平成15年8月20日 田原町に編入 即日市制 田原市 | 田原市                       | 田原市          |
| 渥 美 郡 | 若見村       | 若見村          | 若見村       | 若戸村          | 若戸村                        | 明治39年7月16日 合併 赤羽根村        | 赤羽根村            | 赤羽根村                   | 昭和33年11月1日 町制 赤羽根町 | 平成15年8月20日 田原町に編入 即日市制 田原市 | 田原市                       | 田原市          |
| 渥 美 郡 | 越戸村       |                 |              | 若戸村          | 若戸村                        | 明治39年7月16日 合併 赤羽根村        | 赤羽根村            | 赤羽根村                   | 昭和33年11月1日 町制 赤羽根町 | 平成15年8月20日 田原町に編入 即日市制 田原市 | 田原市                       | 田原市          |
| 渥 美 郡 | 畠村         | 畠村            | 畠村         | 福江村          | 明治30年2月22日 町制 福江町   | 明治39年7月16日 合併 福江町          | 福江町              | 福江町                     | 昭和30年4月15日 合併 渥美町   | 渥美町                                       | 平成17年10月1日 田原市に編入 | 田原市          |
| 渥 美 郡 | 向山村       |                 |              | 福江村          | 明治30年2月22日 町制 福江町   | 明治39年7月16日 合併 福江町          | 福江町              | 福江町                     | 昭和30年4月15日 合併 渥美町   | 渥美町                                       | 平成17年10月1日 田原市に編入 | 田原市          |
| 渥 美 郡 | 亀山村       |                 |              | 福江村          | 明治30年2月22日 町制 福江町   | 明治39年7月16日 合併 福江町          | 福江町              | 福江町                     | 昭和30年4月15日 合併 渥美町   | 渥美町                                       | 平成17年10月1日 田原市に編入 | 田原市          |
| 渥 美 郡 | 保美村       |                 |              | 福江村          | 明治30年2月22日 町制 福江町   | 明治39年7月16日 合併 福江町          | 福江町              | 福江町                     | 昭和30年4月15日 合併 渥美町   | 渥美町                                       | 平成17年10月1日 田原市に編入 | 田原市          |
| 渥 美 郡 | 古田村       | 古田村          | 古田村       | 清田村          | 清田村                        | 明治39年7月16日 合併 福江町          | 福江町              | 福江町                     | 昭和30年4月15日 合併 渥美町   | 渥美町                                       | 平成17年10月1日 田原市に編入 | 田原市          |
| 渥 美 郡 | 高木村       |                 |              | 清田村          | 清田村                        | 明治39年7月16日 合併 福江町          | 福江町              | 福江町                     | 昭和30年4月15日 合併 渥美町   | 渥美町                                       | 平成17年10月1日 田原市に編入 | 田原市          |
| 渥 美 郡 | 山田村       |                 |              | 清田村          | 清田村                        | 明治39年7月16日 合併 福江町          | 福江町              | 福江町                     | 昭和30年4月15日 合併 渥美町   | 渥美町                                       | 平成17年10月1日 田原市に編入 | 田原市          |
| 渥 美 郡 | 中山村       | 中山村          | 中山村       | 中山村          | 中山村                        | 明治39年7月16日 合併 福江町          | 福江町              | 福江町                     | 昭和30年4月15日 合併 渥美町   | 渥美町                                       | 平成17年10月1日 田原市に編入 | 田原市          |
| 渥 美 郡 | 伊良湖村     | 伊良湖村        | 伊良湖村     | 伊良湖村        | 伊良湖村                      | 明治39年7月16日 合併 伊良湖岬村      | 伊良湖岬村          | 伊良湖岬村                 | 昭和30年4月15日 合併 渥美町   | 渥美町                                       | 平成17年10月1日 田原市に編入 | 田原市          |
| 渥 美 郡 | 日出村       |                 |              | 伊良湖村        | 伊良湖村                      | 明治39年7月16日 合併 伊良湖岬村      | 伊良湖岬村          | 伊良湖岬村                 | 昭和30年4月15日 合併 渥美町   | 渥美町                                       | 平成17年10月1日 田原市に編入 | 田原市          |
| 渥 美 郡 | 堀切村       | 堀切村          | 堀切村       | 伊良湖村        | 明治23年11月7日 分立 堀切村   | 明治39年7月16日 合併 伊良湖岬村      | 伊良湖岬村          | 伊良湖岬村                 | 昭和30年4月15日 合併 渥美町   | 渥美町                                       | 平成17年10月1日 田原市に編入 | 田原市          |
| 渥 美 郡 | 東堀切村     | 堀切村          | 堀切村       | 伊良湖村        | 明治23年11月7日 分立 堀切村   | 明治39年7月16日 合併 伊良湖岬村      | 伊良湖岬村          | 伊良湖岬村                 | 昭和30年4月15日 合併 渥美町   | 渥美町                                       | 平成17年10月1日 田原市に編入 | 田原市          |
| 渥 美 郡 | 小塩津村     |                 |              | 伊良湖村        | 明治23年11月7日 分立 堀切村   | 明治39年7月16日 合併 伊良湖岬村      | 伊良湖岬村          | 伊良湖岬村                 | 昭和30年4月15日 合併 渥美町   | 渥美町                                       | 平成17年10月1日 田原市に編入 | 田原市          |
| 渥 美 郡 | 和地村       | 和地村          | 和地村       | 和地村          | 和地村                        | 明治39年7月16日 合併 伊良湖岬村      | 伊良湖岬村          | 伊良湖岬村                 | 昭和30年4月15日 合併 渥美町   | 渥美町                                       | 平成17年10月1日 田原市に編入 | 田原市          |
| 渥 美 郡 | 伊川津村     | 伊川津村        | 伊川津村     | 泉村            | 泉村                          | 泉村                                 | 泉村                | 泉村                       | 昭和30年4月15日 合併 渥美町   | 渥美町                                       | 平成17年10月1日 田原市に編入 | 田原市          |
| 渥 美 郡 | 江比間村     |                 |              | 泉村            | 泉村                          | 泉村                                 | 泉村                | 泉村                       | 昭和30年4月15日 合併 渥美町   | 渥美町                                       | 平成17年10月1日 田原市に編入 | 田原市          |
| 渥 美 郡 | 村松村       |                 |              | 泉村            | 泉村                          | 泉村                                 | 泉村                | 泉村                       | 昭和30年4月15日 合併 渥美町   | 渥美町                                       | 平成17年10月1日 田原市に編入 | 田原市          |
| 渥 美 郡 | 八王子村     |                 |              | 泉村            | 泉村                          | 泉村                                 | 泉村                | 泉村                       | 昭和30年4月15日 合併 渥美町   | 渥美町                                       | 平成17年10月1日 田原市に編入 | 田原市          |
| 渥 美 郡 | 石神村       |                 |              | 泉村            | 泉村                          | 泉村                                 | 泉村                | 泉村                       | 昭和30年4月15日 合併 渥美町   | 渥美町                                       | 平成17年10月1日 田原市に編入 | 田原市          |
| 渥 美 郡 | 馬伏村       |                 |              | 泉村            | 泉村                          | 泉村                                 | 泉村                | 泉村                       | 昭和30年4月15日 合併 渥美町   | 渥美町                                       | 平成17年10月1日 田原市に編入 | 田原市          |
| 渥 美 郡 | 宇津江村     |                 |              | 泉村            | 泉村                          | 泉村                                 | 泉村                | 泉村                       | 昭和30年4月15日 合併 渥美町   | 渥美町                                       | 平成17年10月1日 田原市に編入 | 田原市          |

## 行政

### 市長
- 市長：山下政良（2015年4月28日就任、2期目）

歴代市長
| 代    | 氏名     | 就任年月日                | 退任年月日                | 備考       |
| ----- | -------- | ------------------------- | ------------------------- | ---------- |
| 初代  | 白井孝市 | 2003年（平成15年）8月20日 | 2007年（平成19年）4月27日 | 旧田原町長 |
| 2-3代 | 鈴木克幸 | 2007年（平成19年）4月28日 | 2015年（平成27年）4月27日 |            |
| 4代   | 山下政良 | 2015年（平成27年）4月28日 | 現職                      |            |

### 財政
2018年度（平成30年度）当初予算案
| 会計名   | 予算額            | 前年度対比 |
| -------- | ----------------- | ---------- |
| 一般会計 | 289億4,000万円    | 4.9％増    |
| 特別会計 | 111億8,983万7千円 | 34.5％減   |
| 企業会計 | 19億7,920万5千円  | 6.6％減    |
| 全会計   | 421億0904万2千円  | 10.0％減   |

### 役所
- 田原市役所

支所
- 赤羽根支所
- 渥美支所

### 姉妹都市･提携都市

#### 海外
姉妹都市
- ジョージタウン市（アメリカ合衆国 ケンタッキー州）
1990年4月20日 姉妹都市提携
- プリンストン市（アメリカ合衆国 インディアナ州）
2002年8月8日 姉妹都市提携
- 銅雀区（大韓民国 ソウル特別市）
2006年11月14日 姉妹都市提携

友好都市
- 崑山市（中華人民共和国 江蘇省 蘇州市）
1993年5月14日 旧赤羽根町と友好都市提携

フレンドシップ相手国
2005年（平成17年）に開催された2005年日本国際博覧会（愛知万博）では、「一市町村一国フレンドシップ事業」が行われた。名古屋市を除く愛知県内の市町村が、120の万博公式参加国をフレンドシップ相手国として迎え入れた。
- ドミニカ共和国
- ラオス人民民主共和国
- リビア国

#### 国内
姉妹都市
- 設楽町（愛知県）
1990年3月24日 旧津具村と姉妹都市提携 合併後も関係を引き継ぐ
- 宮田村（長野県）
1999年11月9日 姉妹都市提携

## 議会

### 愛知県議会
2019年愛知県議会議員選挙
- 選挙区：田原市選挙区
- 定数：1人
- 投票日：2019年4月7日

| 候補者名 | 当落 | 年齢 | 党派名     | 新旧別 | 得票数 |
| -------- | ---- | ---- | ---------- | ------ | ------ |
| 山本浩史 | 当   | 48   | 自由民主党 | 現     | 無投票 |

2015年愛知県議会議員選挙
- 選挙区：田原市選挙区
- 定数：1人
- 投票日：2015年4月12日
- 当日有権者数：51,433人[23]
- 投票率：53.07％[23]

| 候補者名 | 当落 | 年齢 | 党派名     | 新旧別 | 得票数   |
| -------- | ---- | ---- | ---------- | ------ | -------- |
| 山本浩史 | 当   | 44   | 自由民主党 | 現     | 16,231票 |
| 牧野京史 | 落   | 55   | 無所属     | 新     | 10,697票 |

### 衆議院
- 選挙区：愛知15区（豊橋市、田原市）
- 任期：2024年10月27日 - 2028年10月26日
- 投票日：2024年10月27日
- 当日有権者数：341,614人（豊橋市293,257人、田原市48,357人）[24]
- 投票率：55.02％（豊橋市53.87％、田原市61.97％）

| 当落 | 候補者名 | 年齢 | 所属党派     | 新旧別 | 得票数   | 重複 |
| ---- | -------- | ---- | ------------ | ------ | -------- | ---- |
| 当   | 根本幸典 | 59   | 自由民主党   | 前     | 71,012票 |      |
|      | 関健一郎 | 46   | 日本維新の会 | 元     | 44,945票 | ○    |
| 比当 | 小山千帆 | 49   | 立憲民主党   | 新     | 42,837票 | ○    |
|      | 辻恵     | 76   | れいわ新選組 | 元     | 17,529票 | ○    |
|      | 髙木繁   | 74   | 日本共産党   | 新     | 7,220票  |      |

## 施設

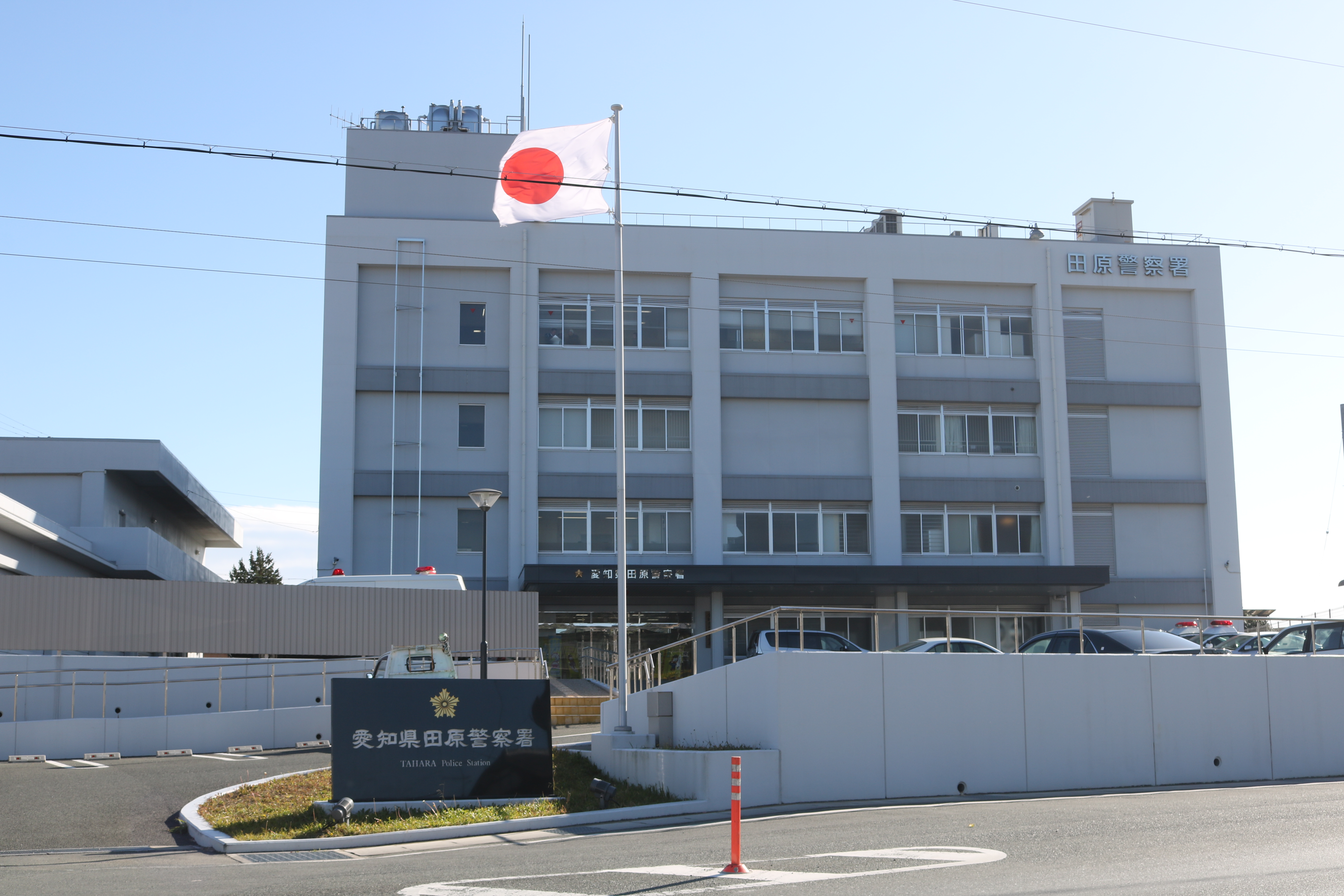
田原警察署

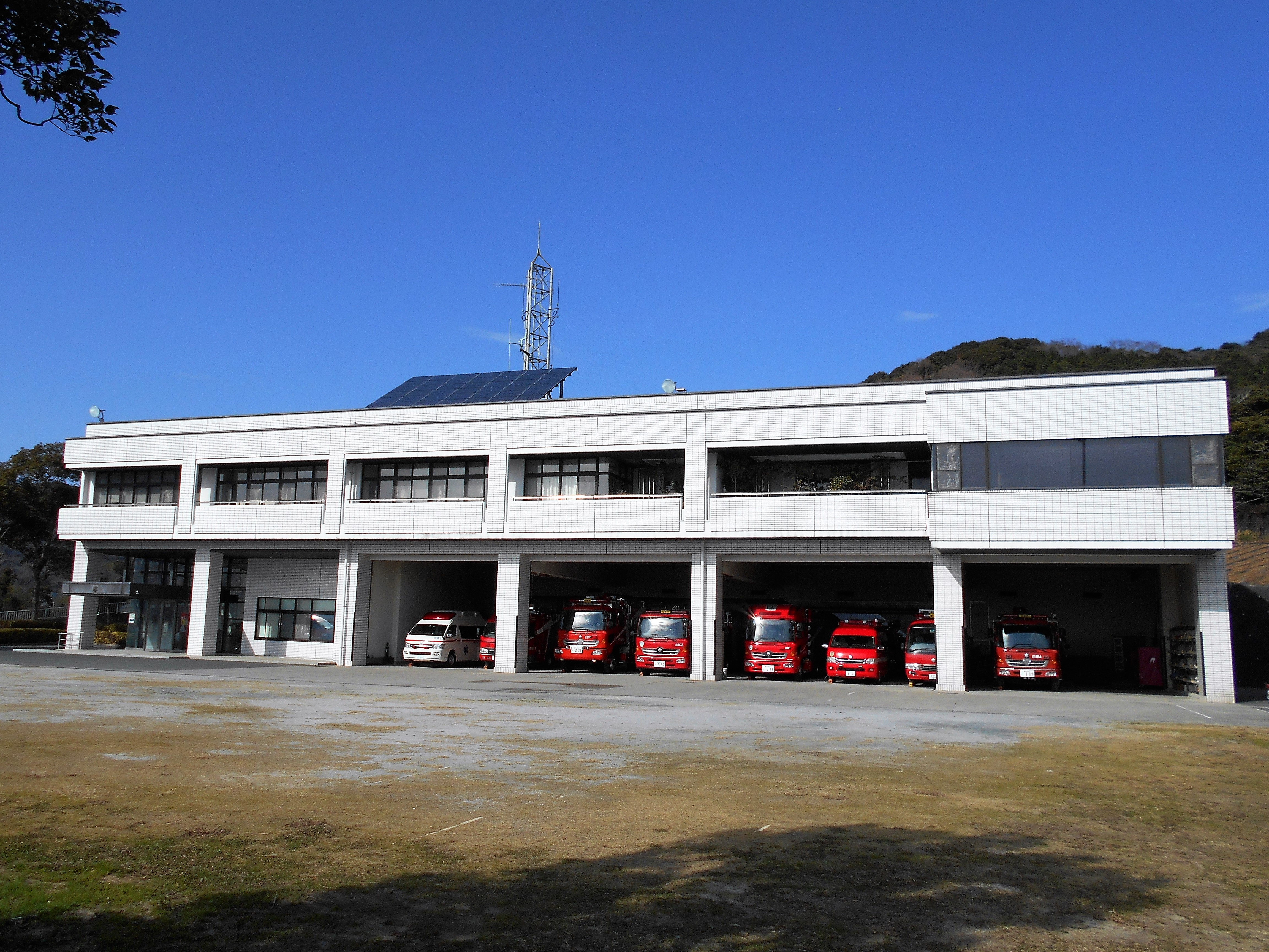
田原市消防署

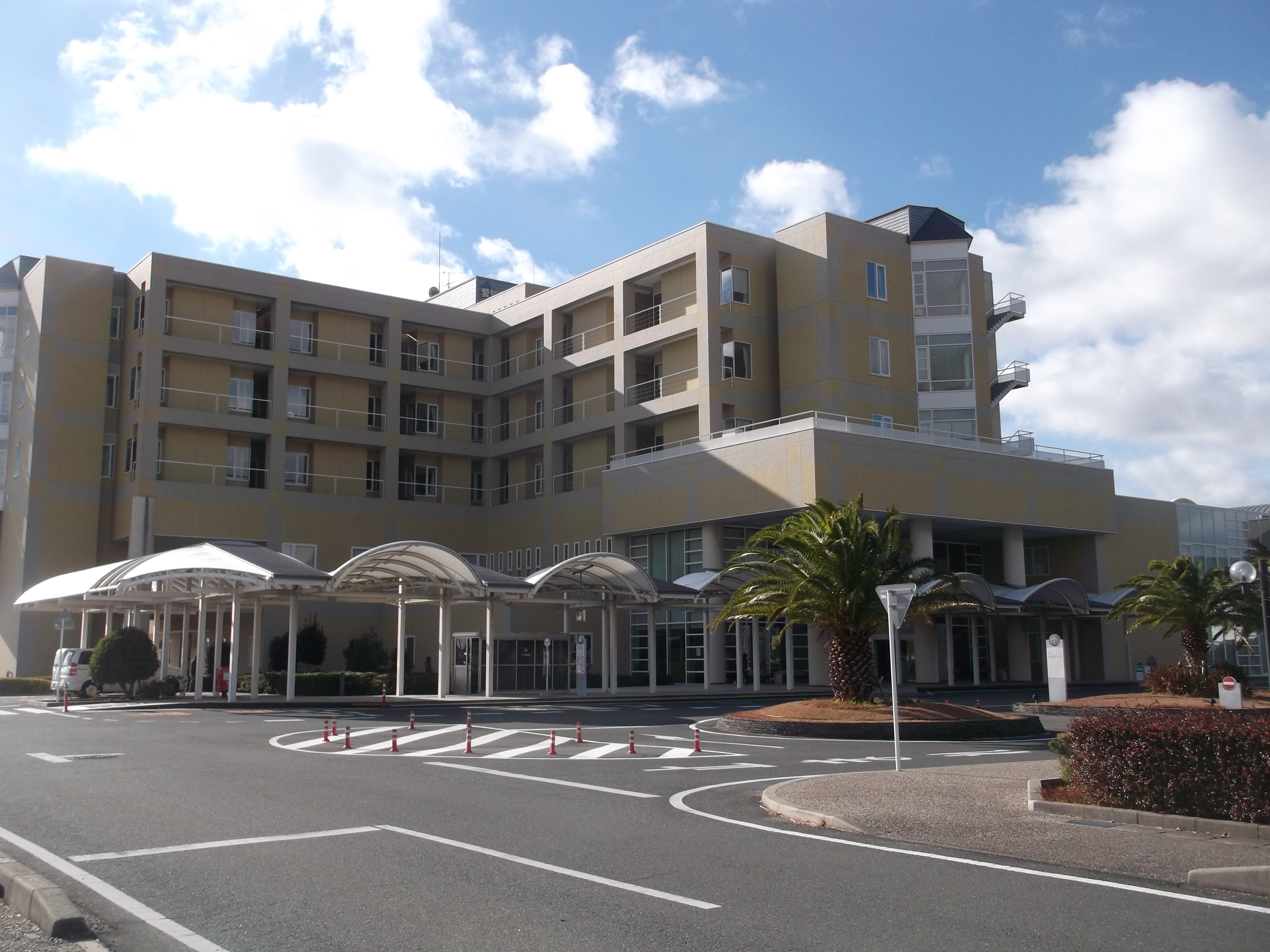
渥美病院

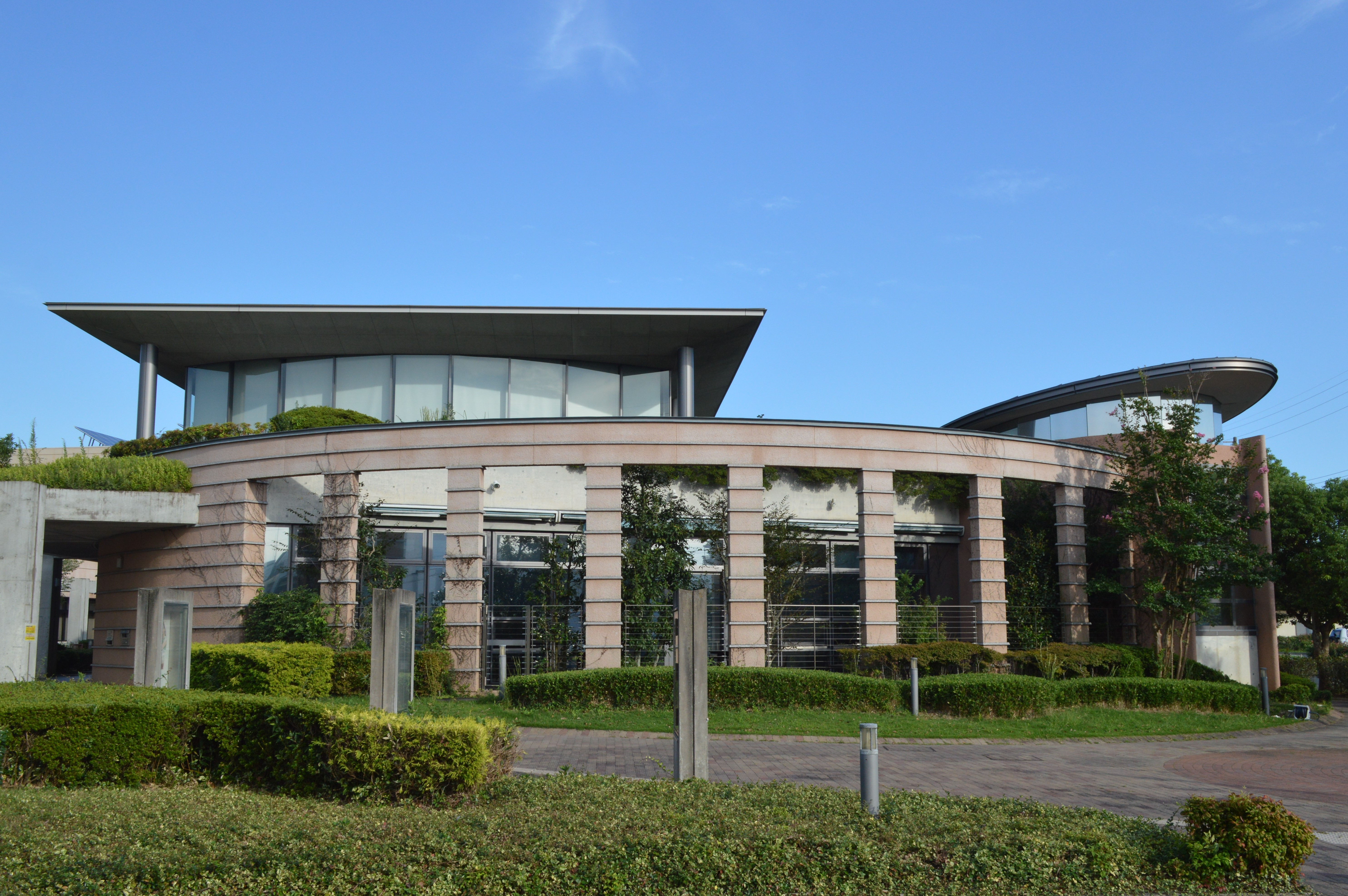
田原市中央図書館

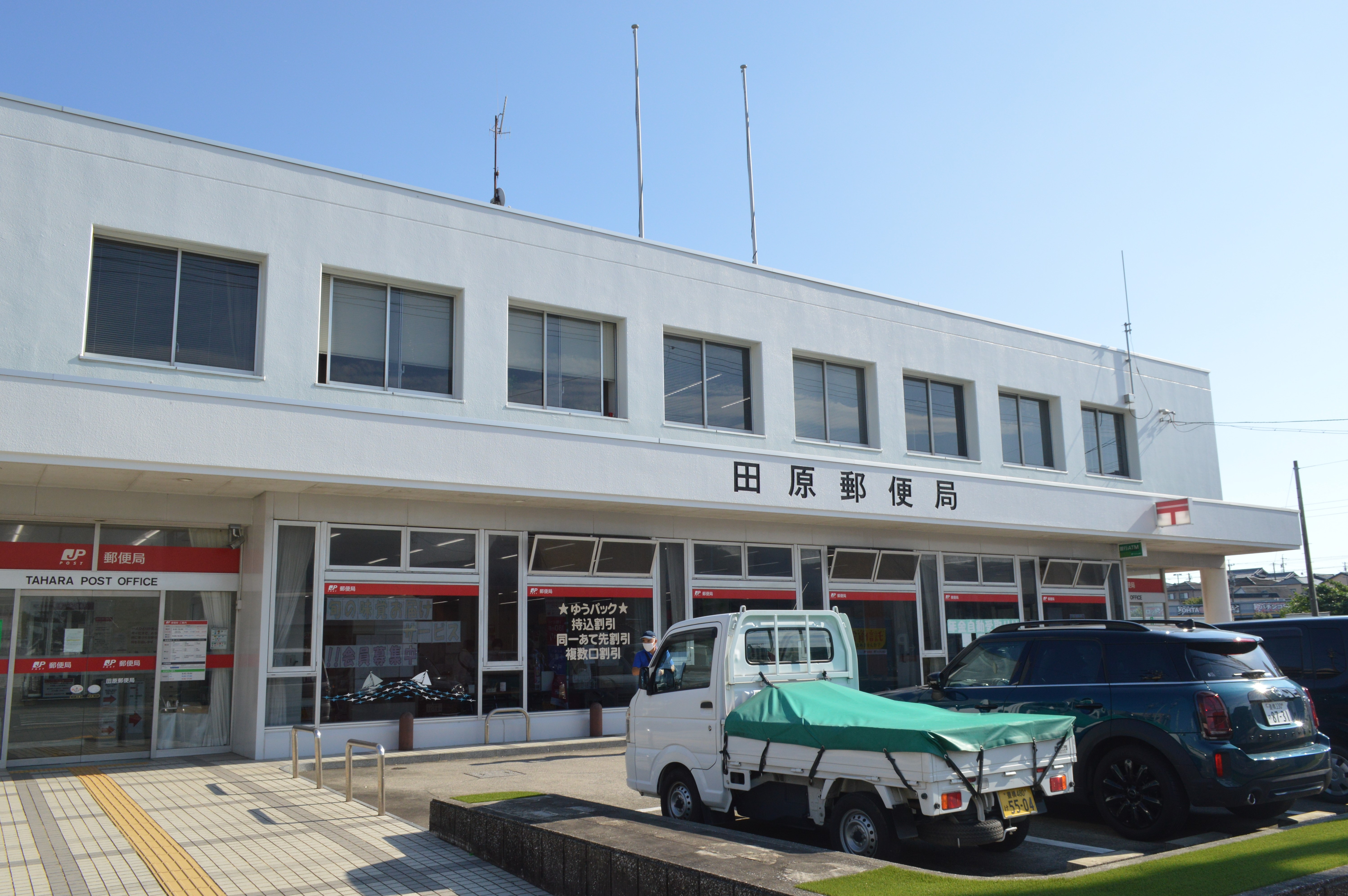
田原郵便局

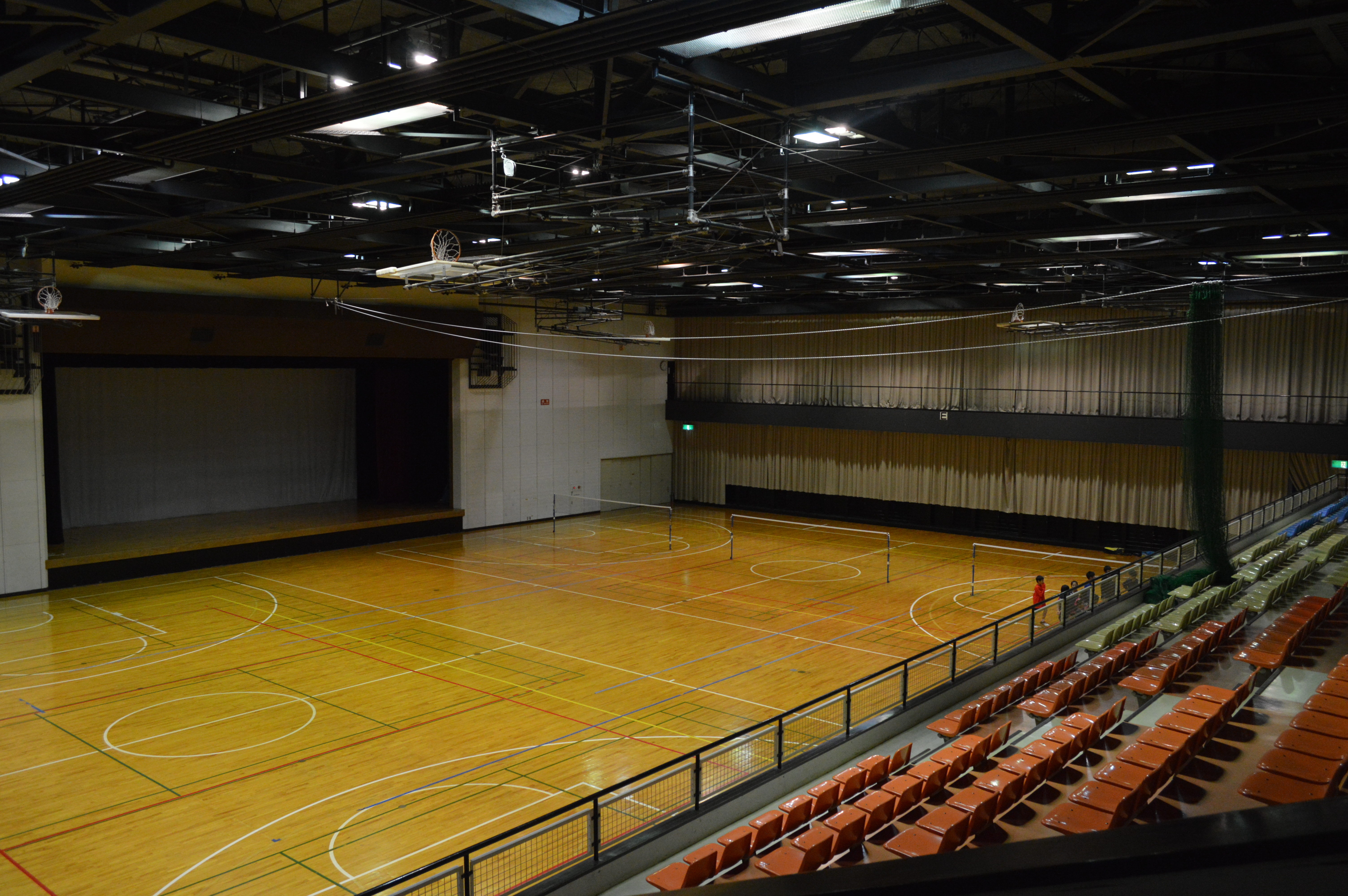
田原市総合体育館

### 警察
- 愛知県田原警察署

幹部交番
- 福江幹部交番（福江町中羽根）

交番
- 田原駅前交番（田原市）

駐在所
- 浦駐在所（浦町）
- 六連駐在所（六連町）
- 南神戸駐在所（南神戸町）
- 高松駐在所（高松町）
- 赤羽根駐在所（赤羽根町）
- 若見駐在所（若見町）
- 野田駐在所（野田町）
- 大久保駐在所（大久保町）
- 神戸駐在所（神戸町）
- 伊川津駐在所（伊川津町）
- 和地駐在所（和地町）

### 消防
本部
- 田原市消防本部

消防署
- 田原市消防署（田原町丸田14）

分署
- 赤羽根分署（赤羽根町大石畑6）
- 渥美分署（福江町中羽根104）

### 医療
主な病院・診療所
- 渥美病院
- 田原市赤羽根診療所[25]

### 郵便局
主な郵便局
- 渥美郵便局
- 田原郵便局

### 図書館
- 田原市図書館（組織名）
  - 田原市中央図書館
  - 田原市赤羽根図書館
  - 田原市渥美図書館

### 文化施設
- 田原市博物館
- やしの実博物館
- 吉胡貝塚資料館
- 田原市総合体育館
- 江比間野外活動センター（2025年3月31日閉館）[26]

## 経済

### 第一次産業

#### 農業

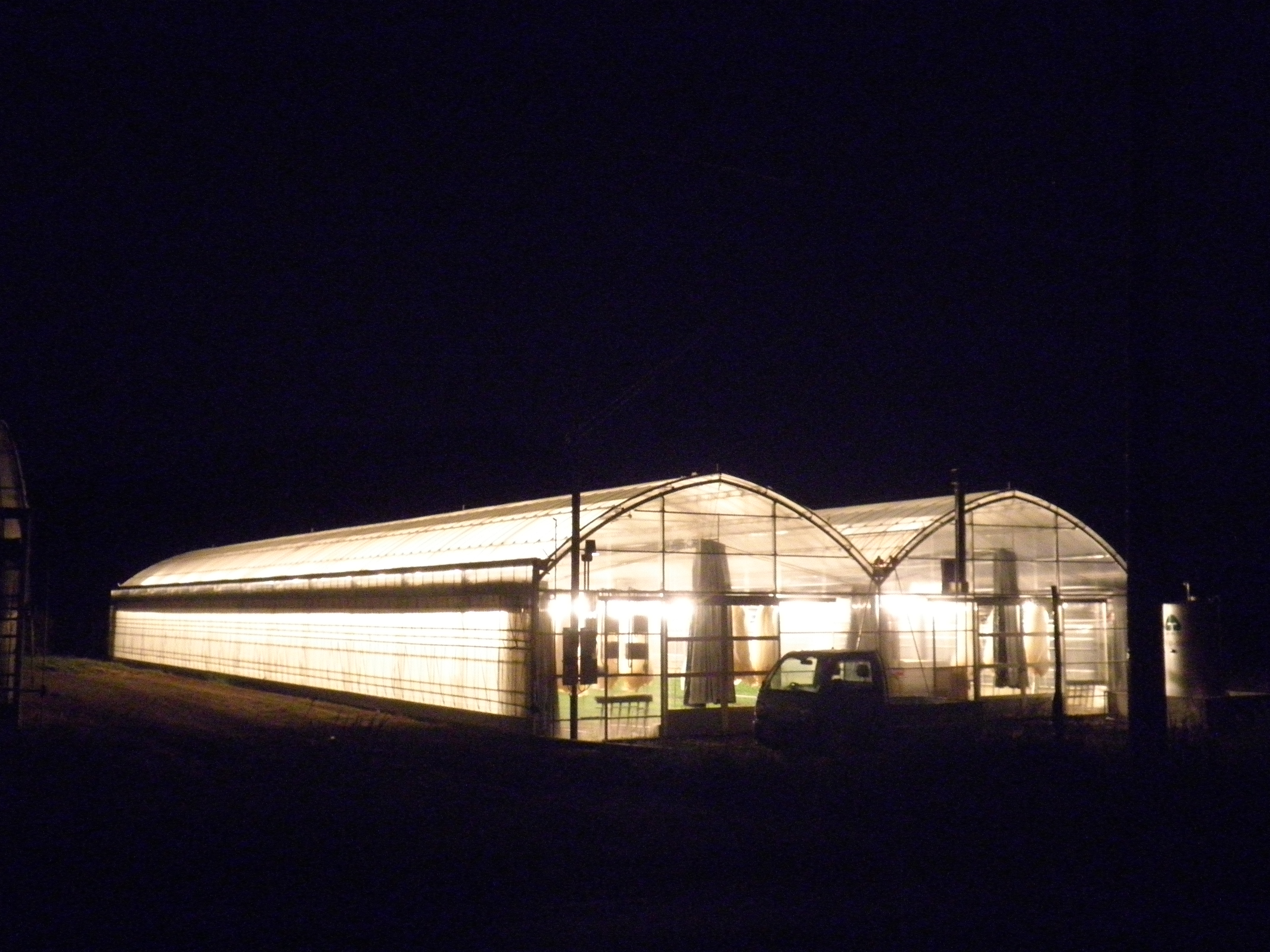
電照菊の温室

1968年（昭和43年）に豊川用水が通水したことで、渥美半島は全国屈指の農業地域となった。東三河地方は露地栽培の野菜や施設園芸作物で全国屈指の産地であり、中京圏・首都圏・関西圏など全国各地に出荷されている。農業は温暖な気候を生かして、野菜、果物、花などの近郊園芸農業が盛んである。野菜はキャベツ・ハクサイなどを生産し、キャベツは田原市と豊橋市が全国屈指の産地となっている。ブロッコリーの生産高は日本一で、電照菊、バラ、カーネーション、鉢物の栽培も盛んである。豊橋市と合わせて、特産品にあさりせんべいがある。昭和7年ごろから栽培されているアールスメロンは「あいちの伝統野菜」に指定されている
2006年（平成18年）の農業産出額は724億円であり、愛知県全体の3109億円の23.3%を占めていた。市町村別農業産出額においては2006年（平成18年）から2018年（平成30年）まで12年連続で全国1位となった。

### 第二次産業

#### 工業

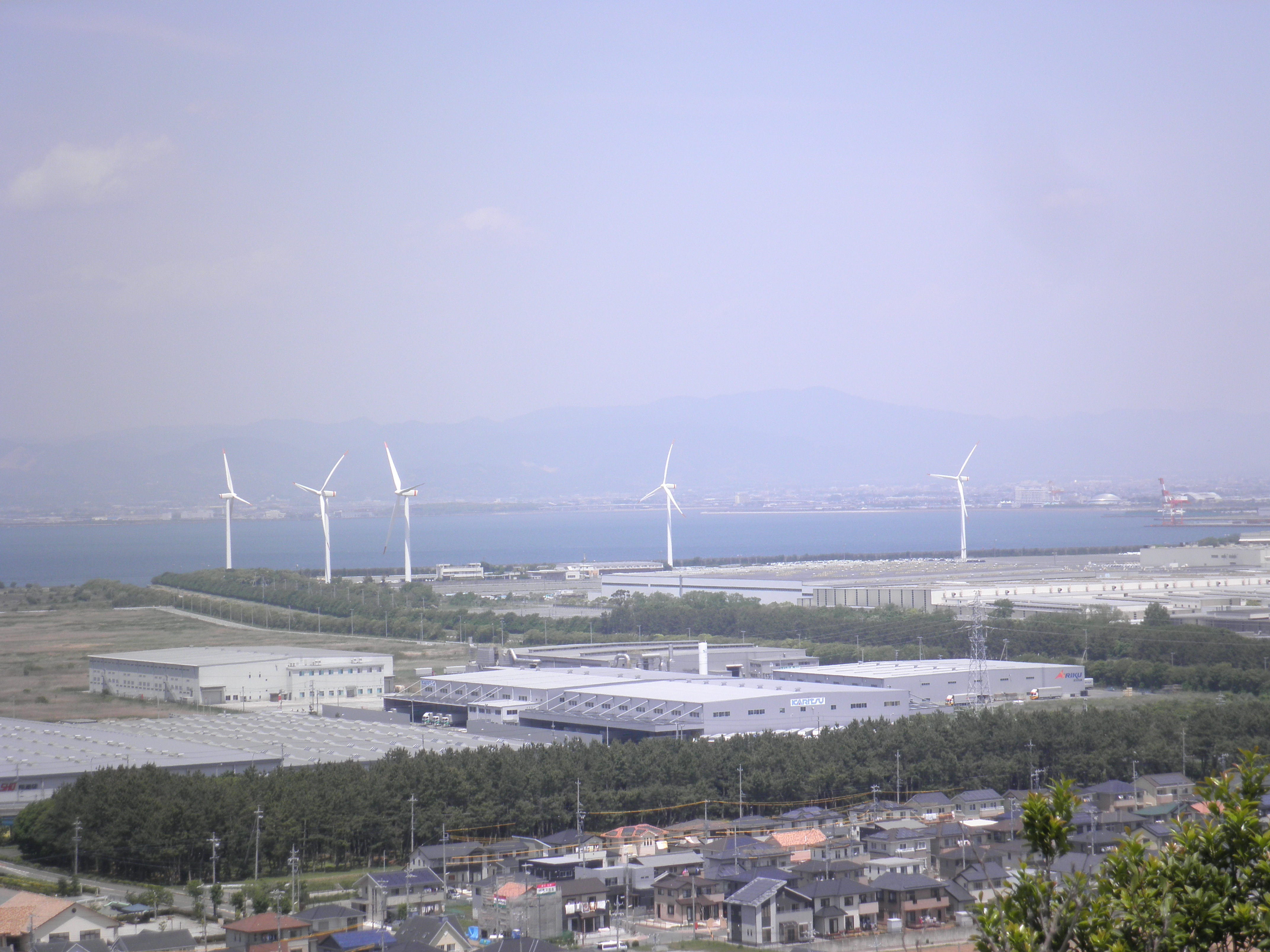
三河港臨海工業地帯田原地区

1964年（昭和39年）に東三河工業整備特別地域が指定され、三河湾岸に三河港臨海工業地帯田原地区が開発された。1979年（昭和54年）1月にはトヨタ自動車田原工場が生産を開始した。2011年（平成23年）には車両を32万2,000台、エンジンを27万7,000基を生産した。田原工場の主な生産品目は、LS、IS、ランドクルーザープラド、RAV4である。また、2009年（平成21年）11月には東京製鐵田原工場が進出、操業開始した。
田原町/田原市の製造品出荷額等は、1955年（昭和30年）に21億円、1965年（昭和40年）に61億円だったが、三河港臨海工業地帯の開発とともに急増した。1975年（昭和50年）に285億円となり、1985年（昭和60年）には愛知県第11位の6,598億円、1990年（平成2年）には1兆円を超えて愛知県第5位となった。1996年（平成8年）には豊田市と名古屋市に次ぐ愛知県第3位となり、2004年（平成16年）には1兆26億円で愛知県第3位・全国第13位となっている。2005年（平成17年）の製造品出荷額等は愛知県の自治体として第3位の2兆29億円であり、その大半を輸送機械製造業が占めていた。2014年（平成26年）の製造品出荷額等は2兆536億3572万円であり、愛知県3位、全国17位だった。2017年（平成29年）の製造品出荷額等は1兆7769億円であり、豊田市（14兆2344億円）、名古屋市（3兆3442億円）、安城市（2兆1056億円）、岡崎市（2兆701億円）に次いで愛知県第5位だった。

### 第三次産業

#### 商業

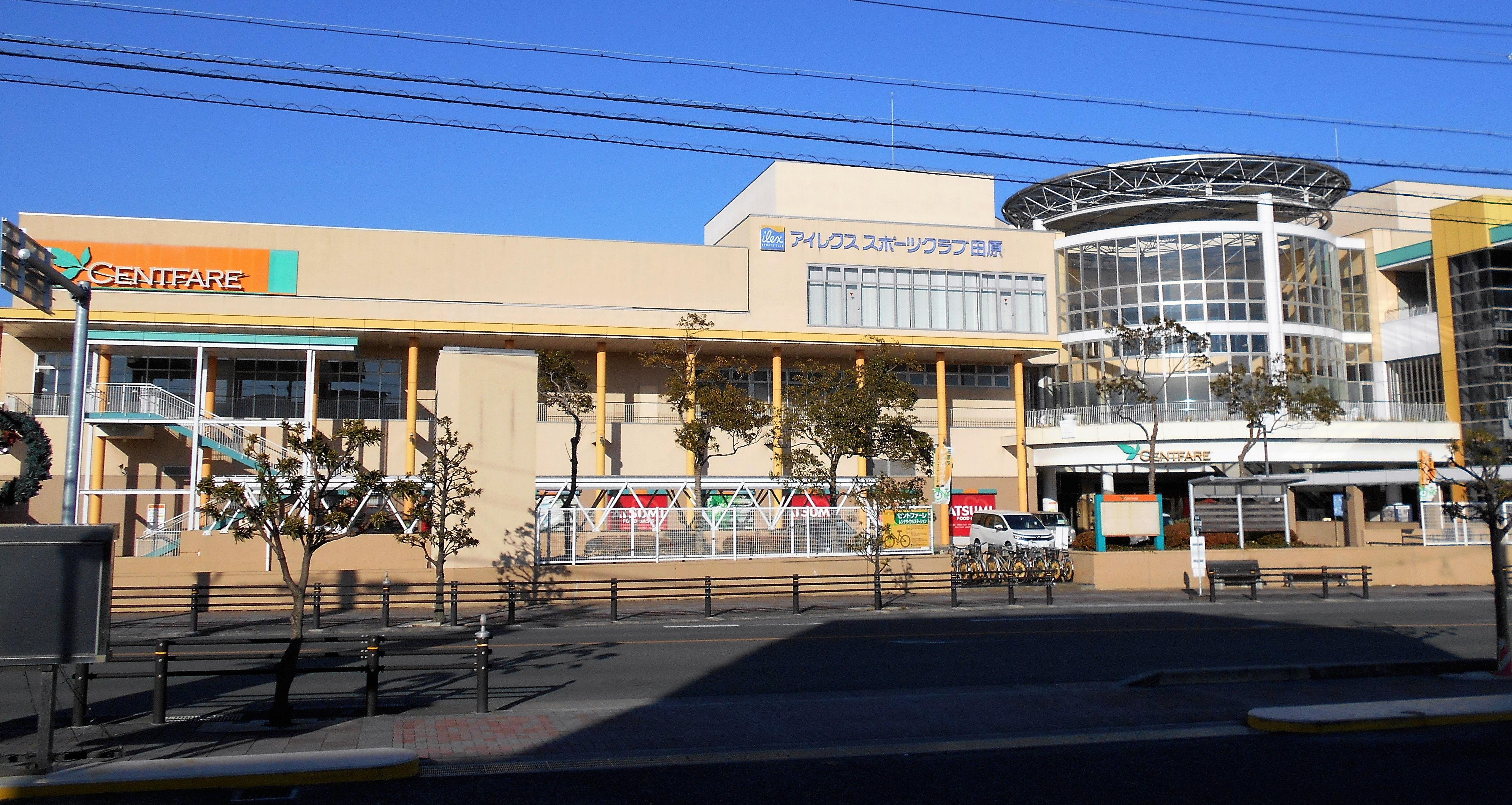
セントファーレ

主な商業施設
- イオン田原店
- ケーズデンキ田原店
- セントファーレ
- ヤマナカ田原店
- LaLaGran

### 市内に本社を置く主な企業
- 愛知みなみ農業協同組合
- キムラ漬物
- 中神種苗店

## 情報･通信
中継局
- 赤羽根テレビ中継局
- 蒲郡田原テレビ中継局

## 生活基盤

### 電力
- 中部電力パワーグリッド
- JERA

主な発電所
- 渥美火力発電所
- 田原臨海風力発電所

### ガス
- サーラエナジー（中部ガス）

### 上下水道
- 愛知県企業庁

### 電信
- 西日本電信電話（NTT西日本）- NTT西日本-東海（NTTビジネスソリューションズ）
  - 市外局番
    - 市外局番は、0531（田原MA）を使用している。市内局番は、旧赤羽根町が45、旧渥美町が3X、旧田原町が2Xを使用している（Xは任意の数字）。なお、旧赤羽根町・旧渥美町・旧田原町の市外局番が0531に統一されたのは、2000年4月1日である[41]。

## 教育

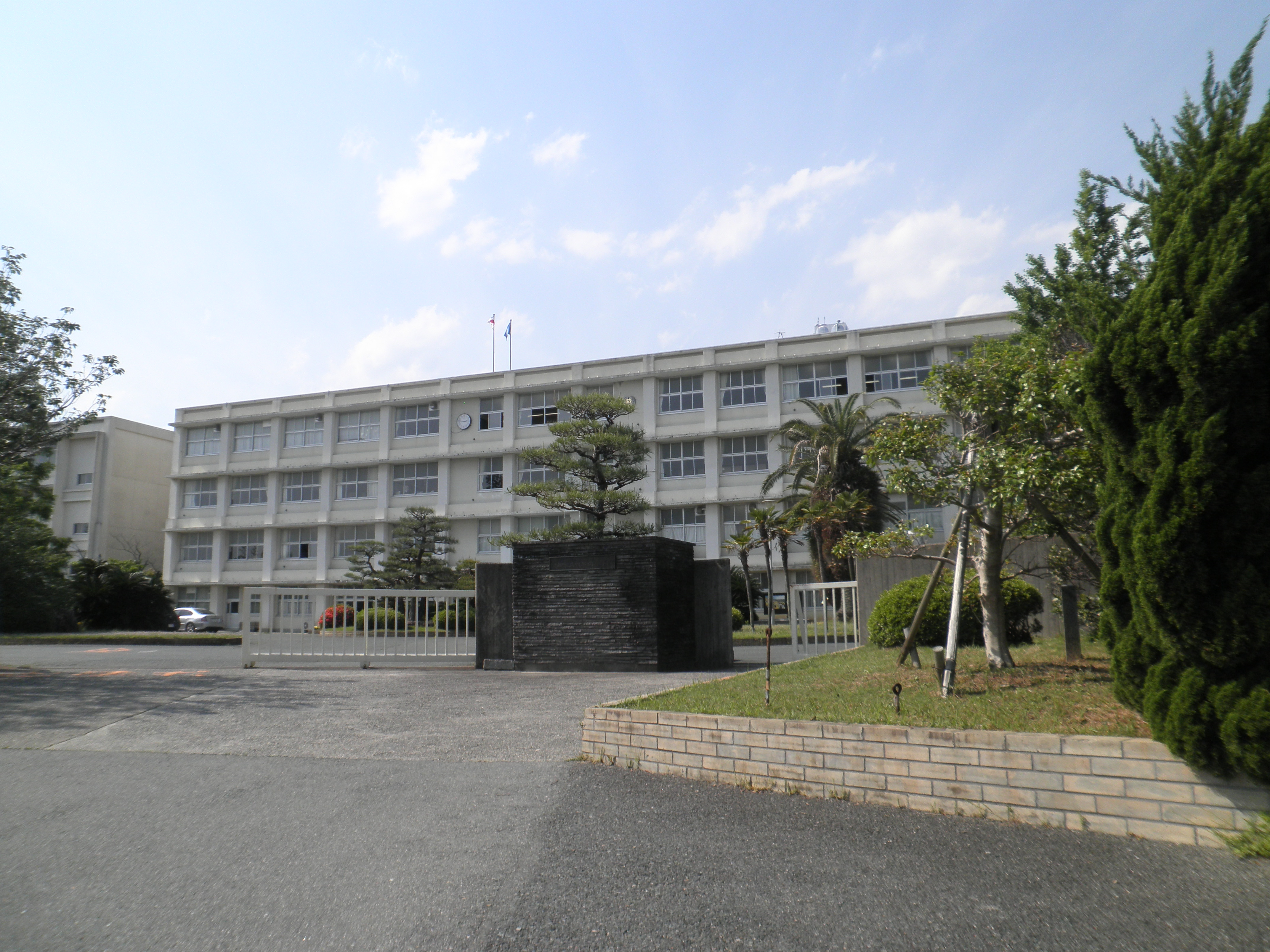
愛知県立成章高等学校

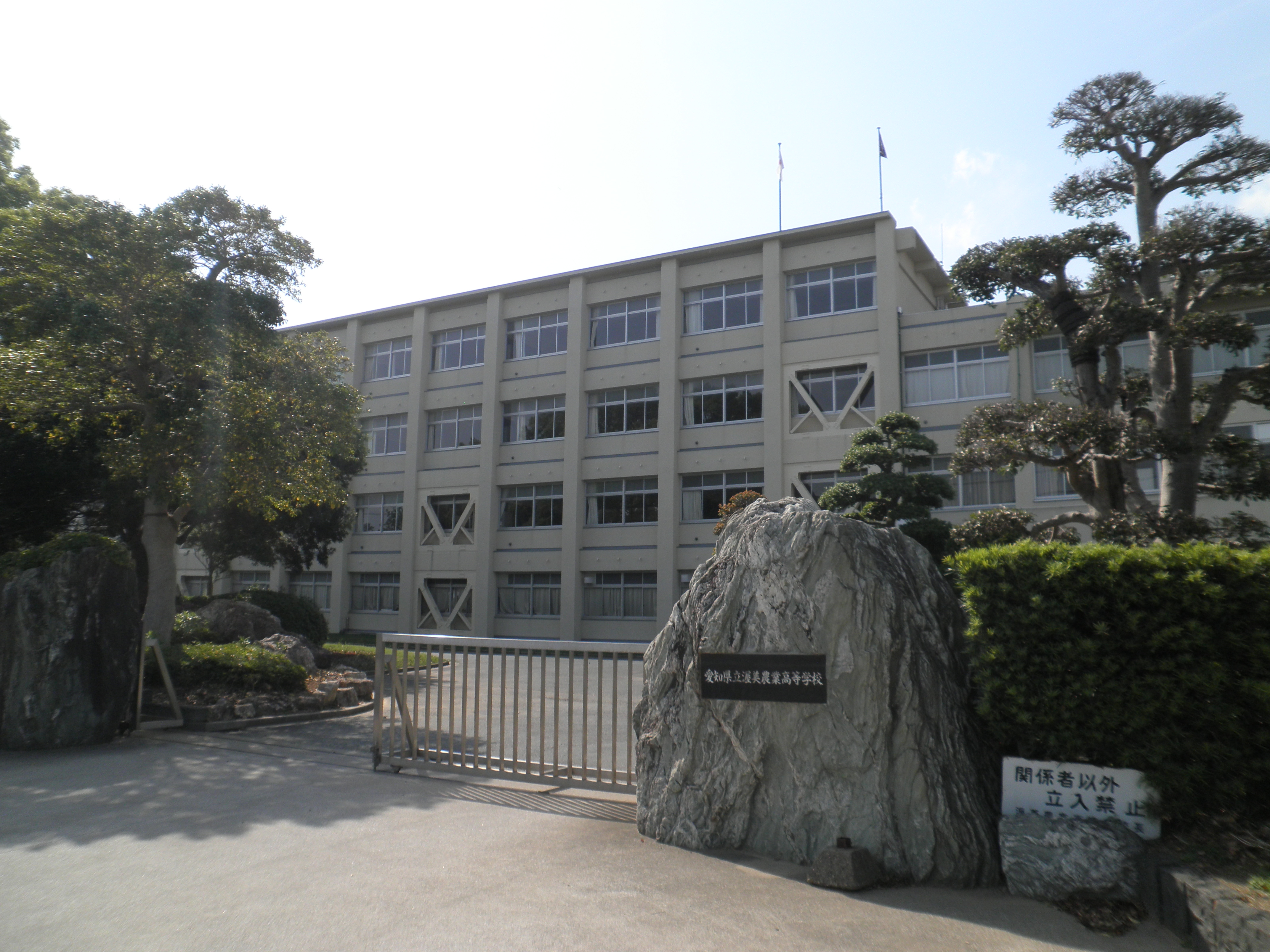
愛知県立渥美農業高等学校

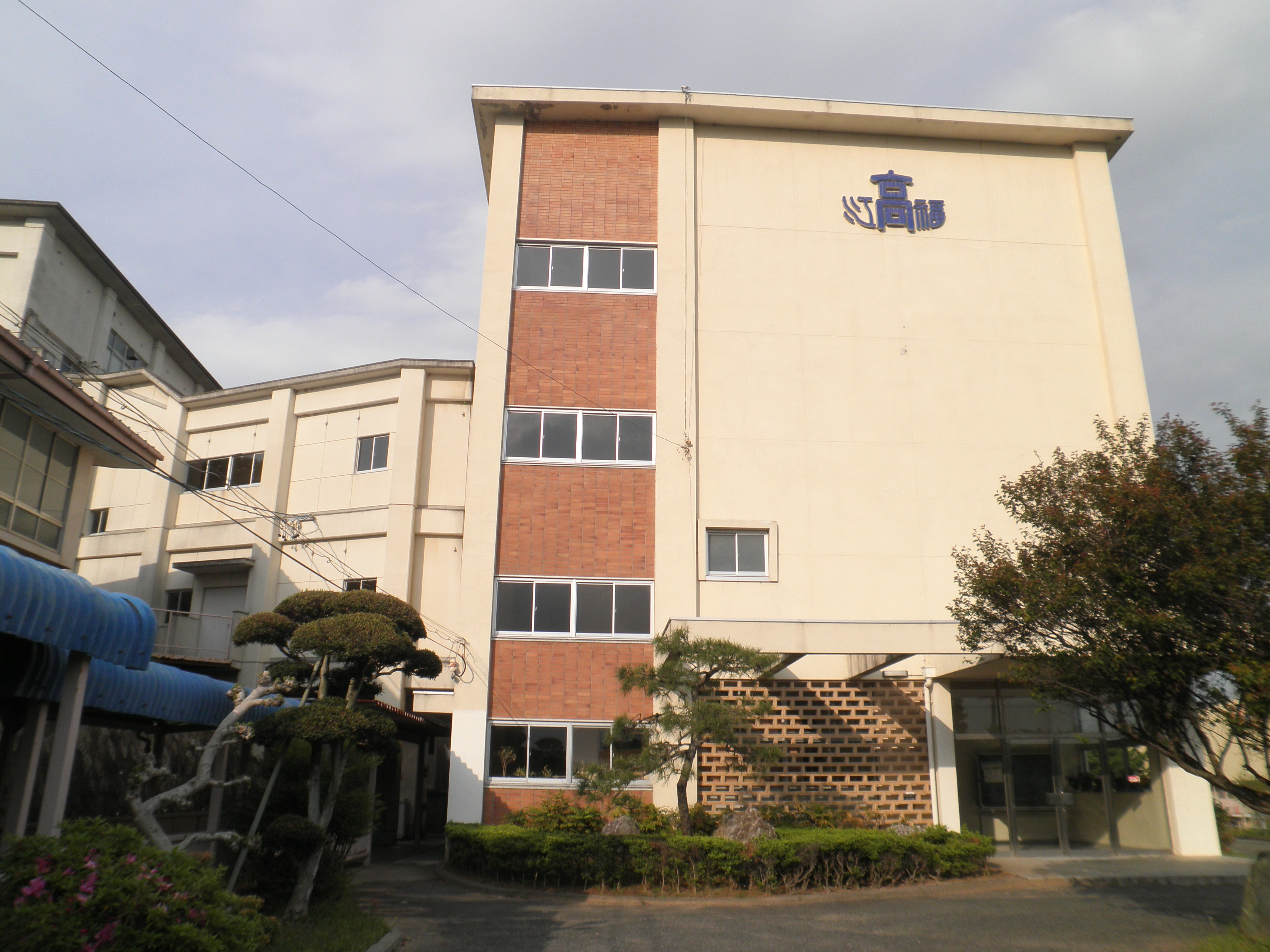
愛知県立福江高等学校

### 大学
田原市に大学のキャンパスは存在しないが、愛知教育大学の伊良湖臨海教育実験実習施設がある。
国立
- 愛知教育大学 伊良湖臨海教育実験実習施設

### 専門学校
私立
- 田原福祉グローバル専門学校[注 4][42]

### 高等学校
県立
- 愛知県立成章高等学校
- 愛知県立渥美農業高等学校
- 愛知県立福江高等学校

廃校となった高校
- 愛知県立成章高等学校野田分校（1963年3月廃校[43]）
- 愛知県立成章高等学校赤羽根分校（2006年3月廃校[43]）

### 中学校
市立
- 田原市立田原中学校（1947年開校[44]）
- 田原市立東部中学校（1961年開校[44]）
- 田原市立赤羽根中学校（1947年開校[44]）
- 田原市立福江中学校（1947年開校[44]）

廃校となった中学校
- 田原町立神戸中学校（1947年開校、1961年9月に田原町立東部中学校に統合[43]）
- 田原町立神戸中学校六連分校（1947年開校、1961年9月に田原町立東部中学校に統合[43]）
- 田原市立野田中学校（1947年開校、2016年4月に田原市立田原中学校に統合[43]）
- 田原市立伊良湖岬中学校（1947年開校[44]、2019年4月に田原市立福江中学校に統合）
- 田原市立泉中学校（1947年開校[44]、2021年4月に田原市立赤羽根中学校に統合）

| 地区   | 開校年 | 閉校年 | 名称                       | 1947年-            | 1961年-                       | 2016年-                       | 2019年-                       | 2021年-                       |
| ------ | ------ | ------ | -------------------------- | ------------------ | ----------------------------- | ----------------------------- | ----------------------------- | ----------------------------- |
| 田原   | 1947年 |        | 田原市立田原中学校         | 田原中学校         | 田原中学校                    | 田原中学校                    | 田原中学校                    | 田原中学校                    |
| 田原   | 1947年 | 2016年 | 田原市立野田中学校         | 野田中学校         | 野田中学校                    | 田原中学校                    | 田原中学校                    | 田原中学校                    |
| 田原   | 1947年 | 1961年 | 田原市立神戸中学校         | 神戸中学校         | 田原市立東部中学校 1961年開校 | 田原市立東部中学校 1961年開校 | 田原市立東部中学校 1961年開校 | 田原市立東部中学校 1961年開校 |
| 田原   | 1947年 | 1961年 | 田原市立神戸中学校六連分校 | 神戸中学校六連分校 | 田原市立東部中学校 1961年開校 | 田原市立東部中学校 1961年開校 | 田原市立東部中学校 1961年開校 | 田原市立東部中学校 1961年開校 |
| 赤羽根 | 1947年 |        | 田原市立赤羽根中学校       | 赤羽根中学校       | 赤羽根中学校                  | 赤羽根中学校                  | 赤羽根中学校                  | 赤羽根中学校                  |
| 渥美   | 1947年 | 2021年 | 田原市立泉中学校           | 泉中学校           | 泉中学校                      | 泉中学校                      | 泉中学校                      | 赤羽根中学校                  |
| 渥美   | 1947年 |        | 田原市立福江中学校         | 福江中学校         | 福江中学校                    | 福江中学校                    | 福江中学校                    | 福江中学校                    |
| 渥美   | 1947年 | 2019年 | 田原市立伊良湖岬中学校     | 伊良湖岬中学校     | 伊良湖岬中学校                | 伊良湖岬中学校                | 福江中学校                    | 福江中学校                    |

### 小学校
市立
- 田原市立田原中部小学校（1873年開校[44]）
- 田原市立田原東部小学校（1903年開校[44]）
- 田原市立田原南部小学校（1892年開校[44]）
- 田原市立童浦小学校（田原北部小学校と田原西部小学校を統合して1968年開校[44]）
- 田原市立衣笠小学校（田原中部小学校から分離して1985年開校[44]）
- 田原市立神戸小学校（1887年開校[44]）
- 田原市立野田小学校（1873年開校[44]）
- 田原市立大草小学校（1875年開校[44]）
- 田原市立六連小学校（1897年開校[44]）
- 田原市立高松小学校（1873年開校[44]）
- 田原市立若戸小学校（1896年開校[44]）
- 田原市立赤羽根小学校（1873年開校[44]）
- 田原市立中山小学校（1873年開校[44]）
- 田原市立清田小学校（1901年開校[44]）
- 田原市立亀山小学校（1879年開校[44]）
- 田原市立伊良湖岬小学校（堀切小学校と和地小学校と伊良湖小学校の3校を統合して2015年開校[44]）
- 田原市立福江小学校（1873年開校[44]）
- 田原市立泉小学校（1900年開校[44]）

廃校となった小学校
- 田原町立田原北部小学校（1907年に開校[45]、1968年4月に廃校[43]）
- 田原町立田原西部小学校（1892年に開校[45]、1968年4月に廃校[43]）
- 田原市立堀切小学校（1873年に開校、2015年3月に廃校）
- 田原市立和地小学校（1873年に開校、2015年3月に廃校）
- 田原市立伊良湖小学校（1878年に開校、2015年3月に廃校）

| 地区   | 開校年 | 閉校年 | 名称                   | 1947年-        | 1968年                | 1985年-               | 2015年-                   |
| ------ | ------ | ------ | ---------------------- | -------------- | --------------------- | --------------------- | ------------------------- |
| 田原   | 1873年 |        | 田原市立田原中部小学校 | 田原中部小学校 | 田原中部小学校        | 田原中部小学校        | 田原中部小学校            |
| 田原   | 1985年 |        | 田原市立衣笠小学校     | 田原中部小学校 | 田原中部小学校        | 衣笠小学校            | 衣笠小学校                |
| 田原   | 1903年 |        | 田原市立田原東部小学校 | 田原東部小学校 | 田原東部小学校        | 田原東部小学校        | 田原東部小学校            |
| 田原   | 1892年 |        | 田原市立田原南部小学校 | 田原南部小学校 | 田原南部小学校        | 田原南部小学校        | 田原南部小学校            |
| 田原   | 1907年 | 1968年 | 田原市立田原北部小学校 | 田原北部小学校 | 童浦小学校 1968年開校 | 童浦小学校 1968年開校 | 童浦小学校 1968年開校     |
| 田原   | 1892年 | 1968年 | 田原市立田原西部小学校 | 田原西部小学校 | 童浦小学校 1968年開校 | 童浦小学校 1968年開校 | 童浦小学校 1968年開校     |
| 田原   | 1873年 |        | 田原市立野田小学校     | 野田小学校     | 野田小学校            | 野田小学校            | 野田小学校                |
| 田原   | 1887年 |        | 田原市立神戸小学校     | 神戸小学校     | 神戸小学校            | 神戸小学校            | 神戸小学校                |
| 田原   | 1897年 |        | 田原市立六連小学校     | 六連小学校     | 六連小学校            | 六連小学校            | 六連小学校                |
| 田原   | 1875年 |        | 田原市立大草小学校     | 大草小学校     | 大草小学校            | 大草小学校            | 大草小学校                |
| 赤羽根 | 1873年 |        | 田原市立高松小学校     | 高松小学校     | 高松小学校            | 高松小学校            | 高松小学校                |
| 赤羽根 | 1896年 |        | 田原市立若戸小学校     | 若戸小学校     | 若戸小学校            | 若戸小学校            | 若戸小学校                |
| 赤羽根 | 1873年 |        | 田原市立赤羽根小学校   | 赤羽根小学校   | 赤羽根小学校          | 赤羽根小学校          | 赤羽根小学校              |
| 渥美   | 1873年 |        | 田原市立中山小学校     | 中山小学校     | 中山小学校            | 中山小学校            | 中山小学校                |
| 渥美   | 1901年 |        | 田原市立清田小学校     | 清田小学校     | 清田小学校            | 清田小学校            | 清田小学校                |
| 渥美   | 1873年 | 2015年 | 田原市立堀切小学校     | 堀切小学校     | 堀切小学校            | 堀切小学校            | 伊良湖岬小学校 2015年開校 |
| 渥美   | 1873年 | 2015年 | 田原市立和地小学校     | 和地小学校     | 和地小学校            | 和地小学校            | 伊良湖岬小学校 2015年開校 |
| 渥美   | 1878年 | 2015年 | 田原市立伊良湖小学校   | 伊良湖小学校   | 伊良湖小学校          | 伊良湖小学校          | 伊良湖岬小学校 2015年開校 |
| 渥美   | 1879年 |        | 田原市立亀山小学校     | 亀山小学校     | 亀山小学校            | 亀山小学校            | 亀山小学校                |
| 渥美   | 1873年 |        | 田原市立福江小学校     | 福江小学校     | 福江小学校            | 福江小学校            | 福江小学校                |
| 渥美   | 1900年 |        | 田原市立泉小学校       | 泉小学校       | 泉小学校              | 泉小学校              | 泉小学校                  |

## 交通

### 鉄道

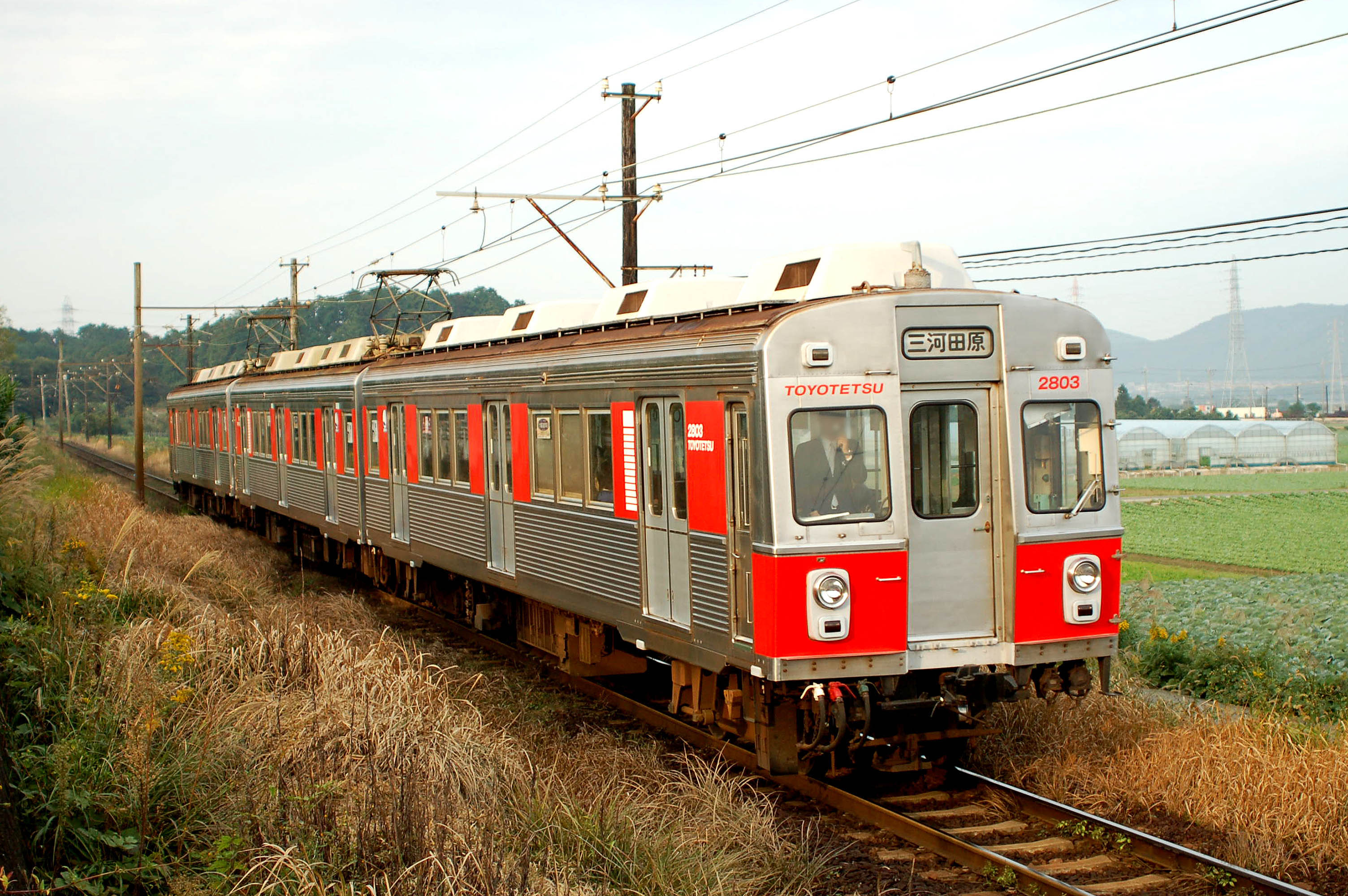
豊橋鉄道渥美線

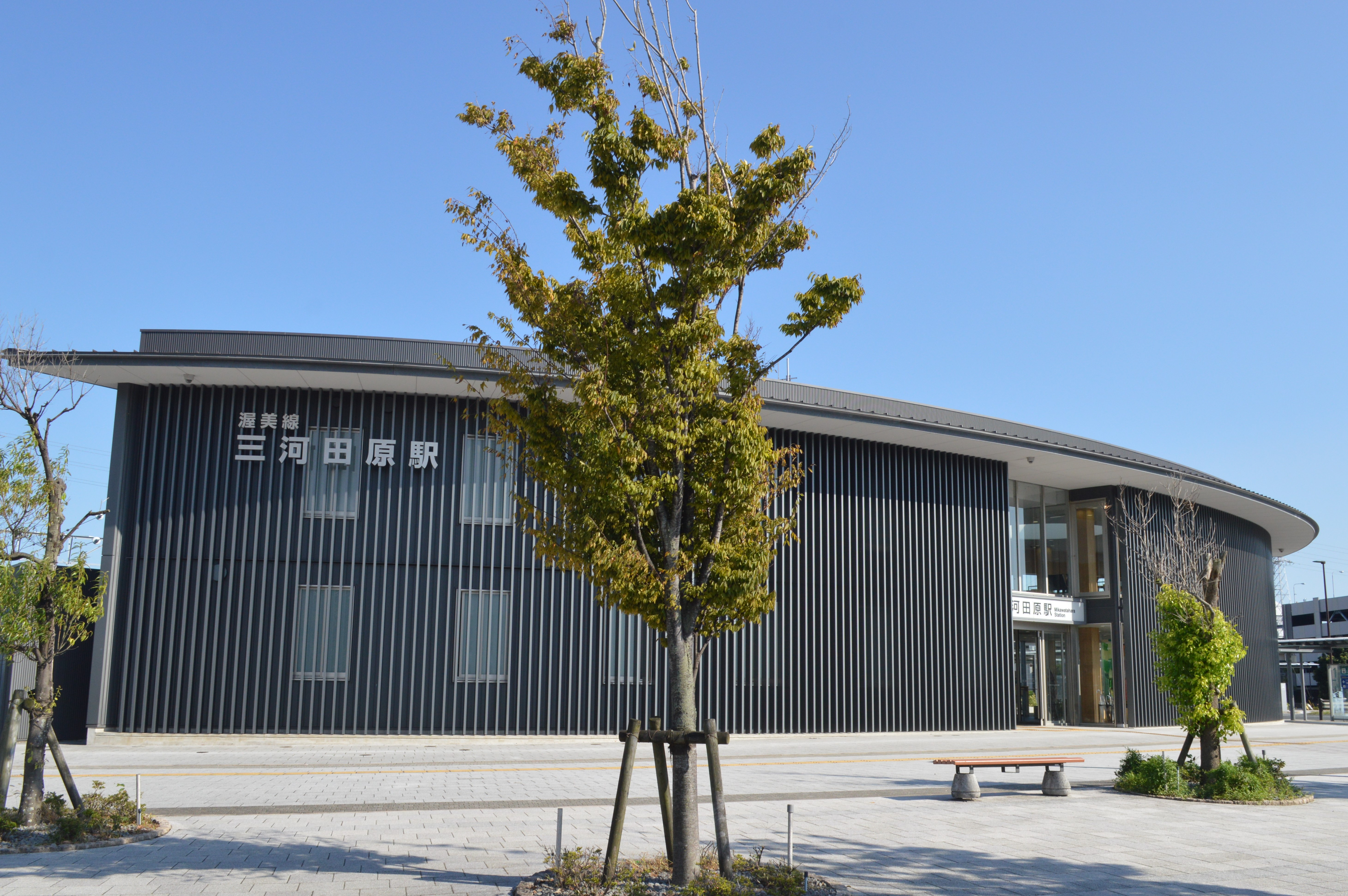
三河田原駅

中心となる駅：三河田原駅
豊橋鉄道（豊鉄）
渥美線：- やぐま台駅 - 豊島駅 - 神戸駅 - 三河田原駅
愛知県の市では、長久手市とともにJRと名鉄の両方が全く通らない市でもある。

### バス

#### 高速バス
- 新宿・豊橋エクスプレス ほの国号

#### 路線バス
- 豊鉄バス伊良湖本線 豊橋駅前 - 渥美病院 - 田原駅前 - 江比間 - 保美 - 伊良湖岬（国道259号経由）
- 豊鉄バス伊良湖支線  渥美病院 - 田原駅前 - 赤羽根 - 堀切 - 保美（国道42号経由）

コミュニティバス

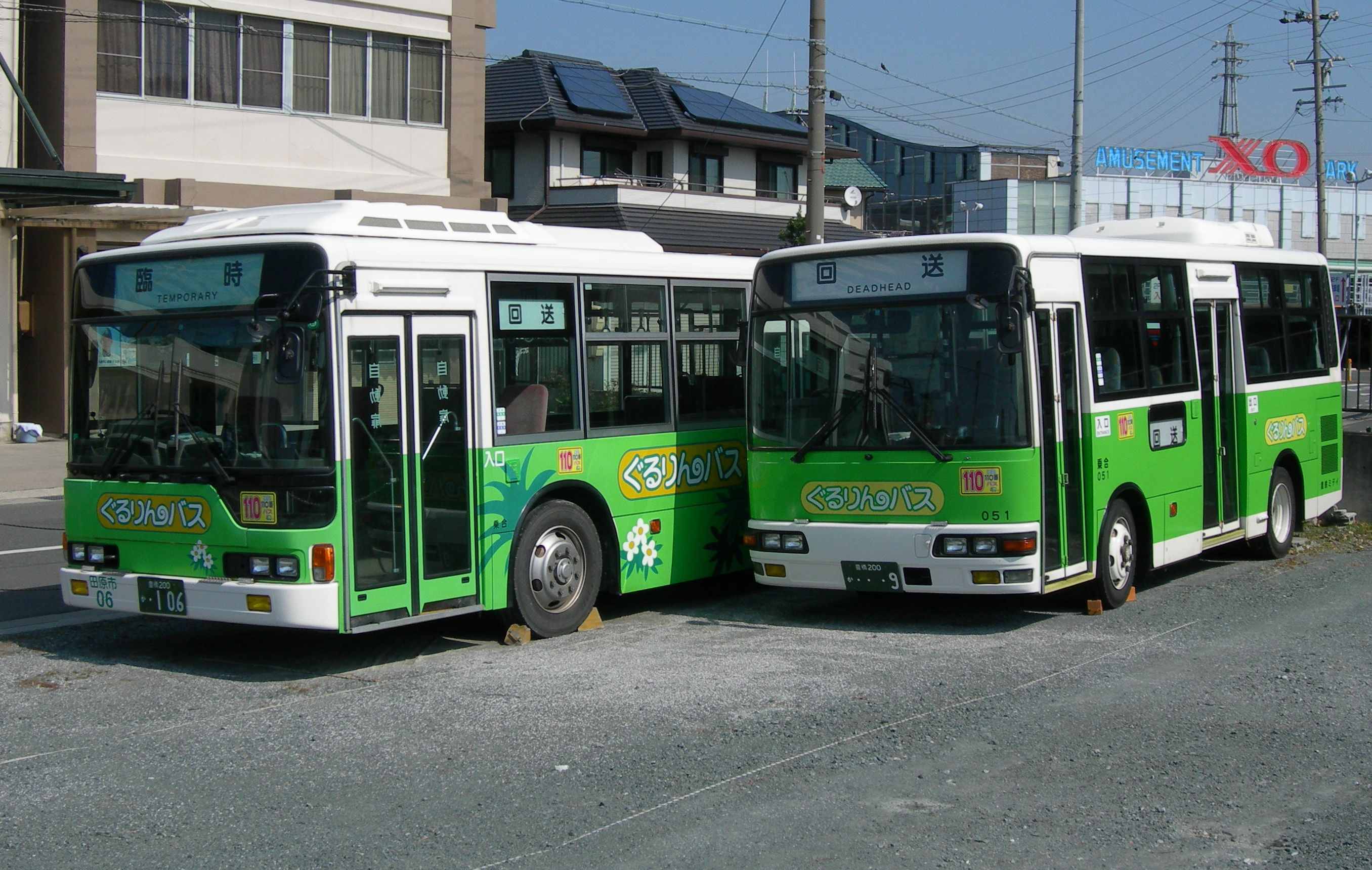
田原市ぐるりんバス

1980年代後半までは、三河田原駅から田原市内の各集落を連結する民営バスもあったものの不採算から廃止された。交通空白地帯となった地区の交通確保のため、2002年からは市の委託運営によるコミュニティバス「田原市ぐるりんバス」が走っているが2015年ごろから利用者の減少に伴ってか、市内中心部以外では「田原市ぐるりんミニバス」が運行されている。

### 道路

#### 国道
国道42号（表浜街道）
国道259号（田原街道）
太平洋側に国道42号、三河湾側に国道259号が走っており、両者は伊良湖岬で合流している。

#### 県道
主要地方道
- 愛知県道2号豊橋渥美線
- 愛知県道28号田原高松線

一般県道
- 愛知県道397号城下田原線
- 愛知県道398号高松渥美線
- 愛知県道399号蔵王山線
- 愛知県道413号六連三河田原停車場線
- 愛知県道414号大草豊島線
- 愛知県道416号赤羽根野田線
- 愛知県道418号中山伊良湖線
- 愛知県道419号赤羽根泉港線
- 愛知県道420号和地福江港線
- 愛知県道421号中山保美線
- 愛知県道423号堀切中山線
- 愛知県道497号渥美豊橋自転車道線
- 愛知県道503号六連杉山線

#### 道の駅
- 田原めっくんはうす
- 伊良湖クリスタルポルト
- あかばねロコステーション

### 港湾
- 田原港（重要港湾・特定港の三河港の一角である。）
- 伊良湖港：旅客ターミナルが道の駅の「伊良湖クリスタルポルト」となっている
  - 鳥羽港（伊勢湾フェリー）
  - 師崎港（名鉄フェリー）
  - 篠島 - 日間賀島 - 河和港（高速船）
  - 神島（神島観光船）

## 観光

### 名所・旧跡
主な城郭
- 田原城（田原市博物館）

主な寺院
- 城宝寺
- 長興寺
- 常光寺 - 烏丸資任が開基。江戸期幕府の保護を受け33寺の末寺を持った。
- 正覚院
- 栖了院
- 龍泉寺
- 潮音寺
- 厳王寺

主な神社
- 巴江神社

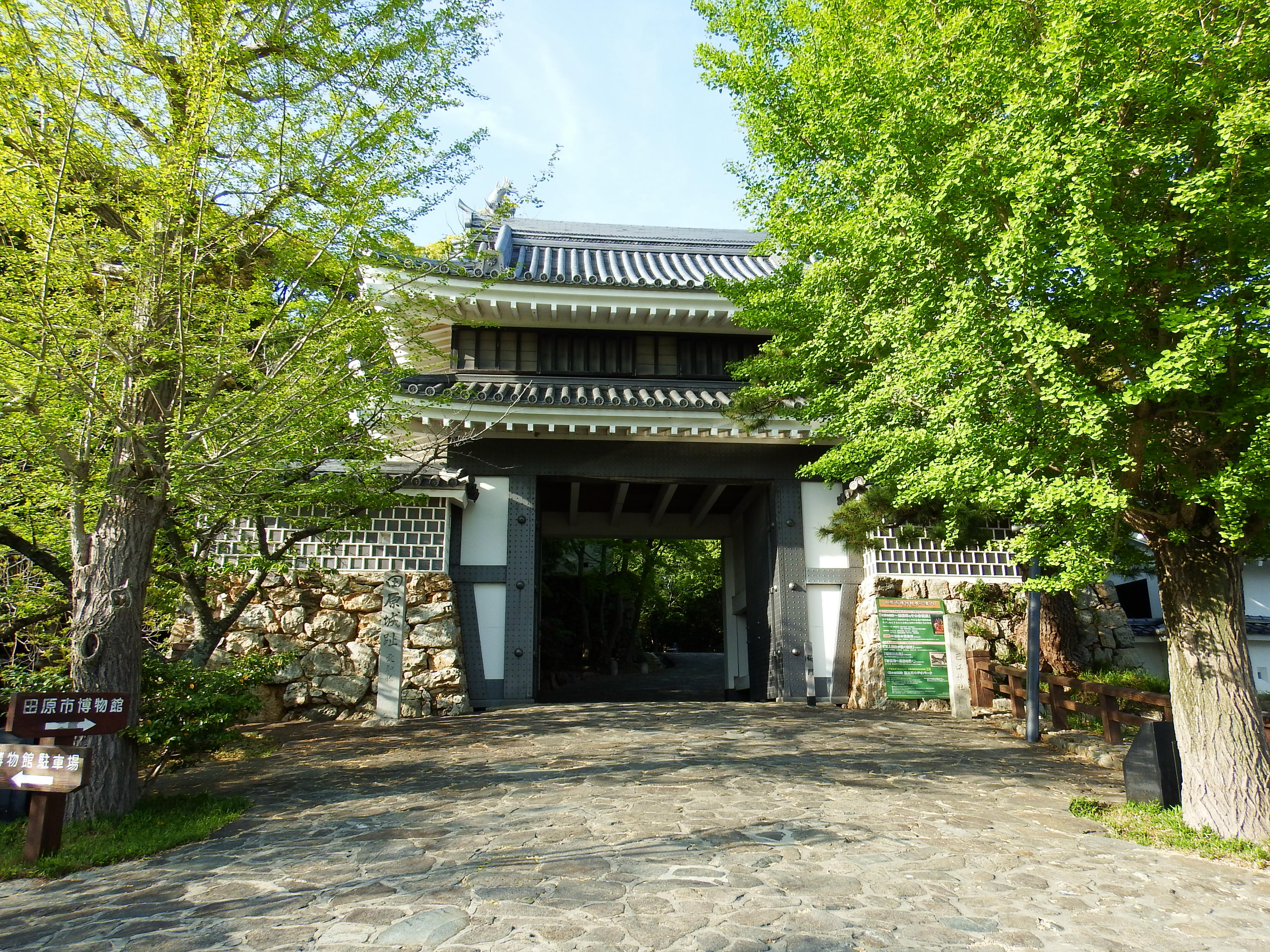
田原城復元桜門
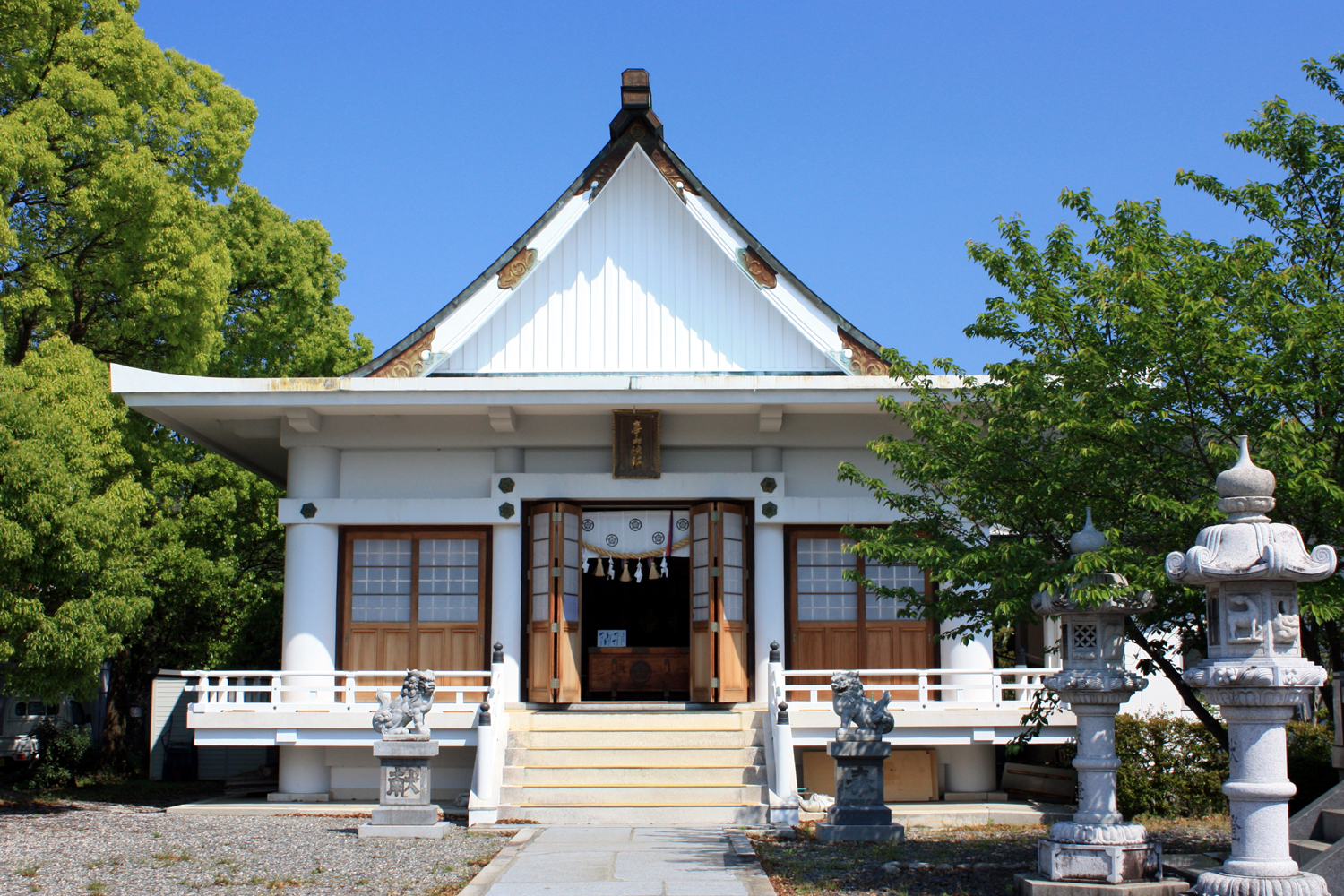
伊良湖神社
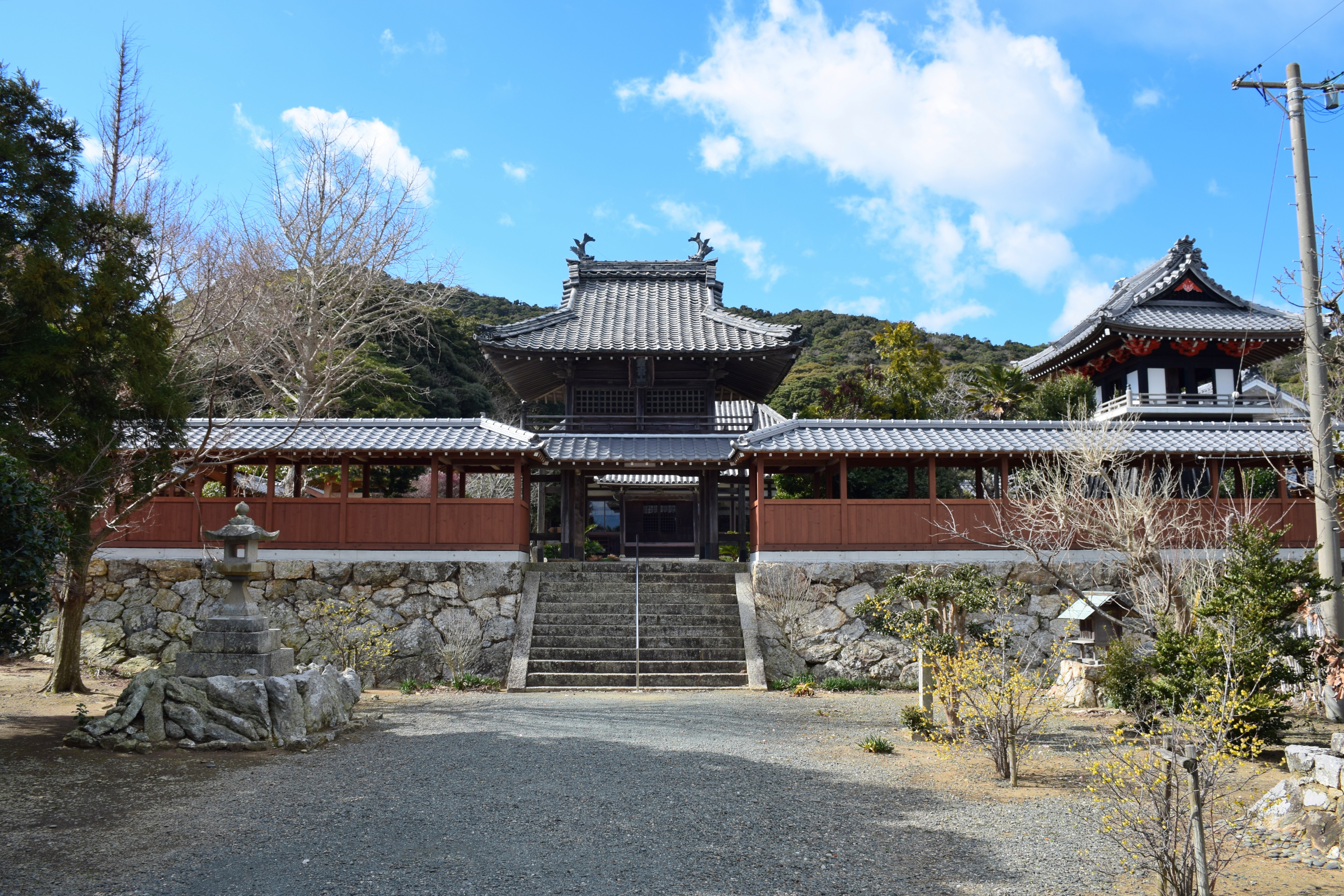
常光寺
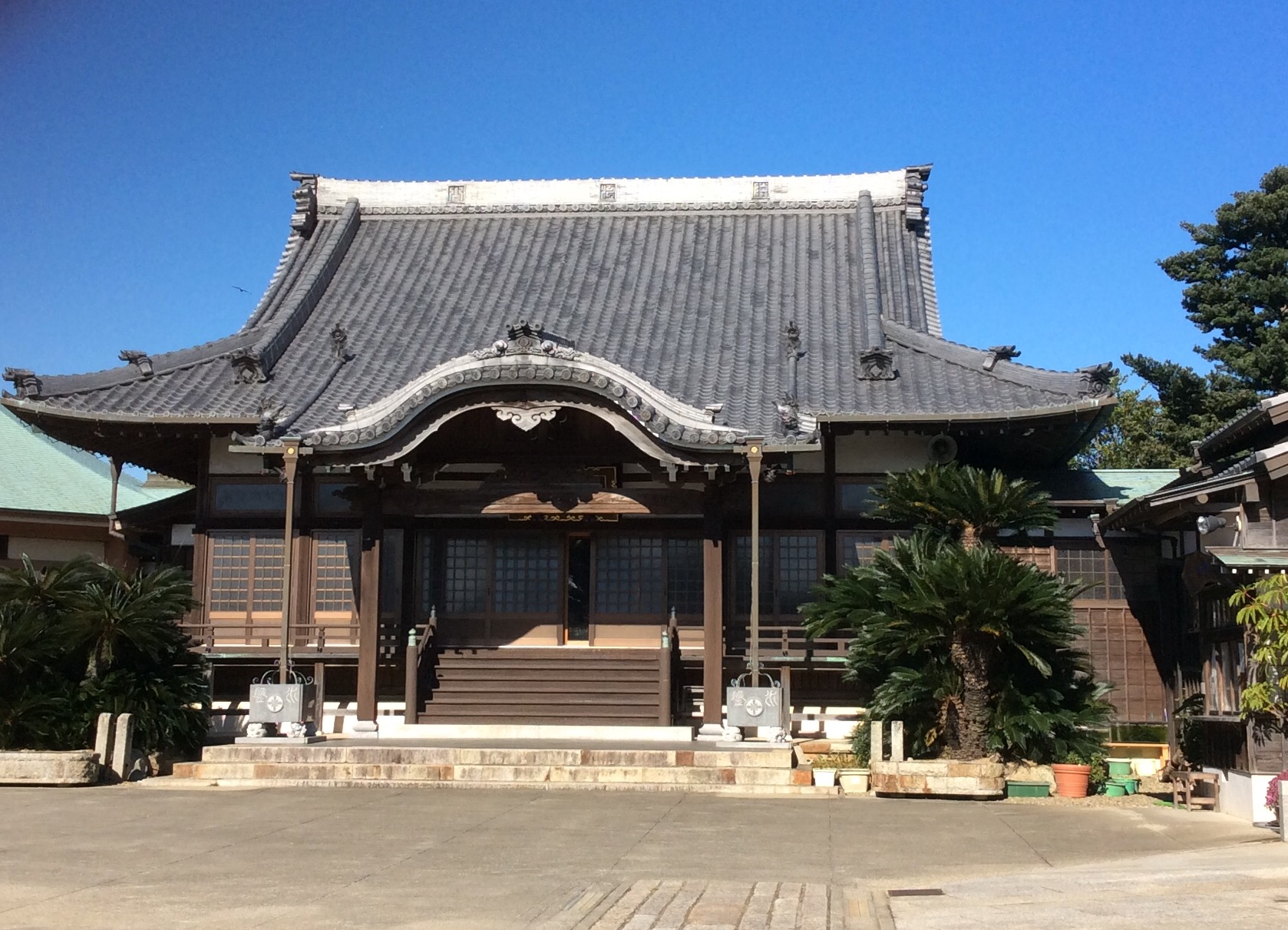
潮音寺
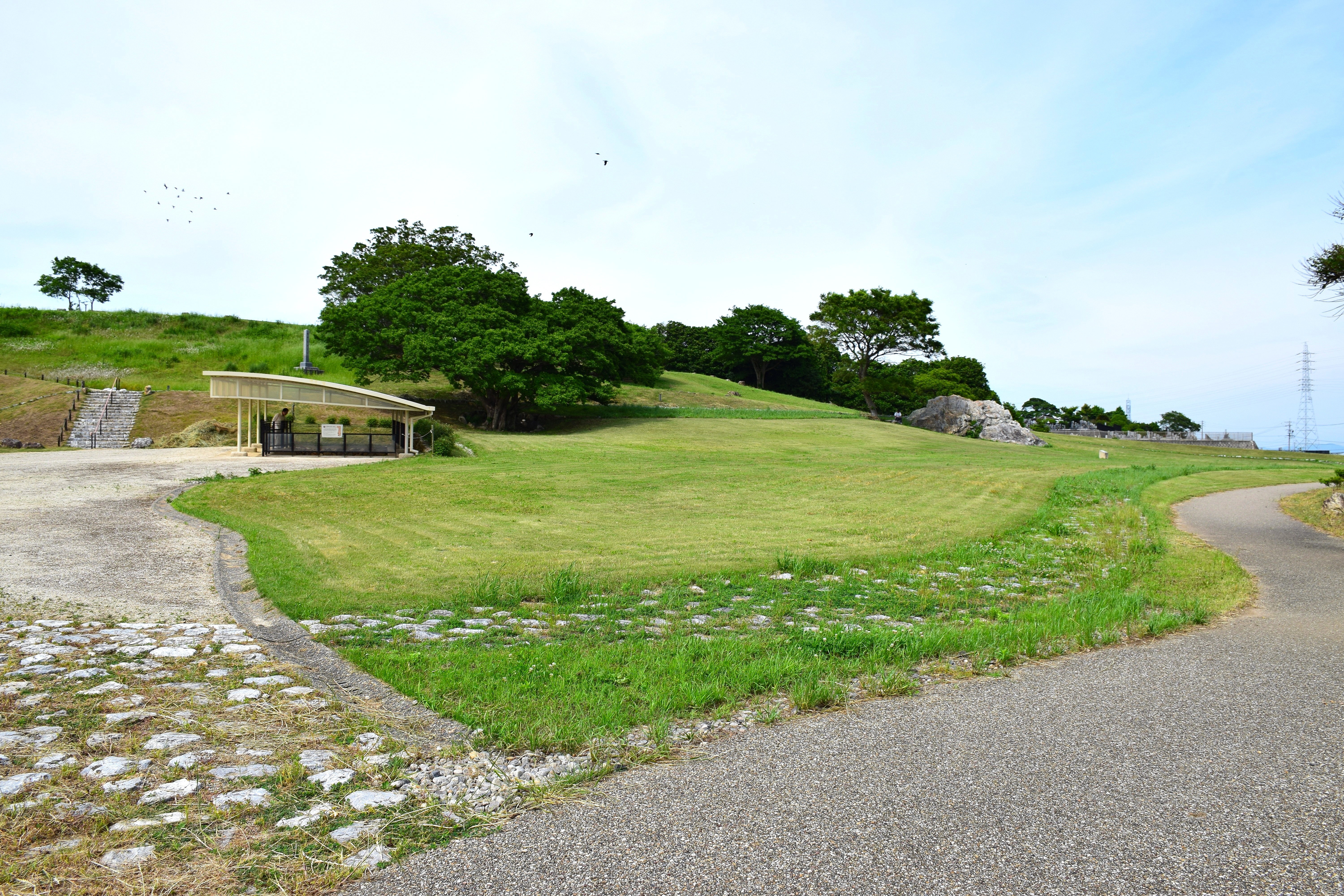
吉胡貝塚
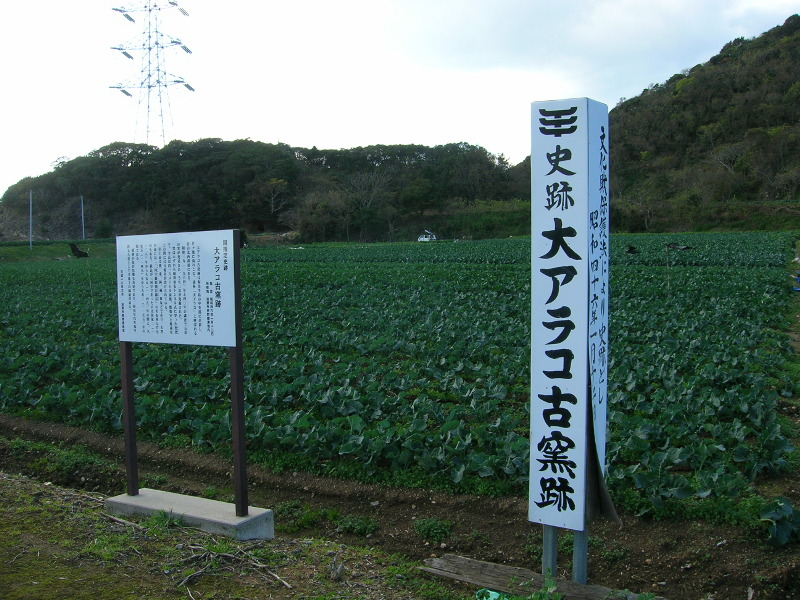
大アラコ古窯跡
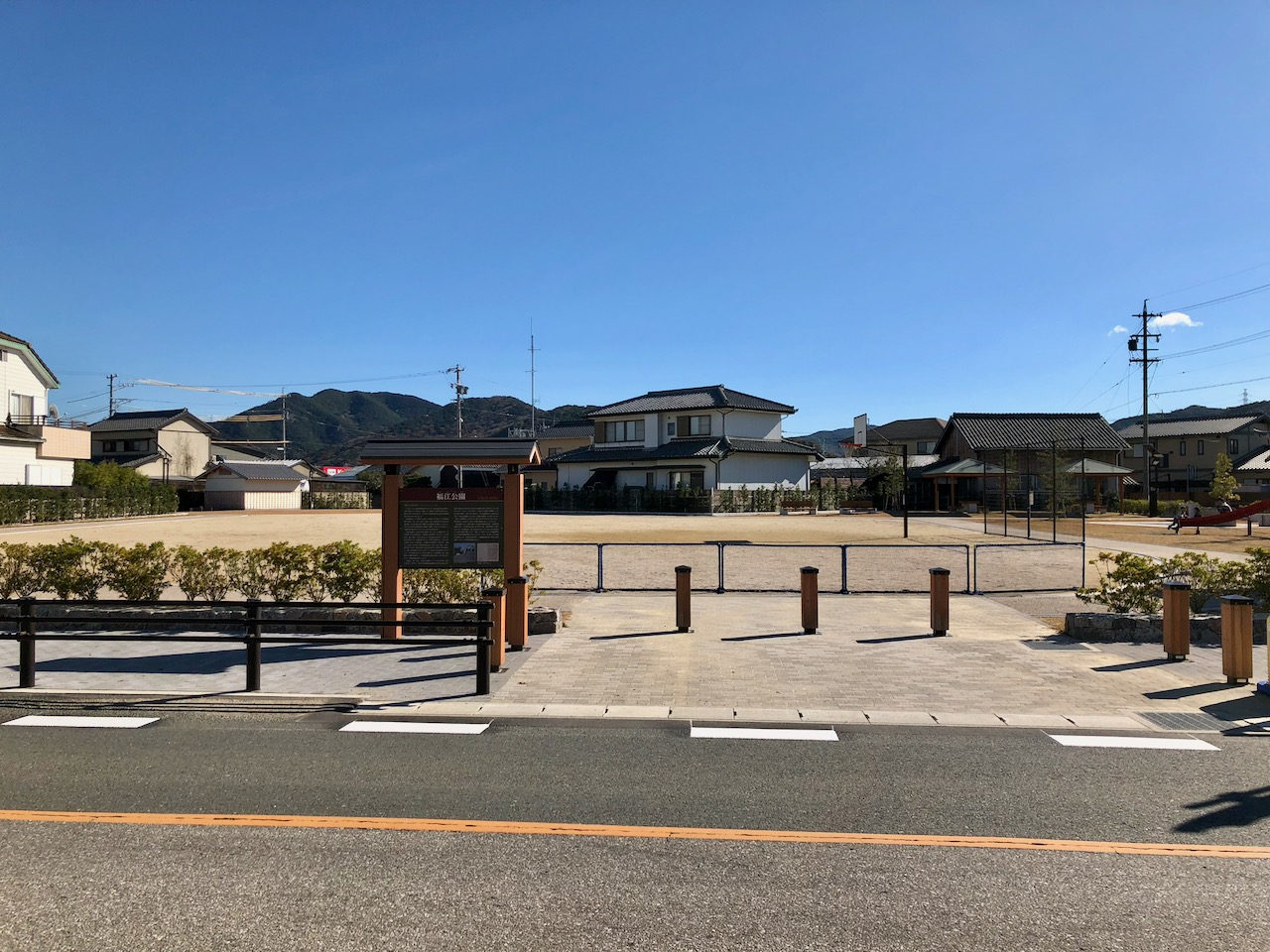
大垣新田藩畠村陣屋跡地

- 崋山神社

主な遺跡
- 吉胡貝塚 - 国の史跡
- 城宝寺古墳 - 愛知県指定史跡
- 渥美窯
  - 大アラコ古窯跡 - 国の史跡
  - 伊良湖東大寺瓦窯跡 - 国の史跡
  - 皿山古窯群 - 愛知県指定史跡
  - 皿焼古窯跡群 - 田原市指定史跡
- 大垣新田藩畠村陣屋

- 田原城復元桜門
- 崋山神社
- 常光寺
- 潮音寺
- 吉胡貝塚
- 大アラコ古窯跡
- 大垣新田藩畠村陣屋跡地

### 観光スポット
主な公園
- 池ノ原公園
- サンテパルクたはら
- 滝頭公園
- 日出園地

自然

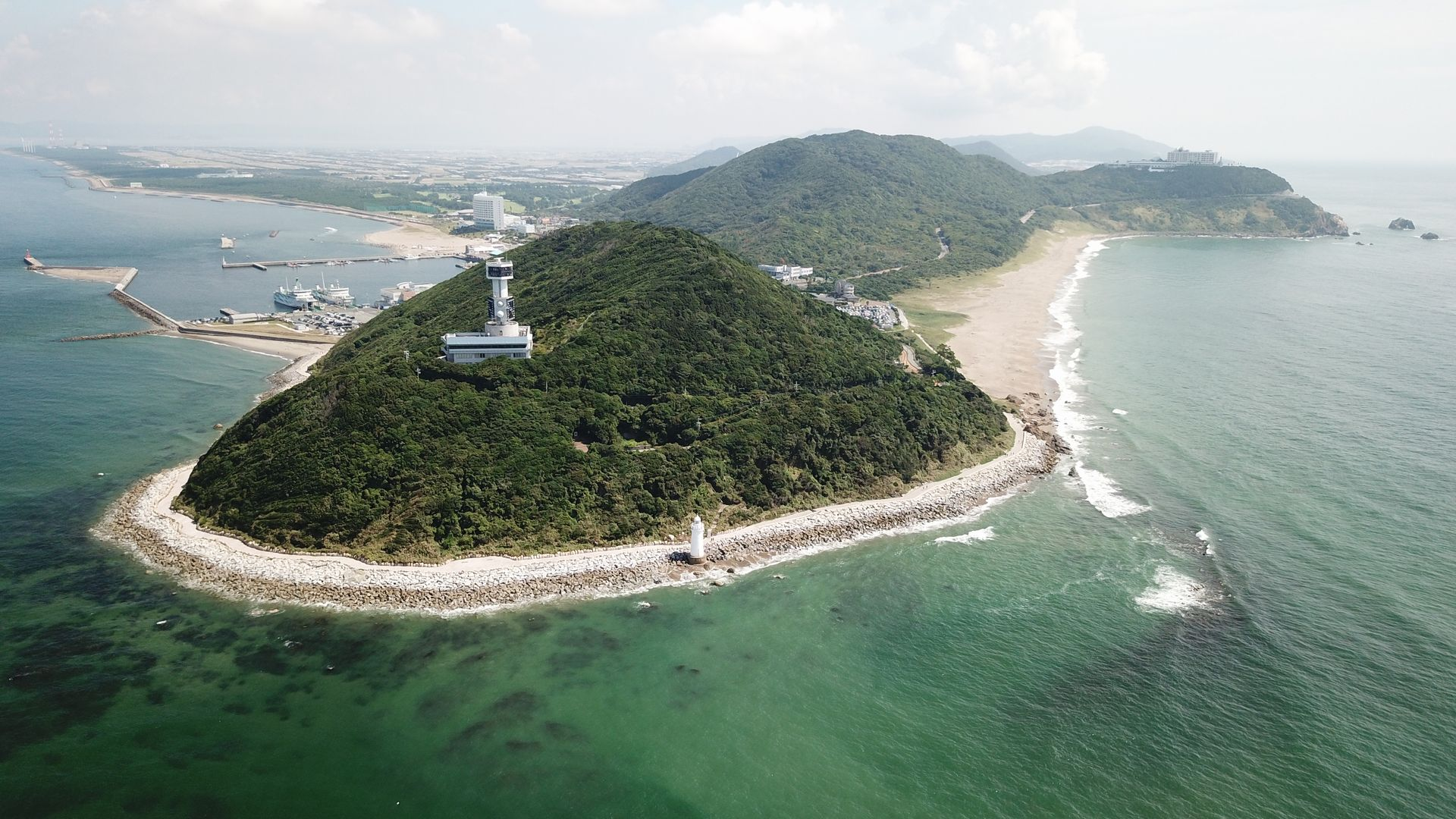
渥美半島の先端にある伊良湖岬
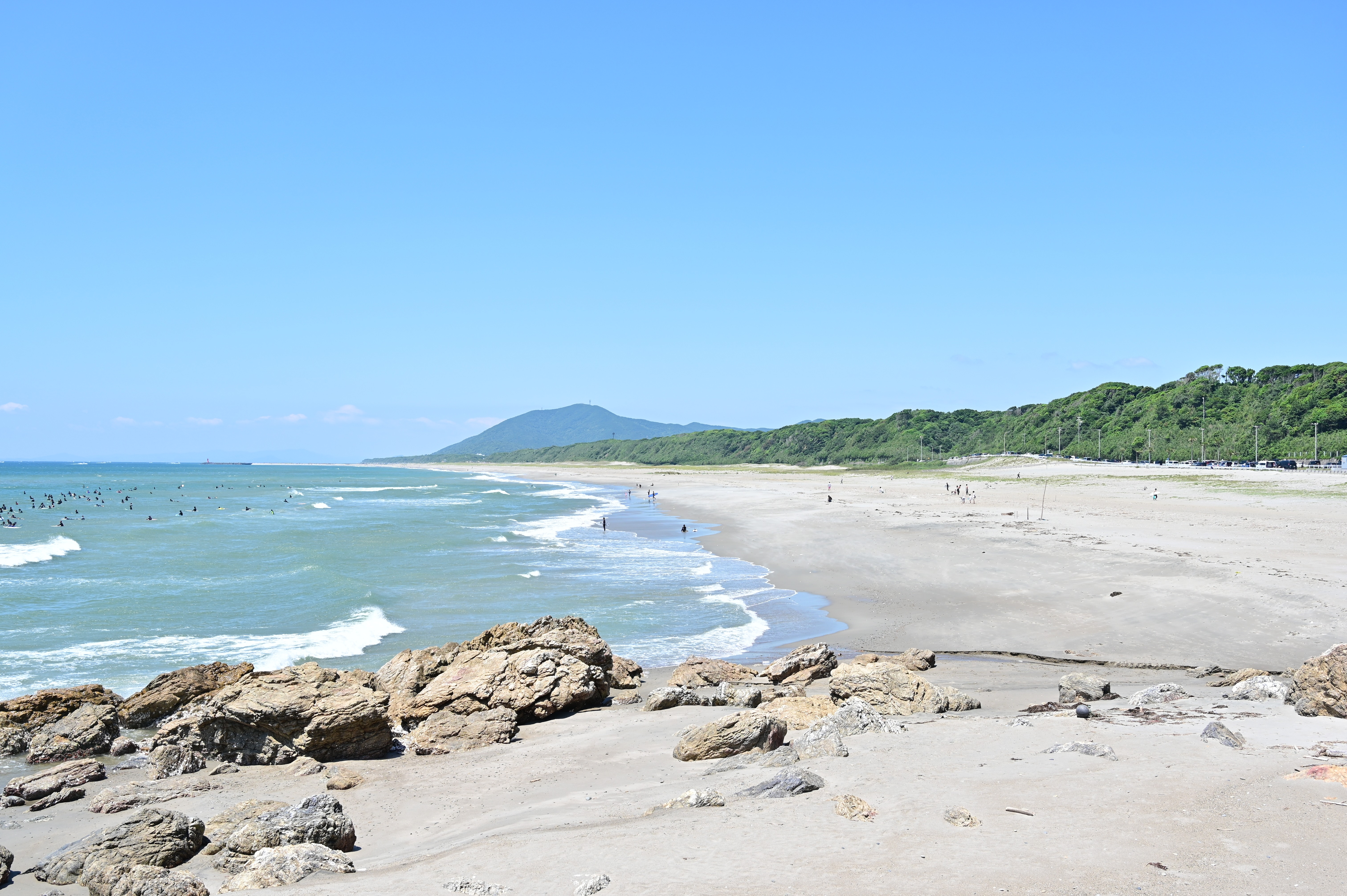
太平洋ロングビーチ
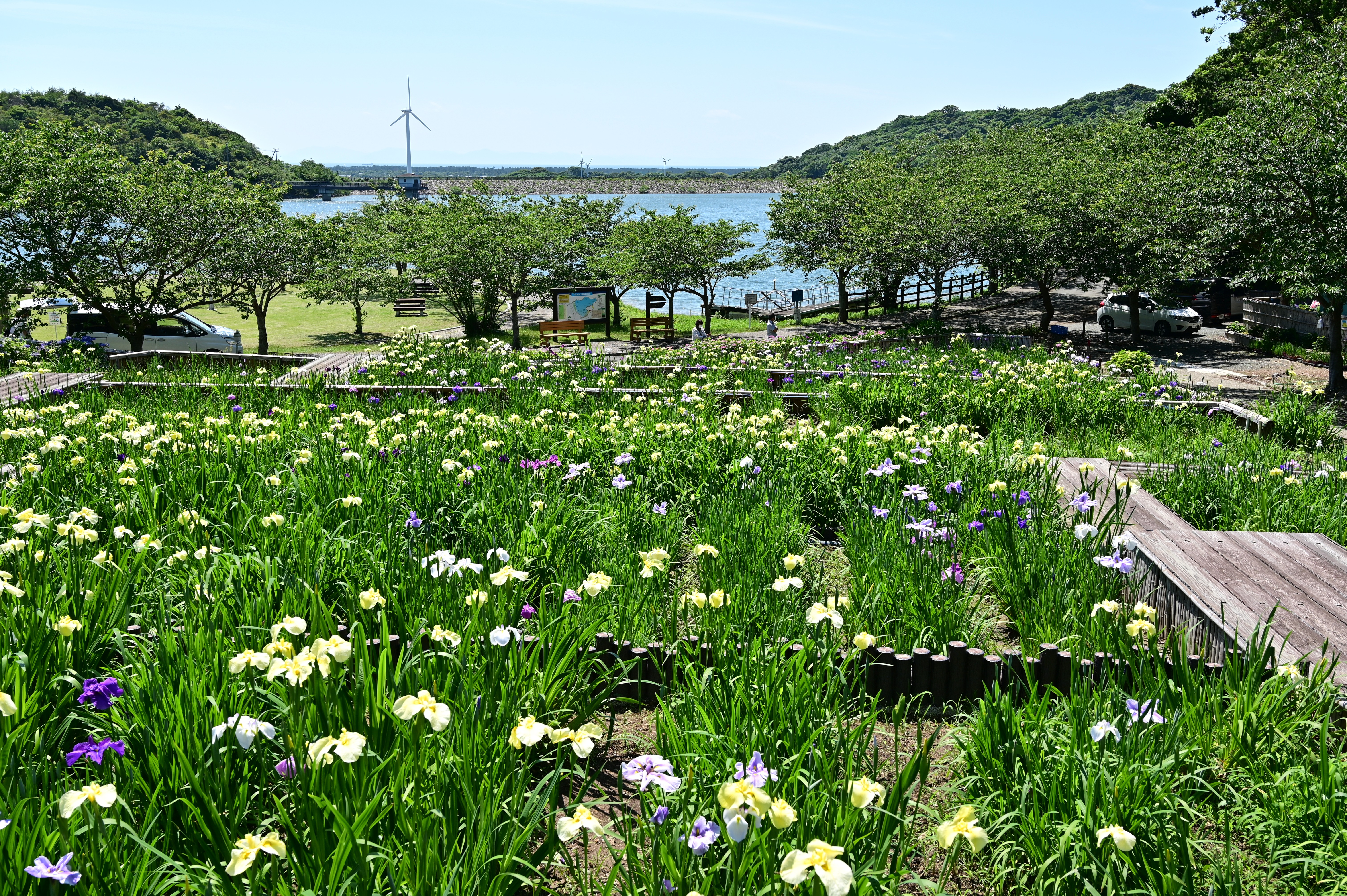
初立池公園
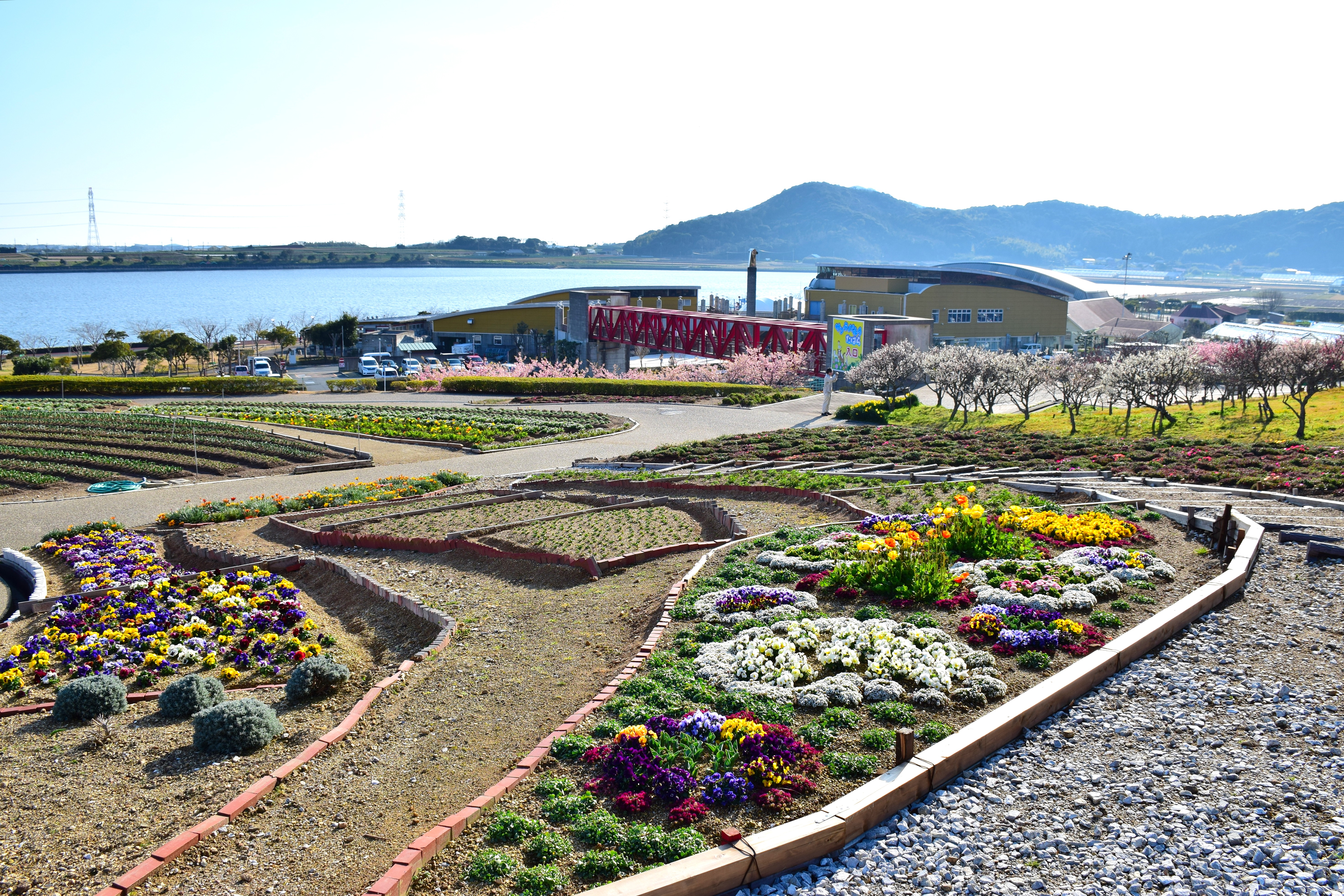
サンテパルクたはら
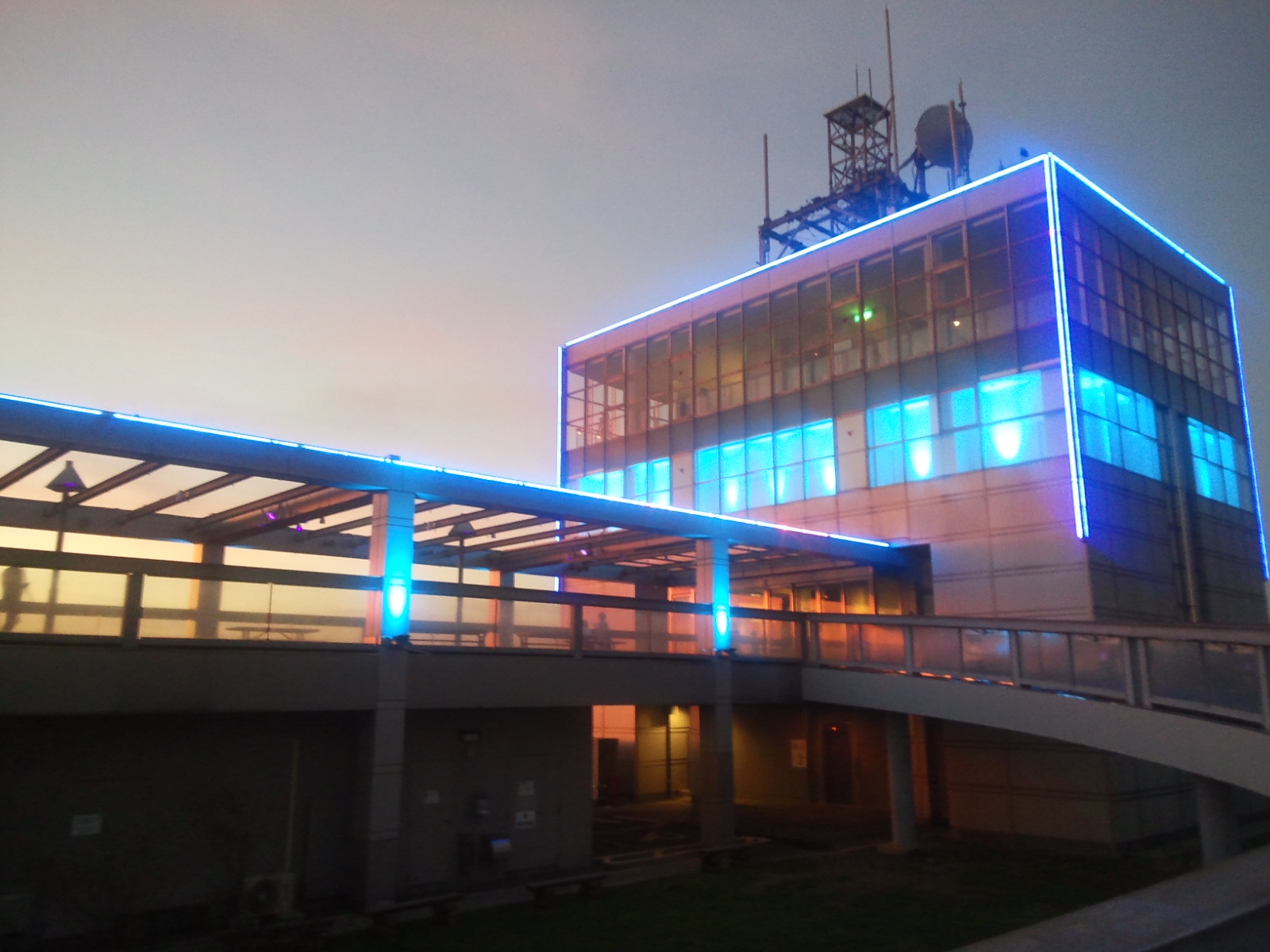
蔵王山展望台
- 伊良湖岬
- 恋路ヶ浜
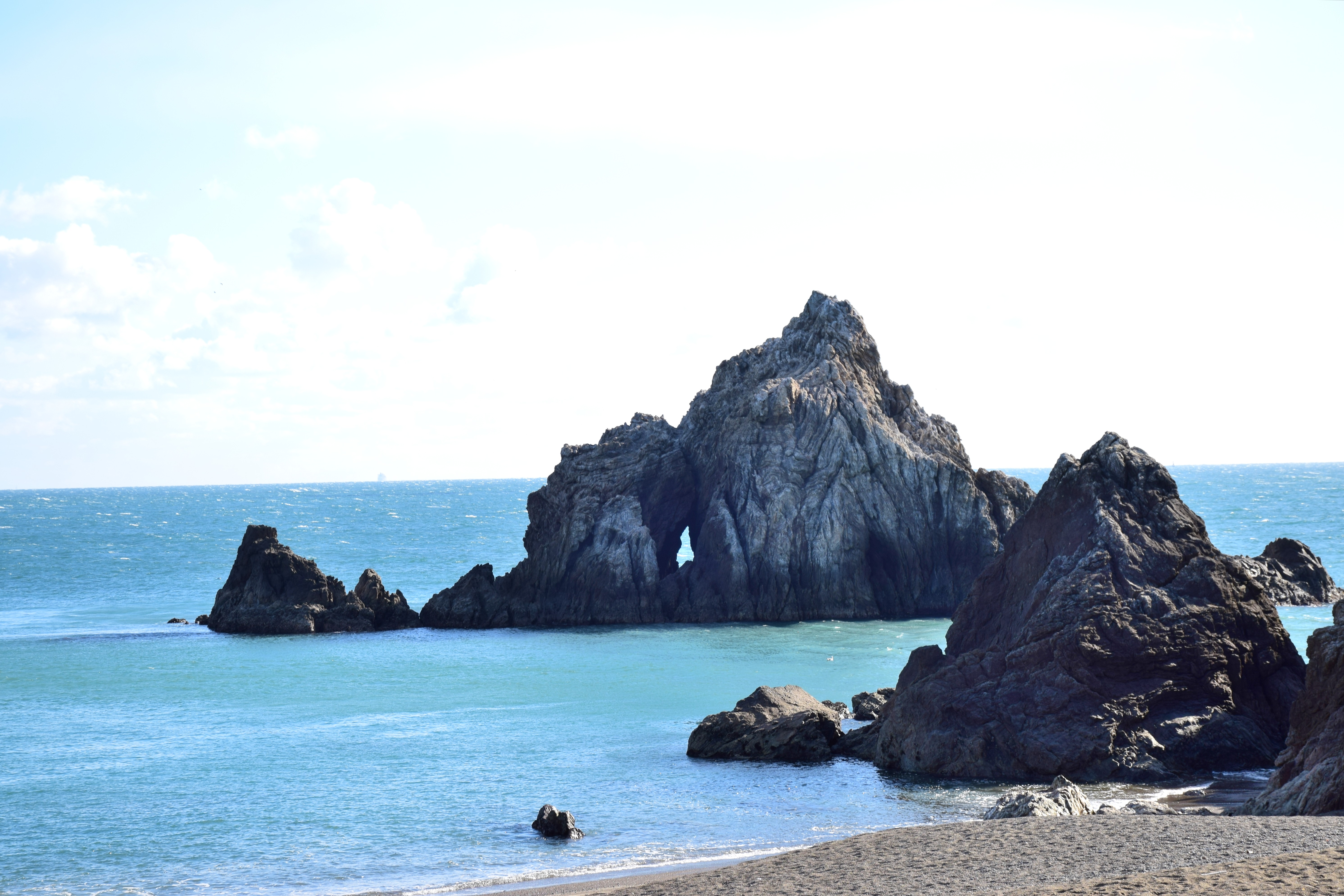
日出の石門
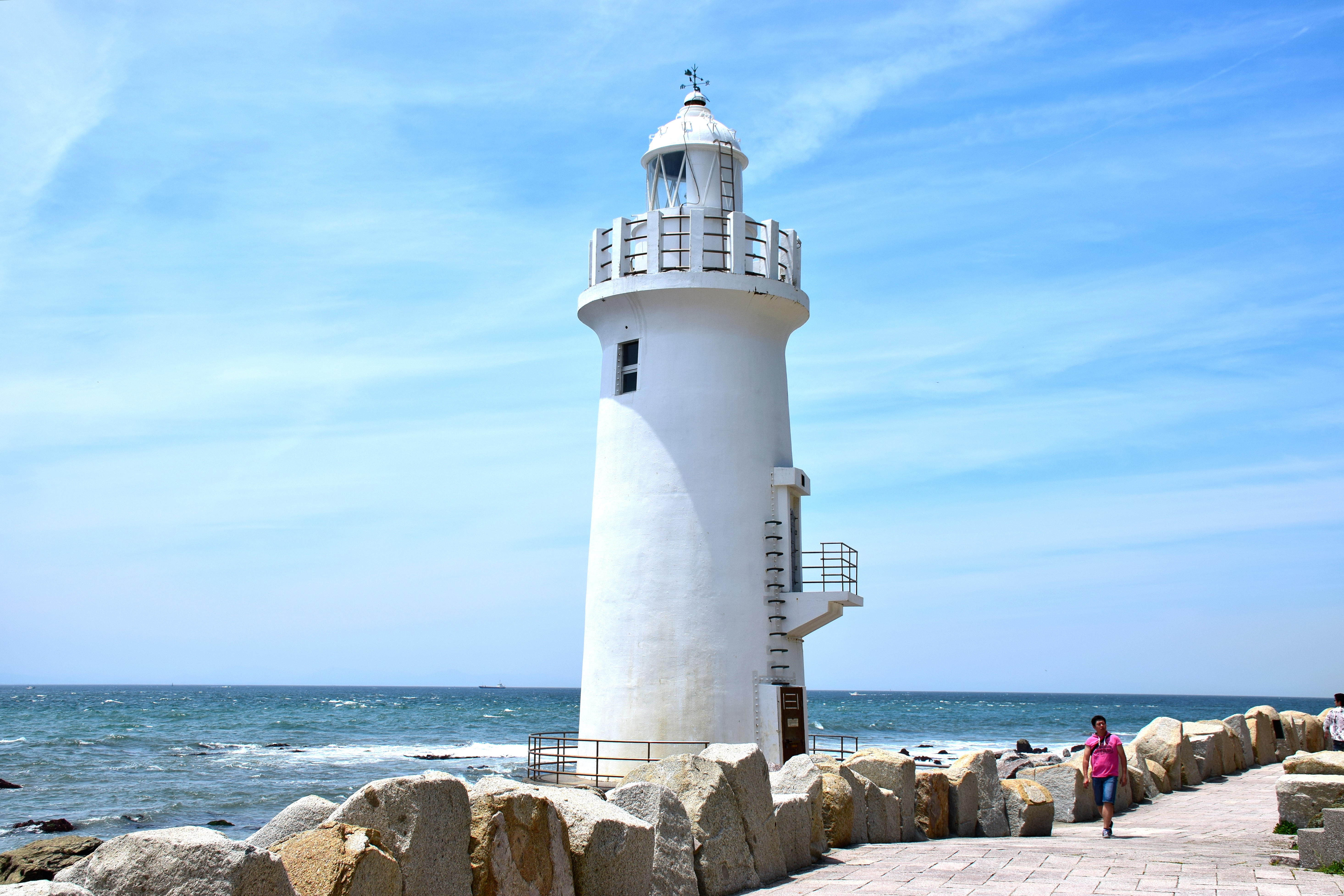
伊良湖岬灯台
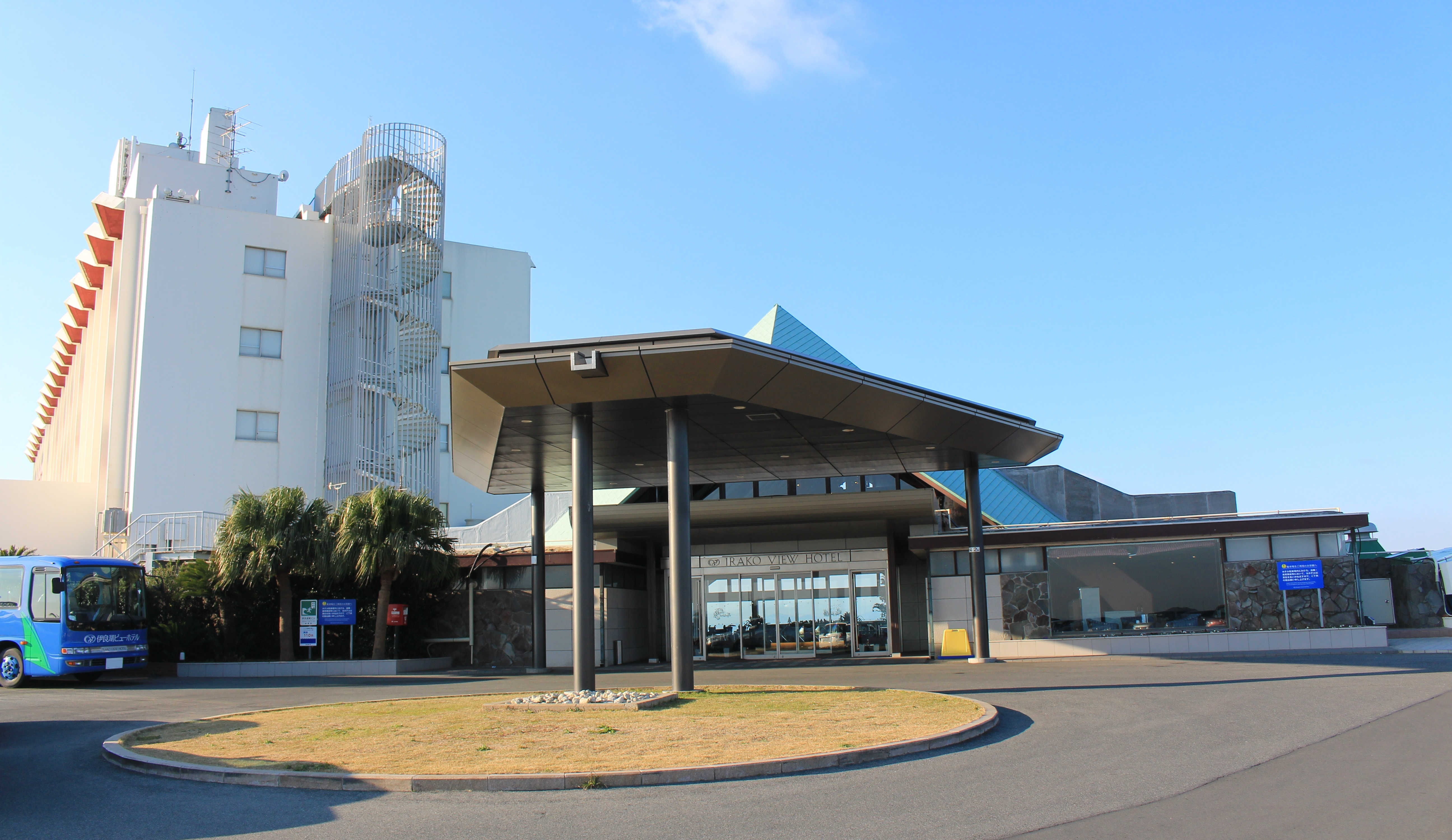
伊良湖ビューホテル
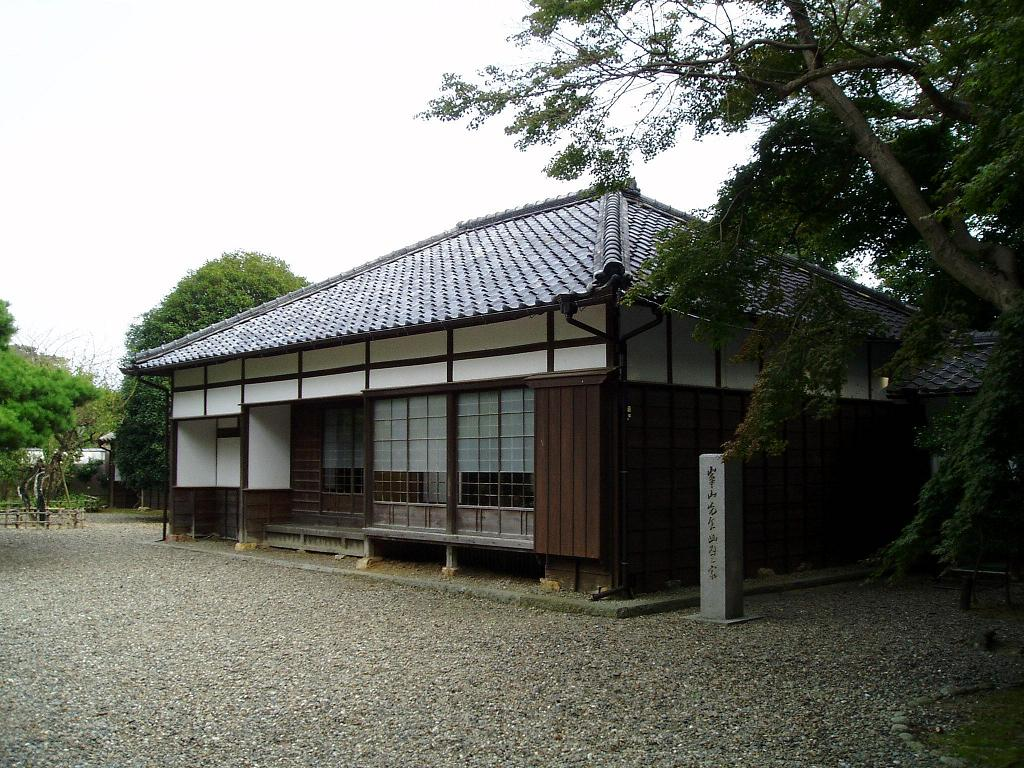
池ノ原公園
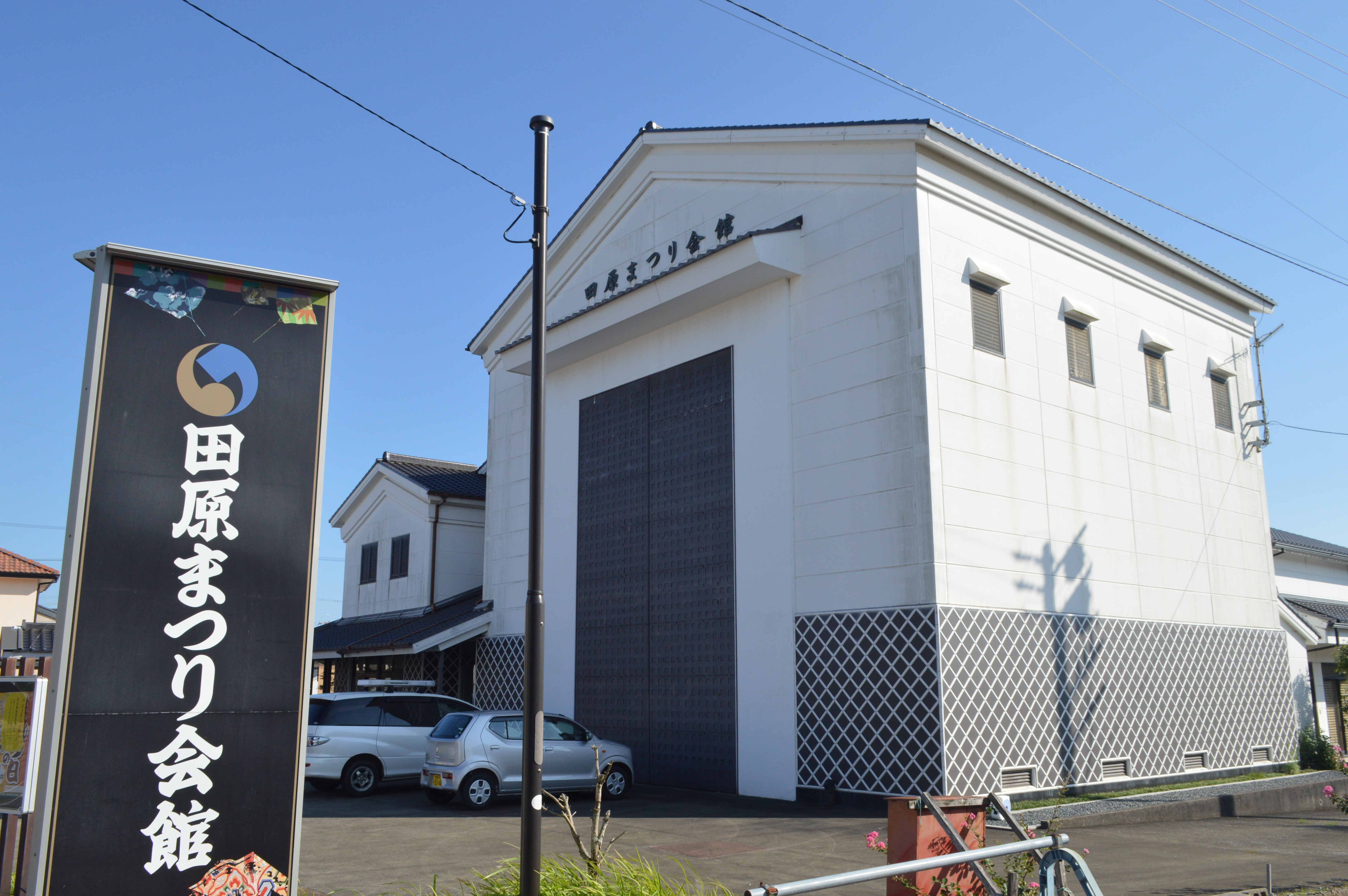
田原まつり会館

主な観光ホテル
- 伊良湖ビューホテル

その他
- 初立池（初立池公園）
- 皿焼古窯館（皿焼古窯跡群）
- 田原まつり会館
- 渥美半島菜の花浪漫街道

- 渥美半島の先端にある伊良湖岬
- 太平洋ロングビーチ
- 初立池公園
- サンテパルクたはら
- 蔵王山展望台
- 日出の石門
- 伊良湖岬灯台
- 伊良湖ビューホテル
- 池ノ原公園
- 田原まつり会館

## 文化

### 祭事・催事
主な祭事

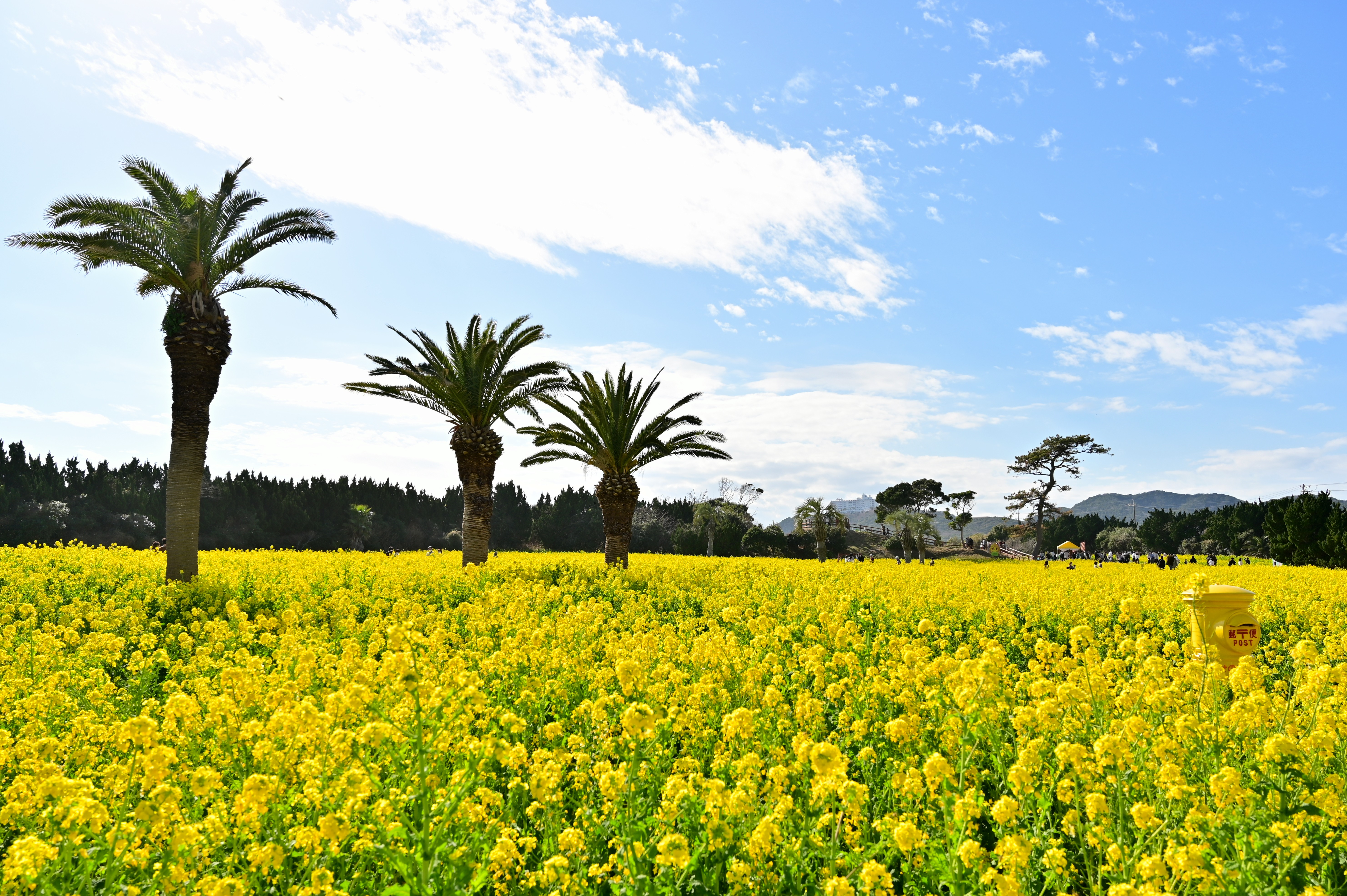
渥美半島菜の花まつり

1-3月には渥美半島菜の花まつり、5月には凧まつり、9月には田原祭り、五町合同花火大会が開催される。萱町、新町、本町のからくり人形を乗せた山車は、市の有形民俗文化財に指定されている。
4月の伊良湖神社の御衣（おんぞ）祭りは、伊勢神宮との古くからの関係があり沢山の人が集まる。
主な催事
- 中部・北陸実業団対抗駅伝競走大会

### 名産･特産
- しらす
- 釜揚げしらす
- あさりせんべい
- 渥美沢庵
- 電照菊

#### 渥美半島たはらブランド
田原市が認定する地域の資源や特性を生かした優れた産品。
2017年時点で91品目認定されている。
- 吉田園のほうれん草
- 吉田園の春菊
- 常春キャベツ
- 旬彩野菜バスケット
- 安田商店の朝採りとうもろこし
- 安田商店のベビーリーフ
- ファーストトマト
- くくむトマト真
- 房採りカンパリトマト真
- 丸玉トマト
- セシル
- 鈴木農園のサンドパル
- とまとのこころ
- ミニトマト
- ミニトマト アイコ
- スイカ
- タカミメロン
- イエローキングメロン
- 日研農園アールスメロン（化粧箱入り）
- アールスメロン「伊良湖メロン」
- いちじく
- 小林農園のこだわりハウスみかん「美甘きらり」
- 伊良湖ハウスみかん
- いちごのしあわせ
- 紅ほっぺ
- 章姫
- ゆめのか
- 田原牛
- あつみ牛
- みなみ愛とん
- 保美豚プレミアム
- 田原ポーク
- 渥美たくあん一丁漬け
- メロン漬け（酒かす）
- 昔のままの沢庵（酒かす）
- 昔のままの沢庵（本干ぬか）
- 上干渥美一丁漬
- どうまい牛乳シリーズ
- 渥美半島かすてらシリーズ
- とろけるメロンロール
- からっ風田原の芋切
- ミックスゼリー
- メロンぱうんど
- 菜の花いちごロール
- 菜の花ぱうんど
- 崋山最中 報民倉
- バロックのジェラート・バトックソフト
- 渥美半島のあたたかい薔薇の贈り物
- セントレアマスコットイエロー
- 中村洋らんの胡蝶蘭
- フルレゾンマム
- JA愛知みなみリシアンサス
- JA愛知みなみカスミソウ
- JA愛知みなみガーベラ
- JA愛知みなみスィートピー
- JA愛知みなみストック
- JA愛知みなみバラ
- JA愛知みなみグロリオサ
- JA愛知みなみカーネーション
- JA愛知みなみアルストロメリア
- JA愛知みなみスプレーマム
- JA愛知みなみディスバットマム
- JA愛知みなみ輪菊
- 貝づくし渥美
- 渥美あさりの押し寿司
- 田原銘菓あさりせんべい3種詰め合わせ
- 田原銘菓あさりせんべい7種詰め合わせ
- H SURFBOARD IRAGO MODEL
- しらす干し
- 釜揚げしらす
- はじめましてあおさのりです。
- 伊良湖のり
- 田原ポークのハム・ウィンナー贈答品
- 保美豚プレミアム無添加ベーコン
- 保美豚プレミアム無添加ロースハム
- 保美豚プレミアム無添加ウインナー
- たは・La・まん
- 俺の、黒カレー
- 俺の、黒カレーまん
- キャベコロ
- 「made in 田原」魔法の万能ピュレ
- 「made in 田原」トマトジャム「真紅の結晶」
- 「made in 田原」田原ミートソース
- あじわいトマト酢
- 田原産100%菜種油たはらっこ
- 田原蔵王山麓芋焼酎 亀若
- 田原の銘酒 純米大吟醸 優
- とまテル
- めろんハート
- とまチュ

## 出身･関連著名人
- 三河文殊正真 - 戦国時代の刀工、一説に天下三名槍「蜻蛉切」の作者
- 糟谷磯丸[49]- 江戸時代後期の漁師で歌人
- 渡辺崋山[50] - 江戸時代後期の武士・田原藩家老で画家・江戸出身
- 鈴木春山[51] - 江戸時代後期の田原藩医・兵学者
- 村上範致[52] - 江戸時代末期の砲術家・田原藩家老
- 村松愛蔵[49][53] - 明治～大正時代の自由民権運動家・政治家
- 宮川春汀[49] - 日本画家 挿画
- 高橋明[54] - 医学者、日本医師会会長
- 鈴木翠軒[49] - 書家
- 近藤寿市郎[49] - 戦前の政治家。
- 伊藤武雄[55] - 南満州鉄道調査課長、中国研究者
- 白井こう[49][53] - 教育者。岡崎学園高等学校の創立者。
- 八木喜平[49] - アララギ歌人
- 齋藤専吉[49] - 教育者、文化人
- 杉浦明平[49] - 作家、歴史家、ルネサンス研究家、翻訳家
- 白井文吾[56] - 中日新聞記者、中日ドラゴンズオーナー
- 光浦靖子[56] - お笑い芸人（オアシズ）
- 大久保佳代子[56] - お笑い芸人（オアシズ）
- AZUSA - ラジオパーソナリティ（ZIP-FM）
- 原光隆[57] - 東海ラジオアナウンサー
- 鈴木信二 - 俳優
- 尾川智子[56] - ボルダラー（フリークライマー）
- 小笠原崇裕 - プロMTBライダー
- 渥美洋正征 - 大相撲力士
- 太田剣[58] - ジャズサックスプレーヤー
- 上田昇[59] - オートバイレーサー　豊田市生まれ・中学２年から田原市で育つ
- 金田哲[56] - お笑い芸人（はんにゃ.）
- 金子大樹[56] - プロボクサー
- 小川泰弘[56][60] - プロ野球・東京ヤクルトスワローズ 投手
- 清田真央[61] - 陸上競技（長距離走・マラソン）選手
- 近藤真弓[62] - コラージュキルト作家